# Giszowiec
Giszowiec (1979–1990 Osiedle im. Stanisława Staszica; niem. Gieschewald) – zabytkowe osiedle patronackie, część oraz dzielnica Katowic, położona we wschodniej części miasta, nad Boliną.
Giszowiec składa się z budynków wielorodzinnych z wielkiej płyty oraz zabytkowych domów, przeważnie jedno- i dwurodzinnych, stanowiących niegdyś zwarte osiedle górnicze, które do dziś jest unikatowe w skali europejskiej i znajduje się na Szlaku Zabytków Techniki Województwa Śląskiego. Zostało ono wybudowane dla górników pracujących w kopalni „Giesche” (późniejszej kopalni „Wieczorek”) przez koncern Georg von Giesches Erben na zlecenie dyrektora spółki Antona Uthemanna w latach 1907–1910. Projektantami osiedla byli Georg i Emil Zillmannowie. Osiedle górnicze w dwóch trzecich uległo wyburzeniu w latach 70. XX wieku na skutek rozwoju budownictwa mieszkaniowego wielokondygnacyjnego z wielkiej płyty dla pracowników powstałej w 1964 roku kopalni „Staszic”.
Giszowiec ma charakter głównie mieszkaniowy i przemysłowy. Otaczają go dwa szlaki komunikacyjne: droga krajowa nr 86 oraz autostrada A4, a także rozpoczyna tu swój bieg droga krajowa nr 81. Dzielnica ma powierzchnię 12,03 km² (7,30% powierzchni miasta) i liczyła w 2007 roku 18 475 mieszkańców (5,9% ludności Katowic).

## Geografia

### Położenie
Giszowiec pod względem administracyjnym położony jest w województwie śląskim i stanowi jedną z jednostek pomocniczych miasta Katowice (nr 17), zlokalizowaną we wschodniej części miasta, w odległości około 6 km na południowy wschód od centrum. Graniczy od północy z dzielnicami: Osiedle Paderewskiego-Muchowiec i Janów-Nikiszowiec, od wschodu z miastem Mysłowice, od południa z dzielnicą Murcki, a od zachodu z Piotrowicami-Ochojcem. Granice dzielnicy biegną następująco:
- od północy – południową krawędzią ulicy 73 Pułku Piechoty do skrzyżowania z ul. Pszczyńską, dalej wzdłuż autostrady A4 i północną krawędzią ul. Mysłowickiej do granicy miasta[1],
- od wschodu – granica dzielnicy stanowi równocześnie granicę miasta z Mysłowicami[1],
- od południa i zachodu – wzdłuż granicy miasta do zjazdu z ul. Bielskiej i dalej wzdłuż drogi leśnej do ul. 73 Pułku Piechoty[1].

Giszowiec położony jest w dolinie Boliny. Według podziału fizycznogeograficznego Jerzego Kondrackiego dzielnica ta znajduje się w mezoregionie Wyżyna Katowicka (341.13), będącej południową częścią Wyżyny Śląskiej. Pod względem historycznym dzielnica ta znajduje się we wschodniej części Górnego Śląska.

### Geologia, rzeźba terenu i gleby

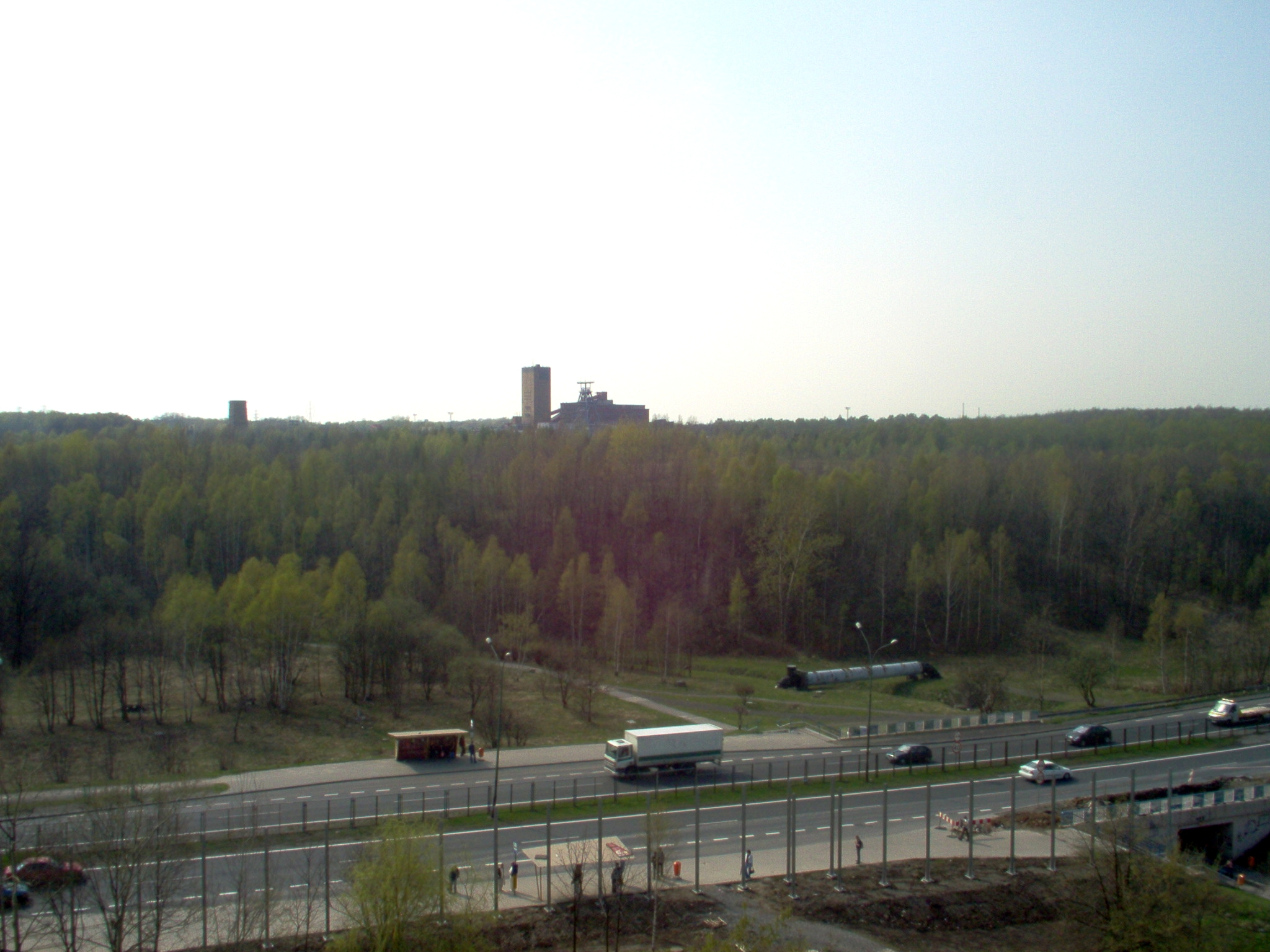
Widok z budynku położonego przy ul. Mysłowickiej w kierunku zachodnim na kopalnię „Staszic”; na pierwszym planie zwałowisko pogórnicze

Giszowiec pod względem jednostek fizycznogeograficznych Jerzego Kondrackiego położony jest w podprowincji Wyżyna Śląsko-Krakowska, na Wyżynie Śląskiej, w południowej części Wyżyny Katowickiej, natomiast pod względem jednostek morfologicznych dzielnica położona jest w Płaskowyżu Murcek. Północne stoki, opadające do Obniżenia Rawy, są rozczłonkowane przez dwie długie doliny, w tym przez przepływającą przez Giszowiec Bolinę. Występują tu duże fragmenty trzeciorzędowych spłaszczeń denudacyjnych obecnych na wysokościach powyżej 300 m n.p.m. Najwyższy punkt Giszowca, położony w południowo-zachodniej części dzielnicy, dochodzi do wysokości 300–310 m n.p.m., natomiast najniżej położony punkt znajduje się w dolinie Boliny (około 260 m n.p.m.).
Rzeźba Giszowca na skutek gospodarczej działalności człowieka uległa silnym przekształceniom, głównie ze względu na eksploatację surowców, rozwój przemysłu i budowę infrastruktury komunikacyjnej. W Giszowcu znajdują się m.in. zwałowiska górnicze, a także następują tutaj procesy osiadania, w wyniku których w nieckach wytworzyły się m.in. sztuczne stawy. Obszar Giszowca jest narażony na odkształcenia terenu I kategorii w północnej, wschodniej i południowej części dzielnicy. Na odkształcenia II kategorii są odporne bloki na osiedlu Adama. Ponadto obszar Giszowca jest narażony na wstrząsy górotworu.
Największym obszarem zdegradowanym i zdewastowanym jest hałda pogórnicza przy KWK „Staszic” o powierzchni 12 ha. Jej wysokość dochodzi do 20 metrów od strony wschodniej i 7 m od strony zachodniej. Ostateczny jej kształt uformowano w połowie lat 90. XX wieku. Hałdę tę porastają zbiorowiska ruderalne (skarpy są zadrzewione, a na szczycie występują niskie zarośla).
Pod względem budowy geologicznej Giszowiec zlokalizowany jest w niecce górnośląskiej. Utwory wypełniającego nieckę pochodzą z okresu górnego karbonu i są wykształcone w postaci łupków, piaskowców i zlepieńców z pokładami węgla kamiennego, które powstały przed 300 milionami lat. Wychodnie tych skał, występujące na znacznej powierzchni Giszowca, to głównie warstwy orzeskie (w przeważającej części są to łupki, w tym iłołupki, na których pracowały cegielnie m.in. w Giszowcu). W dolinach rzek występują natomiast polodowcowe utwory plejstoceńskie w postaci madów, mułów, piasków i żwirów rzecznych. W Giszowcu zaznaczają się też obszary występowania holoceńskich glin zwałowych.
Na przeważającej części Giszowca występują gleby płowe wytworzone z glin zwałowych oraz piasków naglinowych i naiłowych. Są one dosyć żyzne, a ich odczyn jest słabo kwaśny lub obojętny. W dolinach rzek wykształciły się mady. Na skutek działalności człowieka uległy one też w wielu miejscach przeobrażeniom, przez co wytworzyły się również gleby antropogeniczne. Gleby na terenie Giszowca pod względem klasy bonitacyjnej zaliczają się w głównej mierze do gleb słabych i bardzo słabych (V i VI klasa).

### Wody powierzchniowe i podziemne

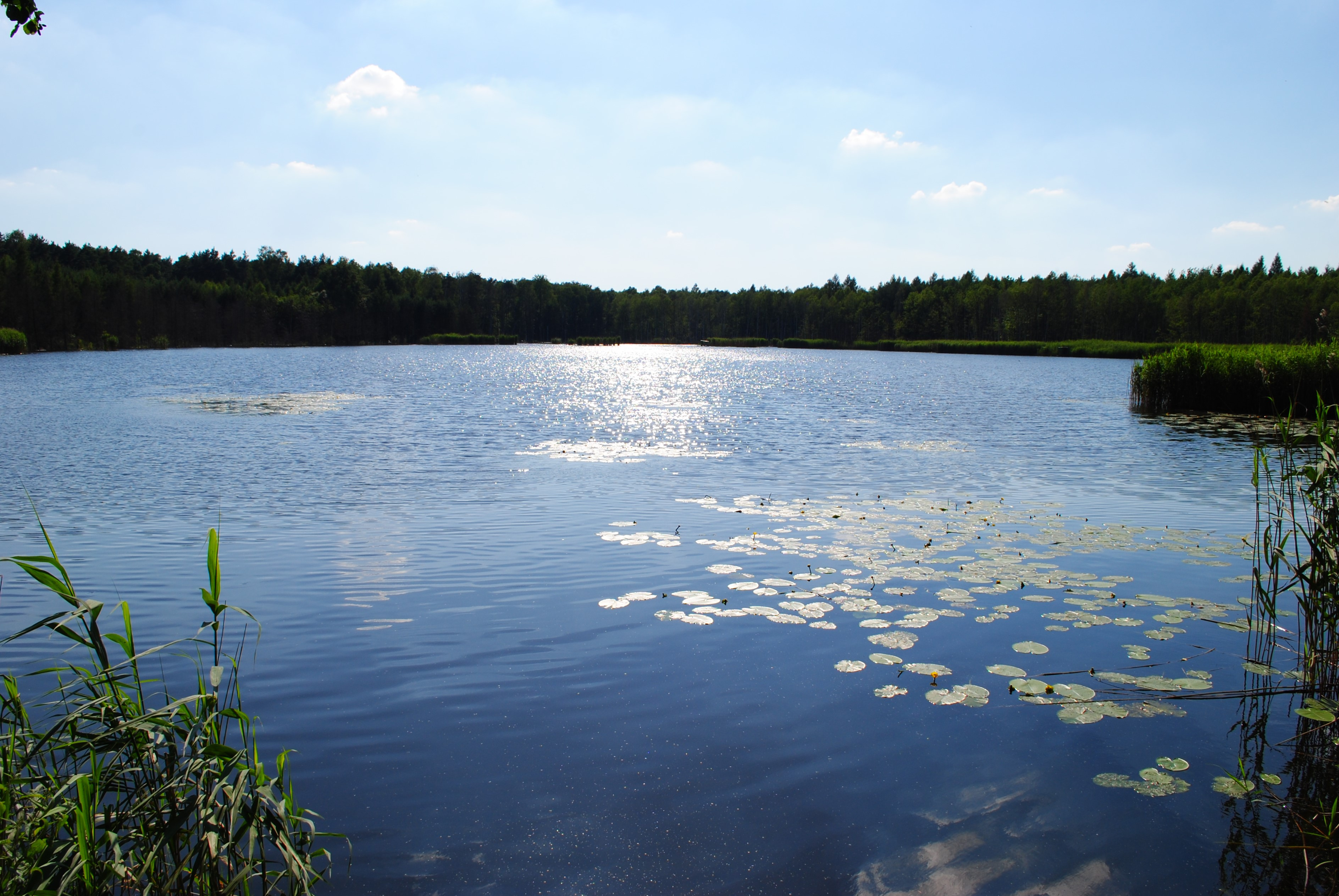
Staw Barbara

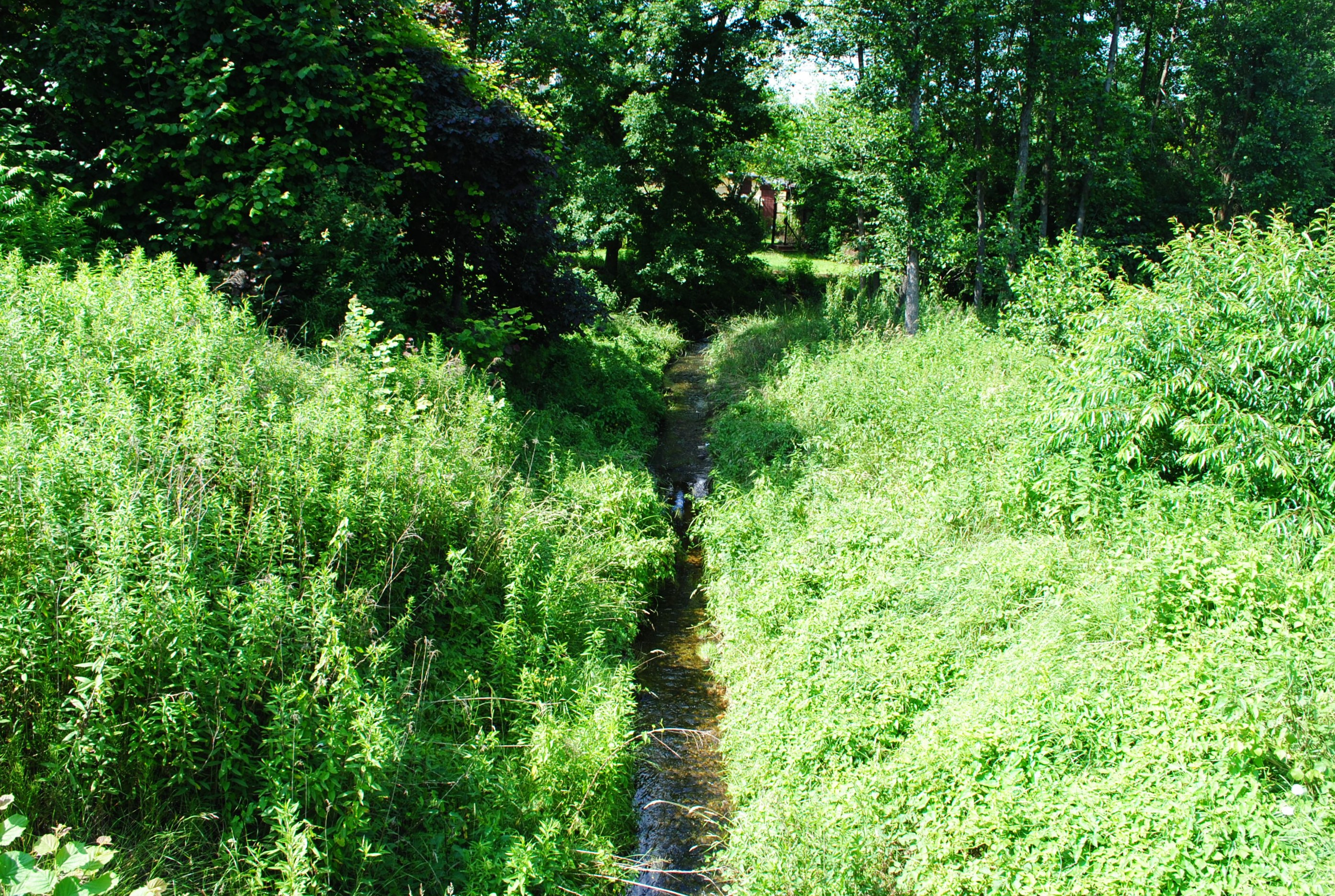
Bolina Południowa I na wysokości ul. Górniczego Stanu

Tereny Giszowca znajdują się w zlewni Boliny, będącej częścią dorzecza Wisły. W pobliżu dzielnicy, na południowy zachód od jej centrum, znajduje się źródło tej rzeki. Bolina na terenie Giszowca biegnie w kierunku północno-wschodnim i uchodzi dalej do Czarnej Przemszy. Pod względem klasy czystości Bolina przy ujściu do Czarnej Przemszy w 2006 roku posiadała V klasę, co stanowi wody najgorszej klasy czystości, które są niezdatne do wykorzystania.
Pod wpływem działalności człowieka wykształciły się na terenie Giszowca antropogeniczne zbiorniki wodne, znajdujące się głównie w dolinie Boliny. Są to: Barbara, Janina, Górnik, Małgorzata i inne mniejsze rozlewiska. Do największych z nich należy zbiornik Barbara, którego powierzchnia wynosi 4,02 ha.
Giszowiec położony jest w obrębie śląsko-krakowskiego regionu hydrogeologicznego. Utwory wodonośne występują tu we wszystkich warstwach stratygraficznych, lecz ich znaczenie jest uzależnione od czynników geologicznych, hydrogeologicznych oraz wpływu człowieka. Pod Giszowcem nie występuje żaden z głównych zbiorników wód podziemnych, natomiast obszar dzielnicy zajmuje jednolita część wód podziemnych nr 134. Na bilans wodny wód podziemnych ma w znacznym stopniu wpływ działalność górnicza związana z odwodnieniem kopalń.

### Klimat
Klimat Giszowca nie wyróżnia się zbytnio od klimatu dla całych Katowic. Występuje tu klimat umiarkowany przejściowy z przewagą prądów oceanicznych nad kontynentalnymi. Dominują wiatry zachodnie (około 60% udziału), a w mniejszym stopniu wschodnie i południowe. Średnia roczna temperatura w wieloleciu 1961–2005 dla stacji w pobliskim Muchowcu wynosi 8,1 °C, lecz zaznacza się tu też zjawisko miejskiej wyspy ciepła, która lokalnie modyfikuje temperaturę powietrza. Najcieplejszym miesiącem jest lipiec (17,8 °C), a najchłodniejszym styczeń (–2,2 °C). Średnie roczne usłonecznienie w wieloleciu 1966–2005 wynosiło 1474 godziny. Średnia roczna suma opadów dla wielolecia 1951–2005 wynosiła 713,8 mm.

### Przyroda i ochrona środowiska

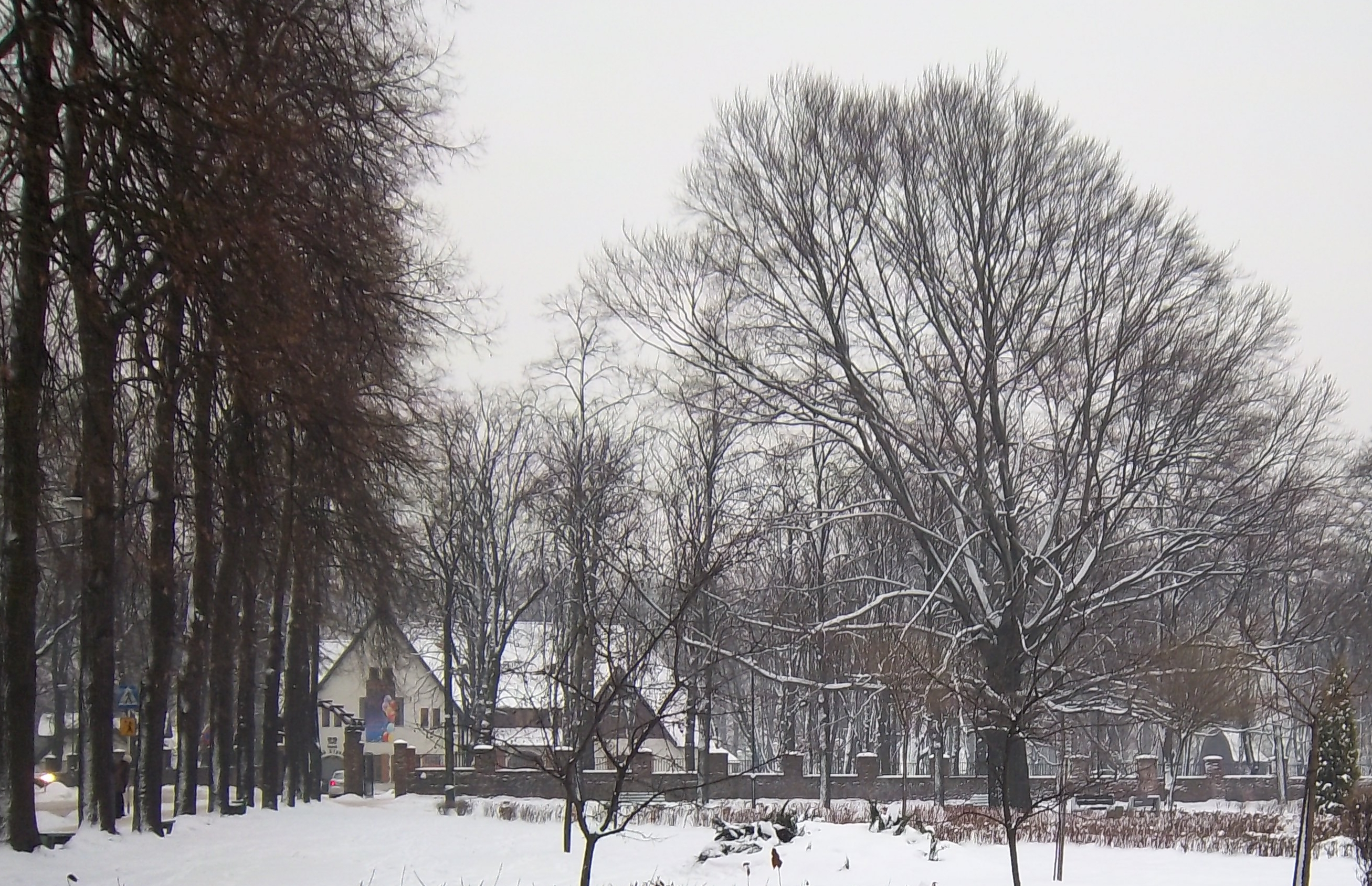
Plac Pod Lipami w zimowej scenerii; na zdjęciu po prawej stronie posadzony w 1907 roku, obumarły po 2015 roku buk Anton

Teren Giszowca charakteryzuje się dużym udziałem terenów zielonych w ogólnej powierzchni dzielnicy. Obszar ten stanowił fragment dawnej Puszczy Śląskiej. W rejonie Giszowca, na Płaskowyżu Murcek, rosły w głównej mierze buczyny, a także grądy. Doliny rzek porastały natomiast łęgi. Tereny Giszowca zaczęły ulegać przeobrażeniom wraz z budową osiedla, a także rozpoczęciem wydobycia węgla kamiennego na początku XX wieku. Wraz z rozwojem działalności człowieka nastąpiły też przekształcenia w środowisku, w tym rzeźby terenu (hałdy i zapadliska), sieci hydrologicznej (m.in. skanalizowanie rzek i powstanie sztucznych zbiorników), szaty roślinnej i zwierzęcej. Wyginęło część dużych zwierząt (z dużych spotyka się jedynie jelenie europejskie oraz dziki), a także pojawiły się nowe, związane z terenami otwartymi. Ponadto pojawiły się również obce gatunki roślin i zwierząt. W akwenach wodnych zwierzęta zasiedliły się one samoistnie, a także zostały celowo wprowadzone przez człowieka (były to głównie ryby).
Obszar Giszowca obejmuje obecnie fragment Lasów Murckowskich, będących rozległym kompleksem leśnym. Część lasów na terenie Giszowca przy granicy z dzielnicą Piotrowice-Ochojec jest objętych ochroną jako zespół przyrodniczo-krajobrazowy „Źródła Kłodnicy”. Teren ten porasta las łęgowy z dobrze zachowanym drzewostanem. Występują tu też stanowiska ciemiężycy zielonej, która jest rośliną górską. W runie można spotkać żaby i ropuchy, a w drzewach gniazdują liczne gatunki ptaków, jak kos, sikora, kowalik, a także dzięcioł.

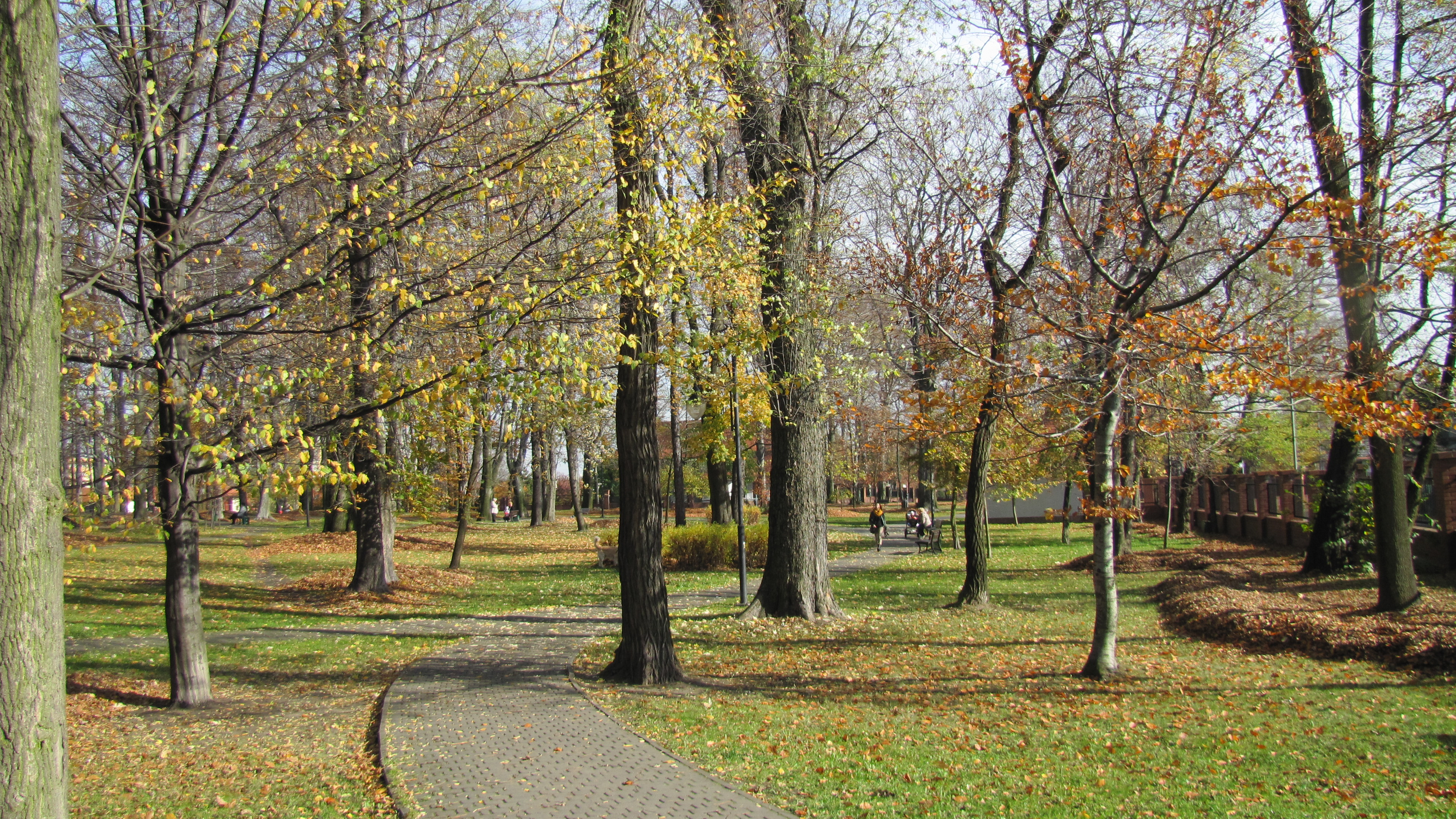
Fragment Parku Giszowieckiego

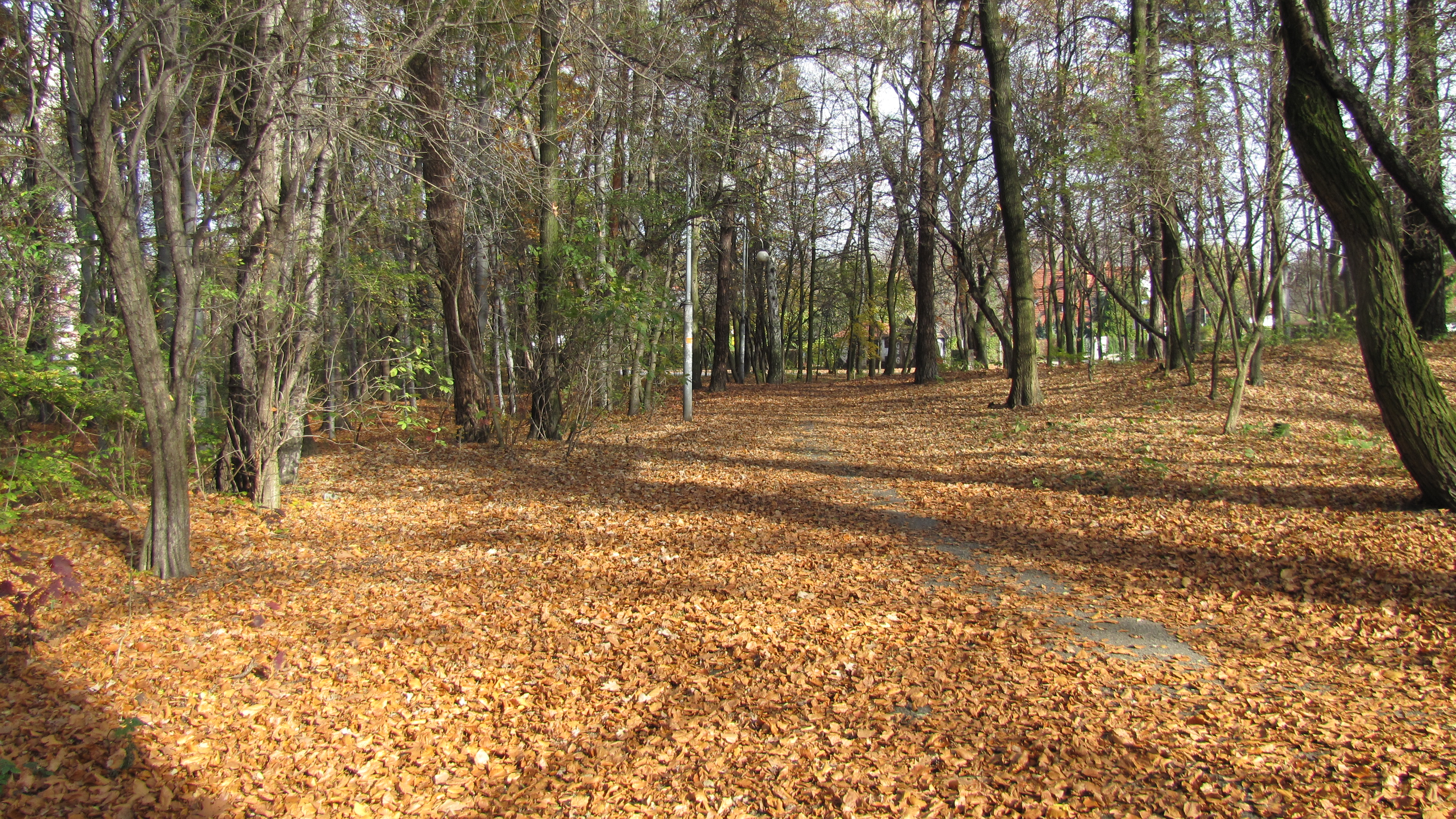
Fragment lasu położonego przy kościele pw. św. Stanisława Kostki

Tereny zurbanizowane Giszowca stanowią miejsce występowania ponad 30 pomników przyrody, występujących głównie w parkach (głównie w Parku Giszowieckim). Są to w dużej mierze buki i dęby. Jednym z zabytkowych drzew jest obecnie obumarły posadzony w 1907 roku buk Anton, który w zdobył 2011 roku drugie miejsce w plebiscycie zorganizowanym przez Klub Gaja na Drzewo Roku.
Giszowiec został zaprojektowany na wzór koncepcji miasta-ogrodu. Przy projektowaniu zachowano możliwie jak najwięcej starego drzewostanu bukowego i grądowego. W centrum wyznaczono zielone centrum, a wokół niego wyznaczono strefy zabudowy. Na zewnątrz osiedla utworzono strefę buforową. Obecnie na terenie Giszowca występują następujące place oraz obszary zieleni urządzonej:
- Barbara-Janina – fragment lasu łęgowego ze zbiornikami wodnymi położonymi w dolinie Boliny, na zachód od ul. Pszczyńskiej, przy których zorganizowano ośrodek wypoczynkowy. Znajdują się tu stanowiska roślin chronionych i rzadkich, a także chronionych płazów. Łączna powierzchnia wynosi 33,5 ha[39],
- Skwer Ewalda Gawlika – skwer położony przy skrzyżowaniu ulic Wojciecha i Barbórki; został on ustanowiony uchwałą Rady Miasta Katowice 26 października 2016 roku[40],
- Park Giszowiecki – park położony w centralnej części dzielnicy, przy placu Pod Lipami, zajmuje powierzchnię 3,39 ha[41],
- Las w kwartale ulic: Pszczyńskiej, Górniczego Stanu, Wojciecha i Barbórki – jest on zagospodarowany w sposób ekstensywny; znajduje się tu starodrzew bukowy o dużych walorach przyrodniczych, częściowo chroniony; powierzchnia obszaru wynosi 4,43 ha[42].

Ogrody działkowe na terenie Giszowca podlegają pod Śląski Okręgowy Zarząd Polskiego Związku Działkowców, Delegatura Katowice. Pierwsze ogrody w Giszowcu powstały w 1953 roku – pierwszym z nich to były Pracownicze Ogródki Działkowe „Barbara”, a w 1975 roku na nieużytkach przy szybie „Roździeński” zorganizowano ROD „Staszic”. Poniższa tabela przedstawia podstawowe dane znajdujących się obecnie ogródków działkowych na terenie Giszowca:
| Nazwa    | Lokalizacja        | Powierzchnia (ha) | Liczba działek (2007) |
| -------- | ------------------ | ----------------- | --------------------- |
| Barbara  | ul. Mysłowicka 120 | 5,23              | 110                   |
| Staszica | ul. Kosmiczna      | 3,45              | 130                   |

## Nazwa

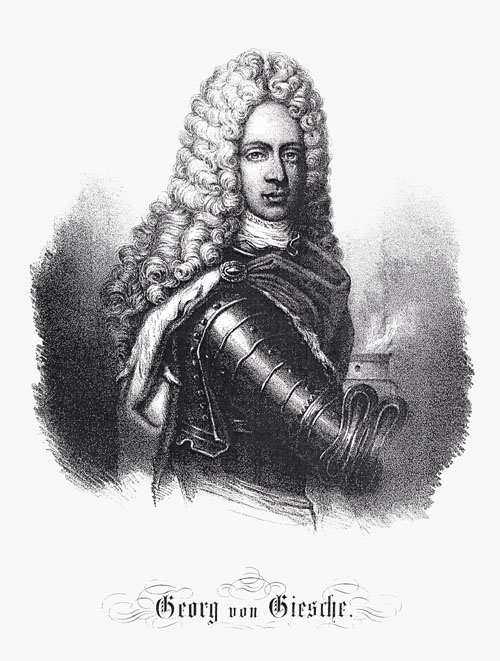
Georg von Giesche

Nazwa dzielnicy Giszowiec pochodzi od nazwiska Georga von Gieschego i jest spolszczoną wersją niemieckiej nazwy Gieschewald (las Gieschego); spolszczone fonetycznie nazwisko Giesche na Gisz + formant -owiec. Nazwa ta została nadana osiedlu przez koncern górniczo-hutniczy Georg von Giesches Erben (pol. Spadkobiercy Gieschego). Niemiecka nazwa ma charakter pamiątkowy (od nazwiska dawnego właściciela terenu) i topograficzny, gdyż osiedle założono na skraju lasu i rozplanowano według koncepcji urbanistycznej miasta ogrodów.
Po raz pierwszy polską nazwę osiedla ustalił w 1920 roku Konstanty Prus w Spisie miejscowości polskiego Górnego Śląska, gdzie Gieschewald widnieje w formie Giszowice. W Dzienniku Ustaw Śląskich z 1922 roku obszar dworski Giszowiec figuruje już pod nazwą, która jest używana do dziś, natomiast autorzy Słownika etymologicznego nazw geograficznych Śląska błędnie podają, że niemiecka nazwa to Gieschwald, która miałaby niejako pochodzić od niemieckiego: giessen (lać), choć nie ulega wątpliwości, iż nazwa ta pochodzi jednak od nazwiska Giesche.
W okresie Polski Ludowej uporczywie zwalczano poniemiecką nazwę Giszowiec, forsując Osiedle im. Stanisława Staszica. Ówczesne władze widziały w całym osiedlu i jego nazwie relikty kapitalizmu, dlatego też z pomocą propagandy na łamach prasy m.in. Dziennika Zachodniego uderzali, zarówno w założyciela dynastii Giesche, jak i jego potomków, twierdząc, że prowadzili politykę ucisku narodowego, społecznego i gospodarczego. Ostatecznie, 15 listopada 1979 roku Miejska Rada Narodowa w Katowicach przemianowała nazwę Giszowiec na Osiedle Staszica. Nazwa Osiedle im. Stanisława Staszica (pochodząca od nazwy „KWK Staszic”) była umieszczana na wszystkich planach miasta z tego okresu, czasem podawano tradycyjną nazwę Giszowiec w nawiasie, ale zawsze na drugim miejscu. Zmiana ta, jako sztuczna, nie przyjęła się w świadomości społecznej, gdyż mieszkańcy nadal posługiwali się tradycyjną nazwą, która utrzymała się w stosunku do starej i nowej części osiedla. Ostatecznie w roku 1990 z inicjatywy Jerzego Forajtera Rada Miejska Katowic przywróciła nazwę Giszowiec.

## Historia

### Przed powstaniem osiedla
Przed powstaniem osiedla teren Giszowca był porośnięty przez las, będący częścią dawnej Puszczy Śląskiej. Pierwsze osadnictwo związane było z działalności górniczą związaną z wydobyciem węgla kamiennego, ale odbywało się ono wówczas na niewielką skalę. Pierwszą kopalnią powstała na terenie Giszowca była uruchomiona w 1788 roku w okolicach późniejszej cegielni przy obecnej ulicy Górniczego Stanu kopalnia „Bergthal”, która funkcjonowała ona do 1823 roku. Następne dwa zakłady rozpoczęły produkcję do lat 50. XIX wieku – były to kopalnie „Eisenbahn” oraz „Jacob”. Tę drugą nadano 17 lutego 1840 roku, a wydobycie rozpoczęto w niej w 1851 roku. W dniu 26 września 1855 roku została nadana kopalnia „Pepita”, która znajdowała się w pobliżu dzisiejszego osiedla Adama. W latach 60. XIX wieku ponadto uruchomiono kopalnię „Susanna”. Większość kuksów w tych trzech kopalniach należała do rodziny Thiele-Wincklerów. W 1863 roku powstała droga łącząca Katowice (Zawodzie) z Murckami i dalej z Pszczyną (dzisiejsza ulica Pszczyńska).

### Początki osiedla i okres do I wojny światowej

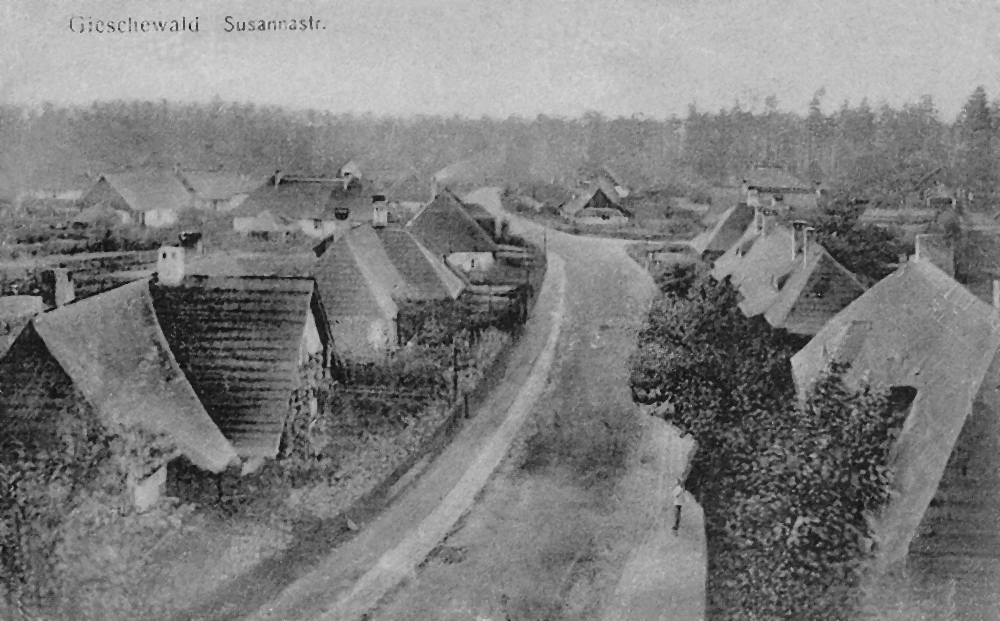
Pocztówka z około 1915 roku przedstawiająca jedną z ulic Giszowca (ówczesna Susannastraẞe; obecnie ulica Batalionów Chłopskich)

Powstanie osiedla sięga początku XX wieku. Wówczas to władze koncernu Georg von Giesches Erben (pol. Spadkobiercy Jerzego von Giesche) w 1905 roku postanowiły rozpocząć eksploatację nowych pokładów węgla kamiennego w polu górniczym „Reserve”, ustanowionym w 1896 roku. Dnia 9 maja 1899 roku koncern wykupił od hrabiego Franza Huberta von Tiele-Winklera za kwotę 30 milionów marek powyższe pole górnicze wraz z przyległymi terenami. Łącznie wykupiono blisko 2/3 obszaru lasu mysłowickiego. W latach 1903–1910 wydrążono podwójny szyb „Carmer” (obecnie „Pułaski”) na głębokość 450 metrów i zaczęto instalować nowe maszyny. Do rozpoczęcia prac wydobywczych potrzebnych było około 1500 robotników i spółka aby ich pozyskać musiała zaoferować nowe mieszkania, a jako że takowych nie posiadała, zdecydowała się na budowę nowego osiedla. 14 kwietnia 1906 roku do Wydziału Powiatowego wysłano wniosek o wydanie zezwolenia na założenie osiedla. Po dwóch miesiącach wydano zezwolenie na budowę kolonii robotniczej i urzędniczej, a wraz z tym nakazano sfinansować w części budowę nowego kościoła na terenie Janowa, postawić szkoły i szpital, założyć oświetlenie oraz zapewnić ochronę przeciwpożarową. Plan zakładał budowę osiedla dla 642 rodzin, w tym 600 dla rodzin robotników, 17 dla urzędników kopalń, 11 dla nauczycieli i 14 dla urzędników komunalnych, nadleśnictwa i placówek usługowych dla przyszłego osiedla. Zdecydowano się również na budowę osiedla w formie niskich domów i chociaż koszt budowy był wyższy niż w domach wielorodzinnych, to kopalnia mogła wydobywać pod osiedlem na zawał, gdyż w przeciwnym przypadku zastosowałoby droższą podsadzkę płynną.

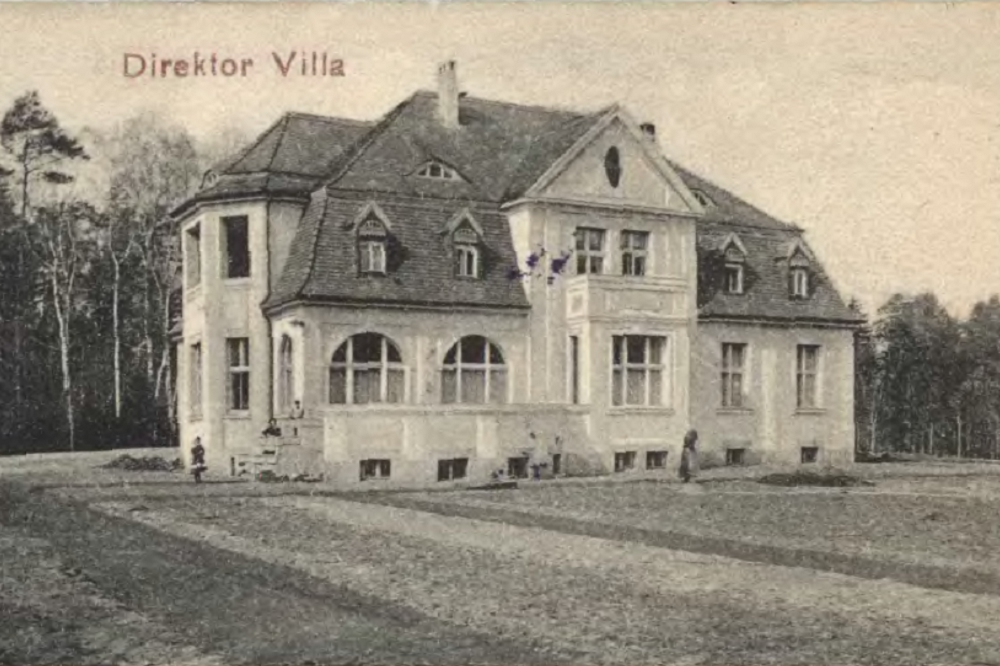
Willa dyrektora kopalni „Gieshe” na fragmencie pocztówki z ok. 1909 roku

Dnia 1 lipca 1907 roku powołano obszar dworski Giszowiec, który obejmował zasięgiem tereny należące do koncernu spadkobierców Gieschego. Zarządcą dóbr i naczelnikiem urzędu był nadleśniczy, zamieszkujący w budynku nadleśnictwa. Pierwszym budynkiem górniczej osady był urząd celny, w którym pobierano myto za przejazd przez teren prywatny obszaru dworskiego. W pierwszej połowie 1906 roku projekt nowego osiedla był już gotowy, a pozwolenie na budowę uzyskano w czerwcu tegoż roku. Budowę osiedla dla górników zatrudnionych w nowo powstałej kopalni „Giesche” (obecnie „Wieczorek”) zaczęto budować w czerwcu 1907 roku przy udziale od 1–2 tys. robotników. Budowę ukończono w 1910 roku, a pierwsi lokatorzy mogli się wprowadzać już 1 października 1908 roku. W centralnej części osiedla prócz domów mieszkalnych powstały budynki użyteczności publicznej, w tym: szkoła powszechna katolicka i szkoła ewangelicka, konsum, poczta, gospoda, budynek administracyjny obszaru dworskiego, nadleśnictwo, łaźnia i pralnia oraz domy noclegowe z kantyną. Budowa osiedla była przedsięwzięciem pionierskim – odbiegało ono bowiem architekturą i rozwiązaniem urbanistycznym od typowych osiedli patronackich tego okresu. Zaprojektowanie i wybudowanie osiedla zlecił ówczesny dyrektor spółki Anton Uthemann architektom: Georgowi i Emilowi Zillmannom z Charlottenburga koło Berlina. Zaprojektowali oni dzielnicę mieszkaniową wzorując się na idei miasta ogrodu, której twórcą był angielski urbanista Ebenezer Howard.
W 1909 roku spółka spadkobierców Gieschego uzyskała koncesję na budowę kolei wąskotorowej do szybu „Carmer”. Dnia 6 stycznia 1914 roku zezwolono na prowadzenie ruchu osobowego na nowej linii. Kolejkę tę, kursującą do końca 1977 roku, nazwano Balkanem. Kursowała ona z Giszowca do szybu „Albert” („Wojciech”) w Szopienicach, wzdłuż obecnej ulicy Szopienickiej.
Przed I wojną światową na terenie osiedla prowadziły działalność liczne organizacje polityczne i kulturalne, które prowadziły ożywioną działalność i krzewiły polskość. Wśród nich działało czterech członków Polskiej Partii Socjalistycznej, którzy kolportowali Gazetę Robotniczą. Ukazywała się też w języku polskim gazeta Górnoślązak. Innym przejawem działalności patriotycznej było utworzenie w osiedlu chóru imienia Fryderyka Chopina, którym dyrygował znany działacz kulturalny na Górnym Śląsku Wiktor Bara.
Giszowiec w czasie I wojny światowej nie był narażony na bezpośrednie ataki ze strony Imperium Rosyjskiego, lecz wojna ta miała spory wpływ na lokalną społeczność. Już 2 sierpnia 1914 roku powołano straż obywatelską, a w tamtym czasie część mieszkańców wcielano do wojska i wysyłano na front. Przedłużające się w późniejszym czasie działania wojenne przyczyniły się do braków w zaopatrzeniu – jednym z jej skutków był strajk w kopalni „Giesche” w dniach 8–11 listopada 1916 roku, w którym domagano się podwyżki zarobków i poprawy zaopatrzenia w żywność. Drugi strajk wybuchł w lipcu 1918 roku i w reakcji na to wydarzenie doprowadzono do militaryzacji kopalni. Ponadto w Giszowcu opieka medyczna była w tym czasie niedostateczna, co sprzyjało wybuchu epidemii – od jesieni 1918 roku hiszpanki, a rok później tyfusu. Chorych mieszkańców hospitalizowano w przepełnionym wówczas baraku dla zakaźnie chorych w Nikiszowcu. Epidemia trwała do stycznia 1920 roku.

### Powstania śląskie

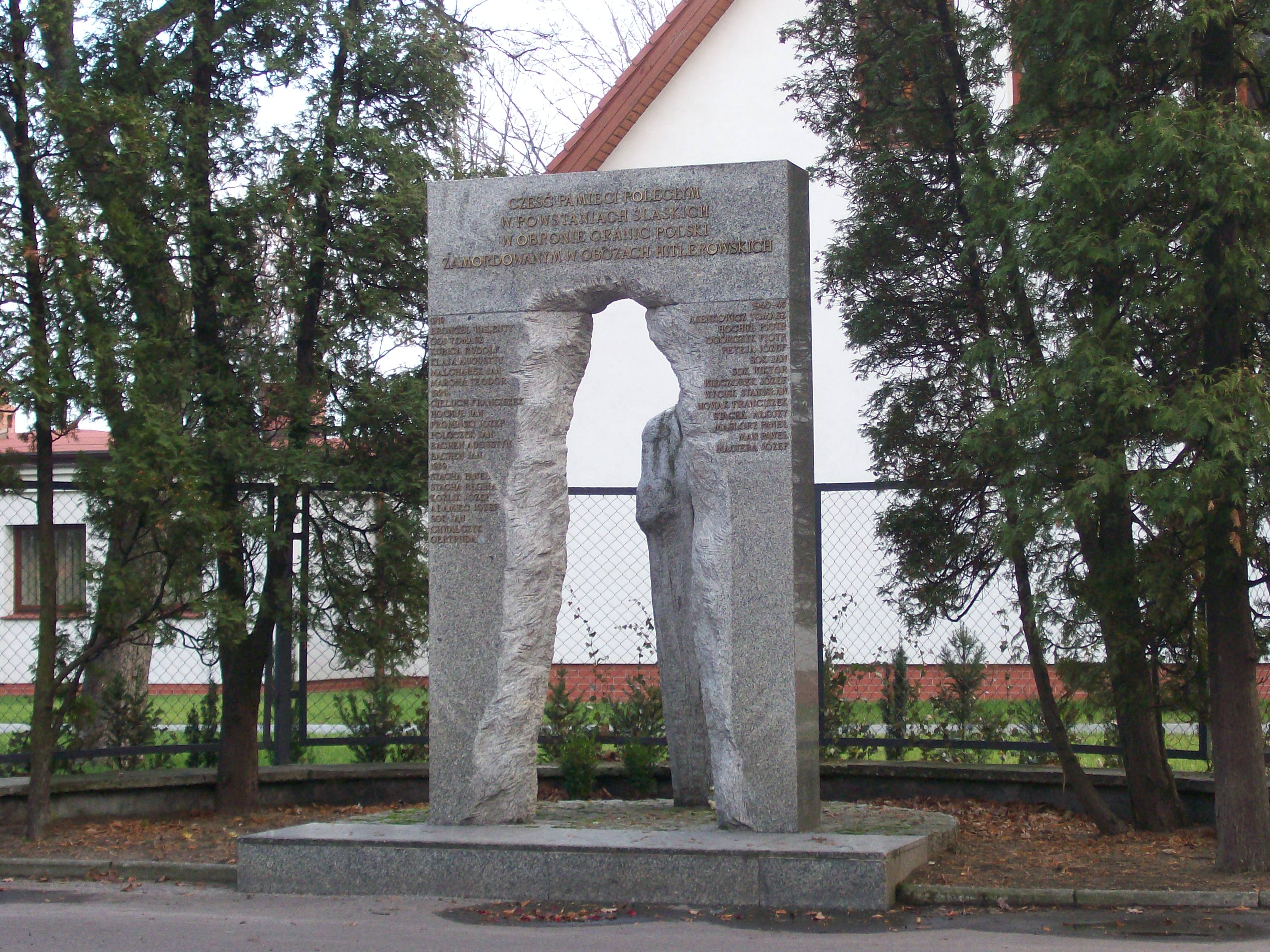
Pomnik ku czci poległych w powstaniach śląskich i zamordowanych w obozach hitlerowskich w okresie II wojny światowej, znajdujący się na placu Pod Lipami w centrum Giszowca

Po klęsce Cesarstwa Niemieckiego w I wojnie światowej większość mieszkańców Giszowca oczekiwała na przyłączenie Górnego Śląska do Polski. Prowadzili oni różnego rodzaju działalność patriotyczną. Polska Organizacja Wojskowa Górnego Śląska organizowała zakonspirowane zebrania na terenie osiedla. Gromadzono broń i przygotowywano granaty własnego wyrobu. Giszowiecki oddział Polskiej Organizacji Wojskowej liczył około 60 członków, a jego dowódcą był Jakub Wójcik. W czasie trzech powstań śląskich w latach 1919–1921, mieszkańcy Giszowca czynnie działali na rzecz przyłączenia Górnego Śląska do odrodzonego państwa polskiego.
Podczas I powstania śląskiego, 17 sierpnia 1919 roku dowódca oddziału otrzymał rozkaz, by zebrać oddziały i rozpocząć działania polegające na zaskoczeniu oddziału Grenzschutzu stacjonującego w budynkach gospodarczych taboru konnego na skraju osiedla, lecz oddział Grenzschutzu był w pełnej gotowości bojowej w związku z szykowaniem się do wyjazdu, dlatego zrezygnowano z ataku. Potem rozdzielono powstańców na grupy, którzy wykonywali różnego typu zadania. Szczególną odwagą wykazali się powstańcy pod koniec powstania. Wówczas to 20 sierpnia 1919 roku oddział powstańców powstrzymał atak Niemców na Mysłowice, dzięki czemu umożliwili wycofanie oddziałów powstańczych na teren państwa polskiego. Sam zaś Giszowiec tego samego dnia został zajęty przez niemieckie oddziały. W trakcie I powstania śląskiego zginęło sześciu mieszkańców Giszowca. Po wydarzeniach w związku z podejrzeniami Niemców o możliwych następnych powstaniach umocnili oni swoje siły w miejscach szczególnie zagrożonych następnym zrywem. W październiku 1919 roku w Giszowcu miał siedzibę sztab przybyłego w ten rejon pułku niemieckiego. Po I powstaniu śląskim rozwinęły się również na terenie Giszowca polskie organizacje patriotyczne i społeczne takie jak: Stowarzyszenie Śpiewu „Lutnia”, Stowarzyszenie „Siła” oraz kółko teatralne.
W trakcie II powstania śląskiego Giszowiec pozostawał w rękach powstańców. Powstańcy według raportu z 21 sierpnia 1920 roku rozbroili posterunek niemieckiej policji. Później, przez najbliższe kilka dni ograniczali się oni do patrolowania okolicy, a część z nich utworzyła Straż Obywatelską, na czele której stanął Jakub Wójcik. 23 sierpnia 1920 roku raportowano o koncentracji oddziałów niemieckich w lasach pomiędzy Piotrowicami, Murckami a Giszowcem. Po upadku II powstania śląskiego powstańcy ukryli broń, a później m.in. dokonano drugiego zrzutu broni z Sosnowca.
20 marca 1921 roku w przeprowadzonym na Górnym Śląsku plebiscycie – w Giszowcu wraz z Nikiszowcem uprawnionych do głosowania było 4288 osób, a głosowało 4 222. Za przyłączeniem do Polski opowiedziało się 3056 osób. Przygotowaniem do tego plebiscytu w Giszowcu zajmował się Polski Komitet Plebiscytowy, na czele którego stanął Jan Bartosz. Głosowanie odbywało się w trzech lokalach.
Podczas III powstania oddziały POW z Giszowca były zgrupowane w 5. i 6. kompanii 3. Pułku Powstańców Śląskich pod dowództwem Jana Gałki i Franciszka Koźlika. Rozbroili oni wówczas Niemców z policji plebiscytowej i obsadzili telefony. Obie giszowieckie kompanie otrzymali później rozkaz uczestniczenia w zajęciu Katowic, które przeprowadzono w nocy z 2 na 3 maja 1921 roku. Operacja ta została przeprowadzona bez ofiar. Wkrótce dowództwo powstania zarządziło o wycofaniu z największych górnośląskich miast i rozpoczęcia ich blokady, w której uczestniczyli również giszowieccy powstańcy. Dnia 26 maja 1921 roku powstańcy z Giszowca wyruszyli na front walk pod Górą św. Anny. Powstańcy walczyli w rejonie Zalesia, Lichynii, Ujazdu, Sławęcic i Gogolina. Powstańcy powrócili do Giszowca 4 lipca 1921 roku. Dwunastu bojowników z Giszowca poległo w walkach powstańczych o przynależność ziemi górnośląskiej do Polski. Spis z 1970 roku zawiera 315 nazwisk uczestników powstań śląskich zamieszkujących Giszowiec w trakcie ich trwania.

### II Rzeczpospolita

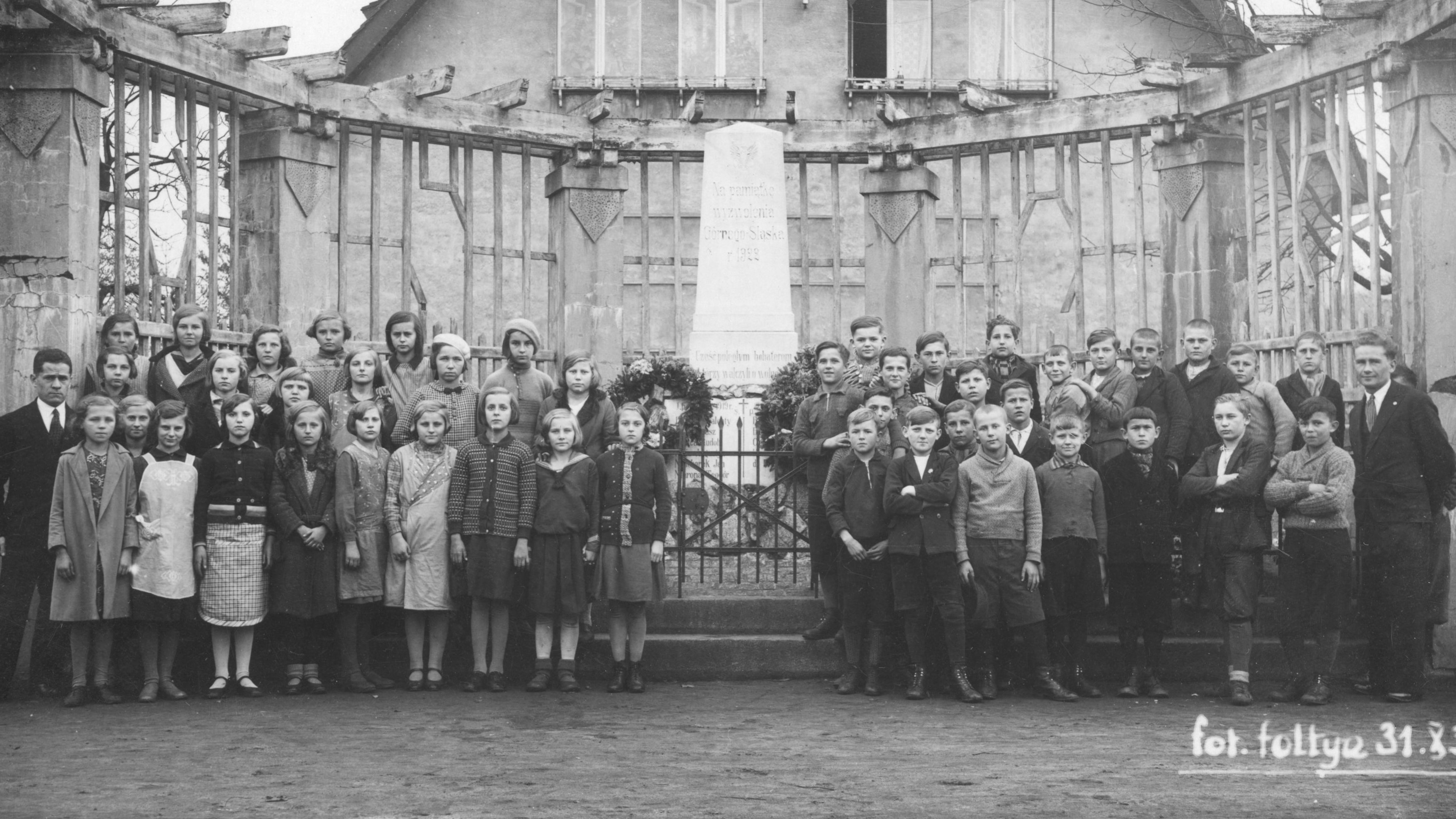
Uczniowie szkoły powszechnej przed obeliskiem poświęconym powstańcom śląskim przy obecnym placu Pod Lipami w 1934 roku

Na mocy konwencji zawartej w Genewie Giszowiec znalazł się w granicach II Rzeczypospolitej w maju 1922 roku. Rozpoczęła się wówczas polonizacja życia publicznego, w tym zmiany nazw na polskie: nazwy osiedla z Gieschewald na Giszowiec, a nazw ulic nazwanych na cześć niemieckich urzędników i budowniczych odpowiedzialnych za budowę osiedla na nazwiska z polskiego panteonu lub poprzez spolszczenie istniejących nazw. Domagano się też usunięcia z budynku urzędu pomnika Ottona von Bismarcka. W tym czasie rozwijało się życie polskie i działało wiele organizacji społecznych, a wśród nich m.in. Towarzystwo Gimnastyczne „Sokół”, Towarzystwo Śpiewu „Chopin” i Związek Harcerstwa Polskiego. Do 1924 roku Giszowiec był samodzielnym osiedlem – wówczas to w związku z likwidacją obszarów dworskich włączono go do gminy Janów. Spowodowało to wówczas wiele komplikacji między spółką Giesche, która była właścicielem terenów Giszowca a władzami gminy Janów w takich dziedzinach, jak koszty utrzymania dróg, obiektów użyteczności publicznych czy ochrony przeciwpożarowej. Spór częściowo rozwiązano na mocy umowy z 12 lutego 1926 roku, w której ustalono, że do ostatecznego rozstrzygnięcia sporów koszty utrzymania urządzeń publicznych będą dzielone po połowie.
W związku ze zmianą granic, a wraz z tym podziałem zakładów koncernu Georg von Giesches Erben w 1922 roku powołano przedsiębiorstwo Giesche Spółka Akcyjna. Ze względu na pogorszenie sytuacji finansowej w 1926 roku zdecydowano na porozumienie z przedsiębiorcami ze Stanów Zjednoczonych, powołując holding Silesian-American Corporation (SACO). Zmienił się też zarząd spółki – dyrektorem został Amerykanin – George Sage Brooks. Amerykanie objęli też inne znaczące stanowiska, co doprowadziło do konieczności ich przeprowadzki wraz z całymi rodzinami do Polski. W tym celu w latach 1927–1928 przy obecnej ulicy Górniczego Stanu wybudowano kolonię sześciu willi typu angielskiego, a w 1935 roku budynek świetlicy. Zorganizowano również edukację dla dzieci amerykańskich urzędników.
W latach 30. XX wieku w związku z wielkim kryzysem pogorszyła się sytuacja w górnictwie, co doprowadziło do wzrostu bezrobocia. Strajki w kopalni „Giesche” zorganizowano 2–8 lutego 1932, 3–4 marca 1933 i 25–27 listopada 1935 roku. Równocześnie rozwinęło się zjawisko nielegalnego wydobywania węgla w biedaszybach. Na terenach należących do spółki Giesche do końca września 1932 roku zlikwidowano 203 biedaszyby. Mimo poprawy sytuacji ekonomicznej, 15 marca 1937 roku w kopalni „Giesche” wybuchł strajk okupacyjny, który był ostatnim poważnym wystąpieniem górnośląskich robotników przed wybuchem II wojny światowej. Strajk został zakończony w czwartym dniu głodówki – 23 marca 1937 roku. Wywalczono wówczas podniesienie zarobków, obniżenie norm pracy w przodkach węglowych i zmniejszenie liczby turnusów. Obrazy z okresu strajków z tego okresu przedstawione zostały w filmie Kazimierza Kutza – Perła w koronie. Organizatorem lokalnego ruchu rewolucyjnego i jednym z czołowych działaczy komunistycznych na Górnym Śląsku został mieszkający wówczas w Giszowcu górnik kopalni „Giesche” – Józef Wieczorek.

### II wojna światowa

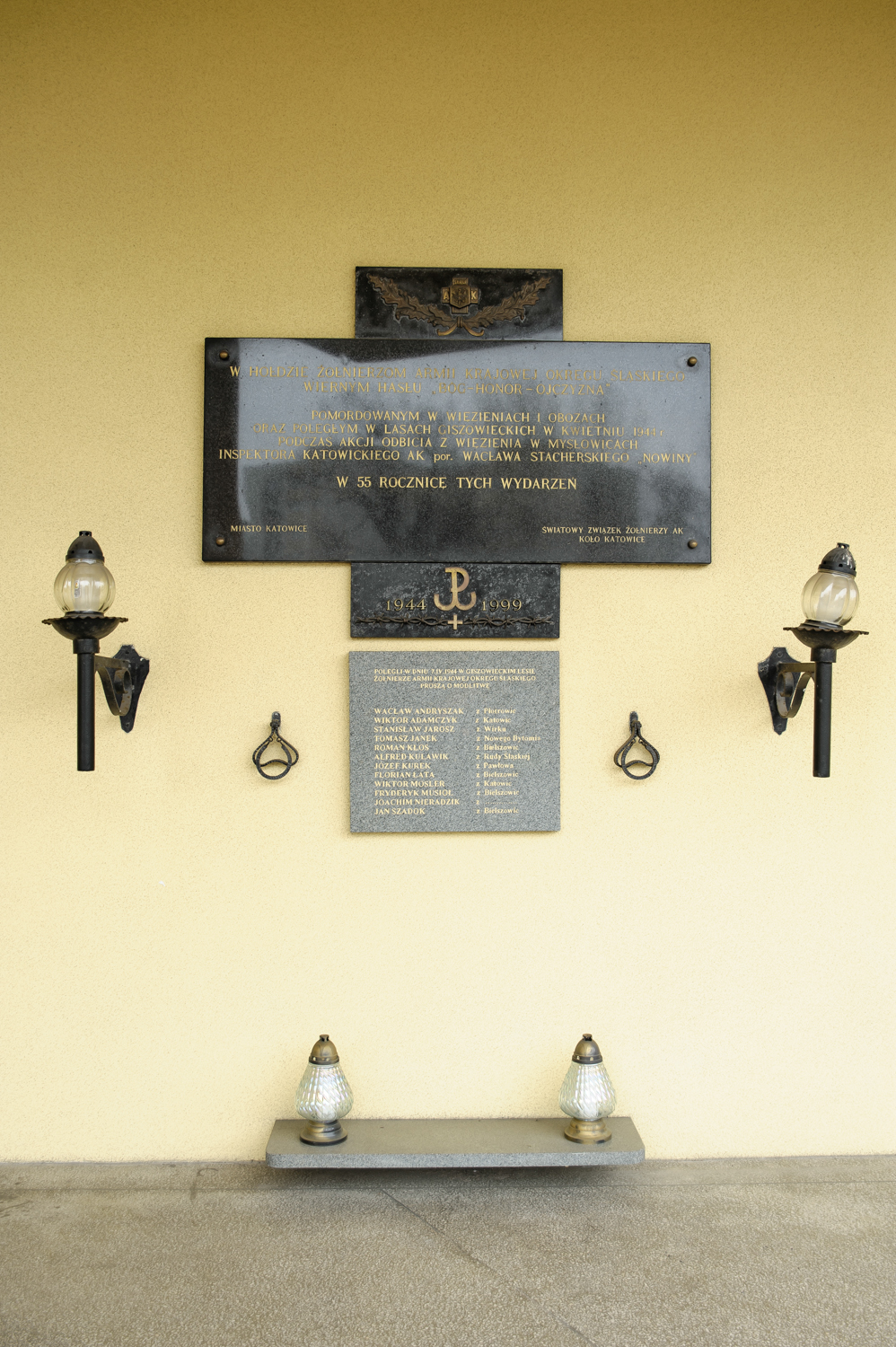
Tablica upamiętniająca poległych w kwietniu 1944 roku w giszowieckich lasach żołnierzy Armii Krajowej

W dniu 4 września 1939 roku, w wyniku inwazji wojsk III Rzeszy na Polskę, Giszowiec znalazł się pod okupacją niemiecką. Okupanci rozpoczęli prześladowania polskich patriotów, w tym byłych powstańców śląskich i działaczy polskich, z których część z nich zginęła w obozach koncentracyjnych. Likwidowano wszelkie ślady polskości – okupanci i volksdeutsche wywieźli książki z polskich bibliotek, zrywali i niszczyli polskie napisy, symbole (w tym odsłonięty w 1925 roku obelisk ku czci powstańców śląskich) i godła narodowe. Zlikwidowano również polskie szkolnictwo – niemiecką szkołę uruchomiono 1 lutego 1940 roku. W czasie wojny w willi dyrektora kopalni „Giesche” zamieszkał Fritz Bracht – gauleiter i nadprezydent Górnego Śląska. Zmiany objęły też spółkę akcyjną Giesche – we wrześniu 1939 roku znalazła się ona pod niemieckim zarządem komisarycznym. Zwolniono też wszystkich polskich pracowników administracji.
W Giszowcu i okolicy powstawały komórki organizacji konspiracyjnych z różnych środowisk politycznych. Zaczęły działalność grupy Związku Walki Zbrojnej, przekształconej w późniejszym czasie na Armię Krajową. Ponadto działalność prowadzili górnicy zrzeszeni w PPS oraz miejscowi komuniści. Organizacje te prowadziły działalność sabotażową i dywersyjną (w tym roznoszenie ulotek, uszkadzanie maszyn górniczych czy pomoc jeńcom wojennym pracującym w kopalni). Dnia 7 kwietnia 1944 roku katowickie gestapo podczas akcji odbicia z więzienia w Mysłowicach Inspektora Katowickiego Armii Krajowej por. Wacława Stacherskiego „Nowiny” w giszowieckich lasach wymordowało cały oddział partyzancki. Na pamiątkę po wymordowanych partyzantach w kościele św. Barbary w Giszowcu wmurowano tablicę upamiętniającą te wydarzenia. Na terenie Giszowca ukrywano również Żydów – schronienia pięciu Żydom, którzy uciekli z sosnowieckiego getta, od października 1943 roku do końca okupacji udzieliła rodzina Franciszka i Franciszki Gburek. Rodzina ta w 1985 roku otrzymała odznaczenie Sprawiedliwych Wśród Narodów Świata. Władze niemieckie opuściły Giszowiec 25 stycznia 1945 roku, a w osiedlu pozostał oddział Volkssturmu. Następnego dnia oddział ten został ostrzelany przez radzieckie samoloty i wycofał się w kierunku Murcek. Po upływie ponad pięciu lat, rano 27 stycznia 1945 roku Giszowiec wraz z Katowicami został wyzwolony spod niemieckiej okupacji i zajęty przez Armię Czerwoną, a dowódca 59. Armii gen. Iwan Korownikow utworzył na osiedlu swój punkt dowodzenia.

### Okres Polski Ludowej

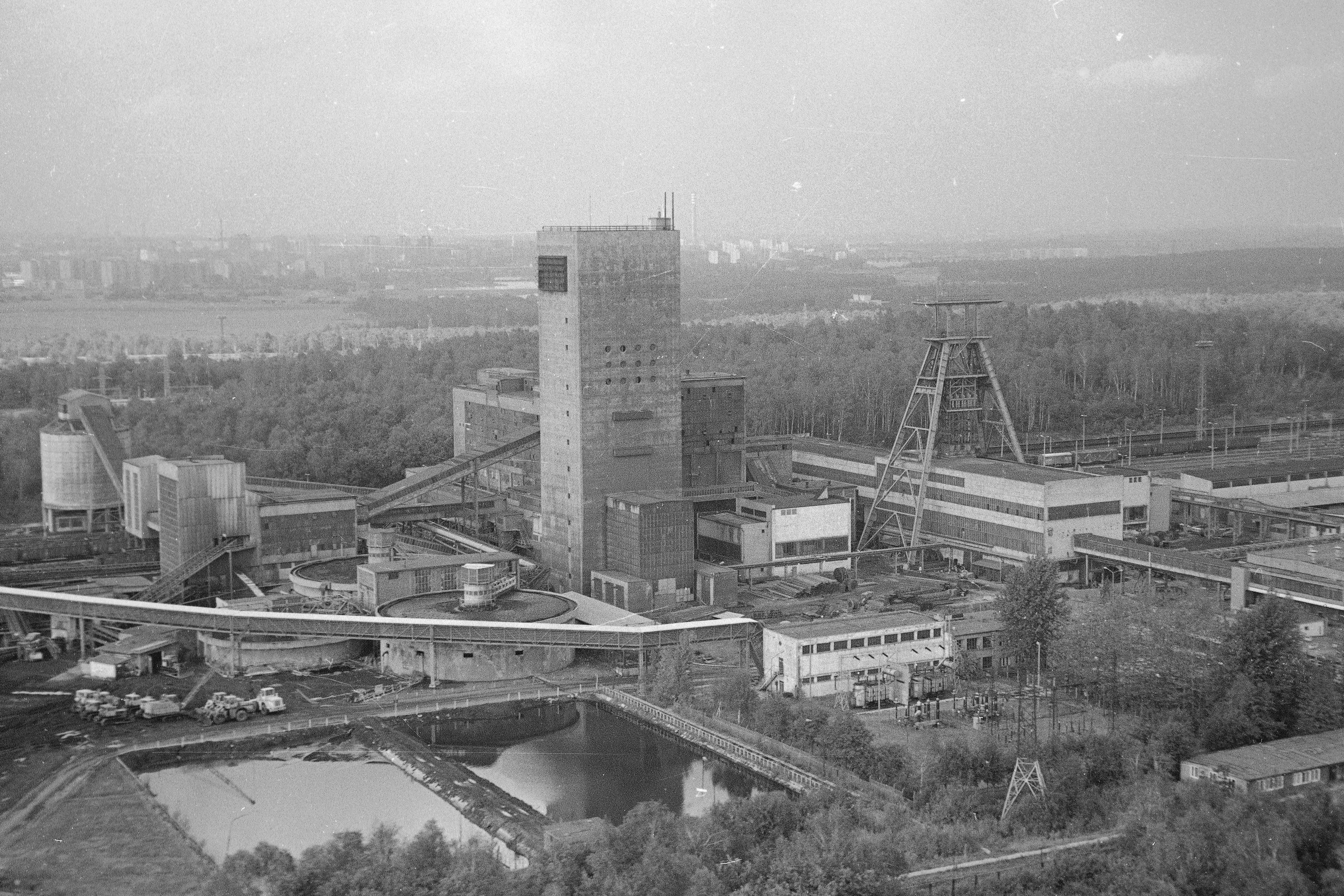
Kopalnia Węgla Kamiennego „Staszic” w 1974 roku; dziesięć lat wcześniej zainaugurowano w niej wydobycie węgla kamiennego

Po zajęciu w dniu 27 stycznia 1945 roku Giszowca przez Armię Czerwoną przystąpiono do tworzenia nowej administracji, w której najważniejszą rolę zaczęli odgrywać działacze komunistyczni. W tym samym dniu zorganizowano tymczasowy komitet porządkowy, a naczelnikiem gminy Janów został działacz komunistyczny – Franciszek Żymła. Przystąpiono również do repolonizacji życia publicznego – przywrócono polskie nazwy ulic, a na obecnym placu Pod Lipami w miejscu zlikwidowanego przez Niemców pomnika powstańców śląskich postawiono symboliczną tablicę upamiętniającą powstańców śląskich i ofiary II wojny światowej, pochodzące z Giszowca. Do 1 kwietnia 1951 roku Giszowiec wchodził w skład gminy Janów, a później do 31 grudnia 1959 roku należał do powiatu miejskiego Szopienice, kiedy to zarówno Giszowiec, jak i Szopienice zostały częściami Katowic.
W dniu 6 lutego 1945 roku wznowiono wydobycie w kopalni „Giesche”. Samą zaś kopalnię wówczas znacjonalizowano – zakład stał się 31 stycznia 1945 roku częścią Centralnego Zjednoczenia Przemysłu Węglowego, a 3 marca tego samego roku włączono go do Katowickiego Zjednoczenia Przemysłu Węglowego. Kopalnię również przemianowano najpierw na „Janów”, a od 1 października 1946 roku na „Wieczorek”. W 1964 roku wydobycie węgla na terenie Giszowca rozpoczął nowy zakład górniczy – Kopalnia Węgla Kamiennego „Staszic”, którą zlokalizowano w pobliżu osiedla. Początkowo pracowało w niej 621 pracowników z Giszowca i okolic, a ich liczba cały czas wzrastała.

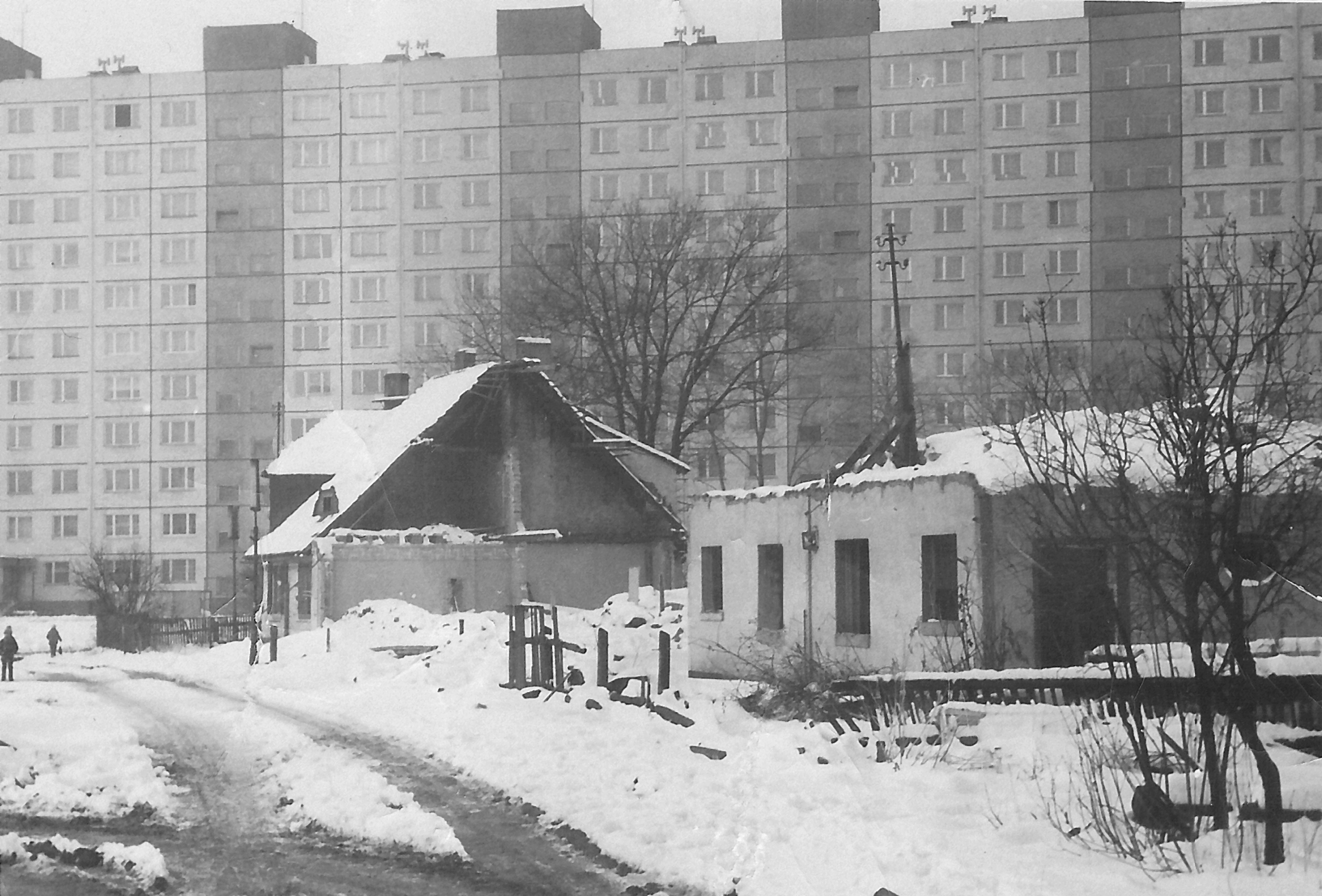
Zabytkowa zabudowa Giszowca w latach 70. XX wieku w trakcie wyburzania pod nową zabudowę wielorodzinną

Aby zapewnić mieszkania dla coraz większej liczby górników, w 1969 roku zapadła decyzja o wyburzeniu zabytkowego Giszowca i postawieniu na jego miejscu osiedla, złożonego z 10-piętrowych wieżowców. W tym wówczas okresie, 15 listopada 1979 roku zmieniono nazwę dzielnicy na Osiedle im. Stanisława Staszica. Wyburzenia przerwano po decyzjach konserwatora zabytków 18 sierpnia 1978 i 23 czerwca 1987 roku o wpisaniu układu urbanistyczno-przestrzennego osiedla do rejestru zabytków województwa katowickiego. Uchroniło to przed zniszczeniem zaledwie jedną trzecią zabytkowej zabudowy. Wyburzanie unikatowych domków górniczych w latach 70. XX wieku stało się głównym tematem filmu Paciorki jednego różańca w reżyserii Kazimierza Kutza.
18 września 1981 roku 12-osobowa grupa młodzieży z Giszowca w wieku od 16 do 22 lat uprowadziła samolot An-24 Polskich Linii Lotniczych LOT do Berlina-Tempelhof. Samolot wykonywał rejs wycieczkowy na trasie Katowice – Warszawa.
Na terenie kopalni „Staszic” w nocy ogłoszenia stanu wojennego (12–13 grudnia 1981 roku) rozegrały się dramatyczne wydarzenia – członkowie NSZZ „Solidarność” przedostali się na teren kopalni i zorganizowali strajk okupacyjny. Dyrektor zakładu ogłosił militaryzację zakładu, przez co dzień później komitet strajkowy w obawie przed brutalną pacyfikacją podjął decyzję o zakończeniu protestów. Część osób kontynuowała strajk. 15 grudnia doszło do pacyfikacji kopalni przez ZOMO i pojazdy zmechanizowane. Internowano łącznie 156 górników w kopalni i pobliskich hotelach robotniczych.

### Okres po 1989

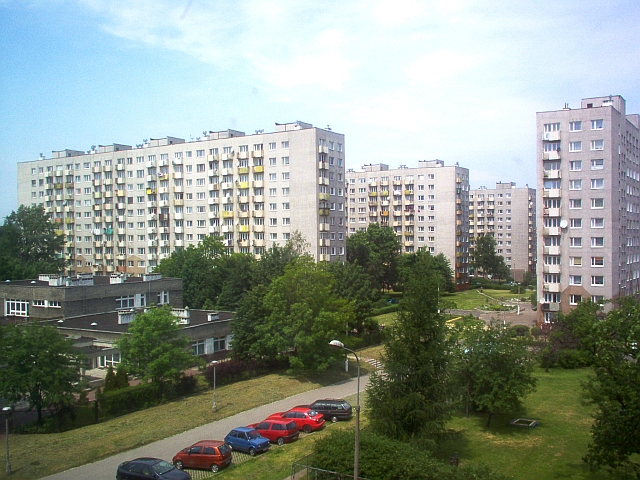
Bloki mieszkalne przy ul. Wojciecha w 2006 roku; wówczas budynki te były jeszcze przed termomodernizacją

W 1989 roku doszło do przełomowych wydarzeń w Polsce, które miały też wpływ na wydarzenia w Giszowcu. W pierwszych po 1989 roku wyborach do Rady Miasta Katowice, które zorganizowano 27 maja 1990 roku, wybrano czterech radnych mieszkających w Giszowcu. Jedną z pierwszych decyzji nowej Rady było przywrócenie w uchwale z dnia 8 października 1990 roku nazwy dzielnicy z osiedla Stanisława Staszica na osiedle Giszowiec. Na początku 1992 roku utworzono w Katowicach 22 jednostki pomocnicze, w tym jednostkę nr 17 Giszowiec. Z inicjatywy mieszkańców Giszowca powołano Radę Jednostki Pomocniczej nr 17, której statut nadano od 30 lipca 2014 roku. Pierwsze wybory odbyły się 1 marca 2015 roku, a pierwsza sesja 14 kwietnia tego samego roku.
Od 1989 roku trwała restrukturyzacja górnictwa węglowego na terenie Giszowca. W dniu 1 stycznia 2010 roku kopalnia „Staszic” została połączona w jeden zakład z kopalnią „Murcki”, jako Kopalnia Węgla Kamiennego „Murcki-Staszic”, natomiast 31 marca 2018 roku ze względu na wyczerpanie złóż węgla kamiennego rozpoczęto proces likwidacyjny kopalni „Wieczorek”. Przeszła ona wówczas pod zarząd Spółki Restrukturyzacji Kopalń. 1 stycznia 2021 roku kopalnię „Murcki-Staszic” połączono z kopalnią „Wujek”, tworząc zakład pod nazwą Kopalnia Węgla Kamiennego „Staszic-Wujek”. W 1998 roku kopalnia „Staszic” przekazała budynki zabytkowej części Giszowca miastu Katowice. Część budynków została później sprzedana zamieszkującym je rodzinom. Całość ocalałej unikatowej zabudowy osiedla jest pod opieką konserwatora zabytków. Powstała również nowa zabudowa wybudowana przez Katowickie Towarzystwo Budownictwa Społecznego, które architektonicznie komponuje z zabytkową zabudową Giszowca – jest to położone pomiędzy ulicami Pod Kasztanami a Kosmiczną i wybudowane w latach 2003–2004 osiedle Kasztany, wzniesione przy ulicy Górniczego Stanu w latach 2017–2019 Osiedle Pod Kasztanami i ukończone w lutym 2023 roku, położone przy ulicy Przyjaznej osiedle Przyjazny Zakątek.

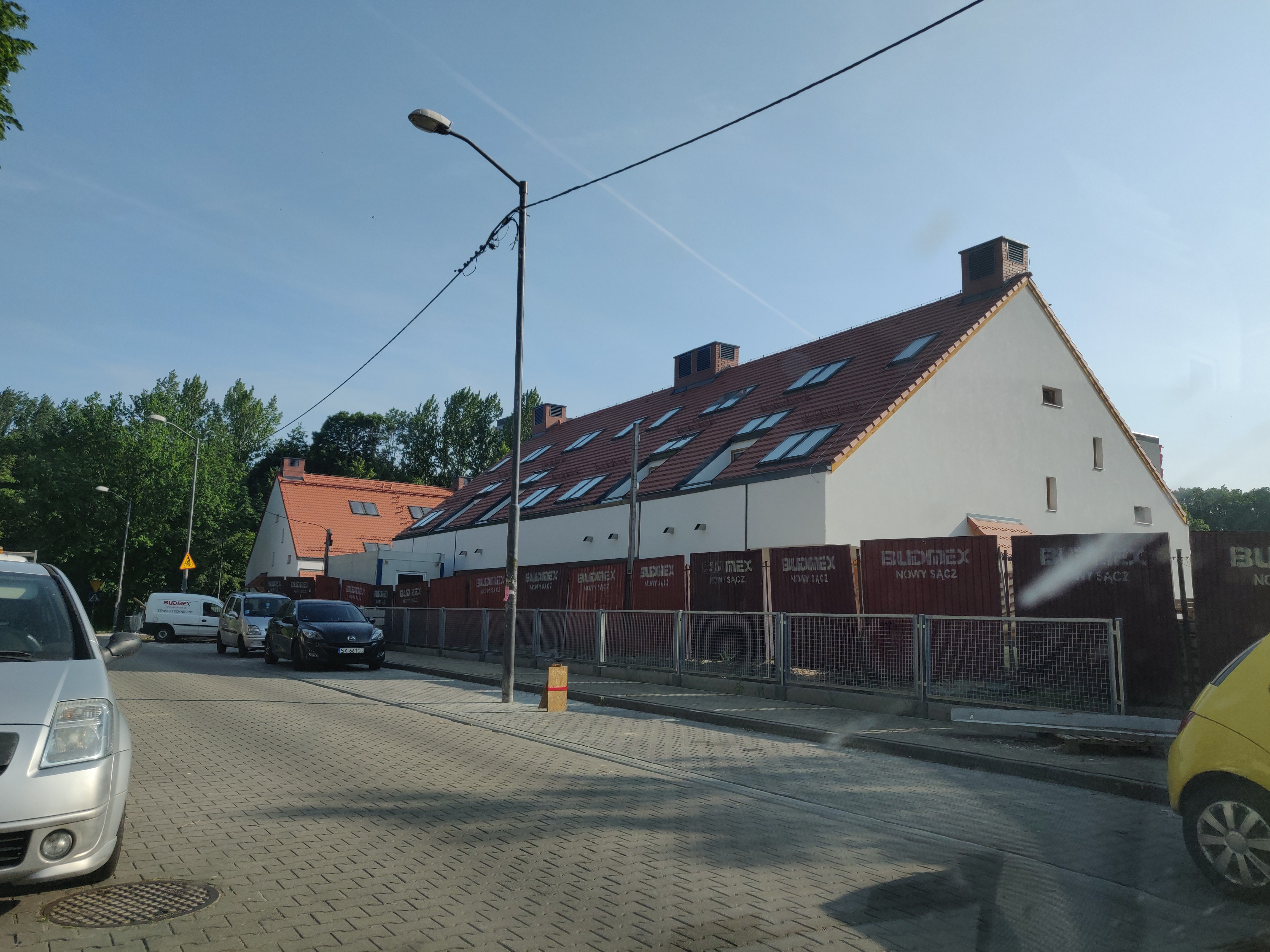
Osiedle Pod Kasztanami w trakcie budowy w czerwcu 2019 roku

W tym okresie dokonano również zmian administracyjnych w oświacie – Szkoła Podstawowa nr 51 od 12 października 1993 roku rozpoczęła naukę w nowej siedzibie przy ulicy Przyjaznej 7, Szkoła Podstawowa nr 52 w 2004 roku przestała istnieć wraz z likwidacją Gimnazjum nr 15 utworzonego w budynku szkoły, a przy Szkole Podstawowej nr 54 we wrześniu 2014 roku oddano do użytku nową halę sportową. W tamtym okresie, dnia 23 października 1994 roku, dokonano też uroczystej konsekracji kościoła parafialnego parafii pw. św. Barbary.
Zabytkowa część osiedla patronackiego Giszowiec stała się atrakcją turystyczną miasta Katowic i całego województwa śląskiego. 19 października 2006 roku w Tyskim Muzeum Piwowarstwa odbyło się uroczyste otwarcie Szlaku Zabytków Techniki. W centrum Katowic i w Silesia City Center zostały ustawione tablice informacyjne o miejscach, które tworzą szlak. Jednym z obiektów na trasie jest Giszowiec. 12 czerwca 2010 roku Giszowiec był jednym z miejsc, gdzie współorganizowano pierwszą edycję święta Szlaków Zabytków Techniki – Industriady.
W 2017 roku przystąpiono do realizacji planów przebudowy węzła dróg krajowych nr 81 i 86 w Giszowcu wraz z przebudową skrzyżowania drogi krajowej nr 81 (ulica T. Kościuszki) z ulicą Armii Krajowej, mając na celu upłynnienie ruchu na „wąskich gardłach” na terenie Katowic. W czerwcu 2018 roku rozpoczęły się prace przygotowawcze przebudowy węzła drogowego, zaś 7 lipca 2022 roku przejezdny stał się ostatni odcinek przebudowywanego węzła w Giszowcu. Wówczas to oddano do użytku fragment jezdni w rejonie ulicy Kolistej.

## Demografia
| Okres/ l. ludności   | przedprodukcyjny (0–18 lat) | produkcyjny (18-60/65 lat) | poprodukcyjny (pow. 60/65 lat) | Razem  |
| -------------------- | --------------------------- | -------------------------- | ------------------------------ | ------ |
| Ogółem               | 2 547                       | 10 775                     | 3 459                          | 16 781 |
| kobiety              | 1229                        | 5105                       | 2294                           | 8628   |
| mężczyźni            | 1318                        | 5670                       | 1165                           | 8153   |
| Wskaźnik feminizacji | 93                          | 90                         | 197                            | 106    |

Najwcześniejsze dane dotyczące liczebności obecnej dzielnicy Giszowiec pochodzą jeszcze z czasu budowy osiedla patronackiego. Pierwsi mieszkańcy osiedla wprowadzili się 1 października 1908 roku. W grudniu 1909 roku Giszowiec zamieszkiwały 3414 osoby, natomiast jesienią 1910 roku było ich około 4 tysięcy. Budując osiedle, właściciele spółki Georg von Giesches Erben planowali sprowadzić nowych mieszkańców z głębi Niemiec, lecz chętnych było bardzo mało, dlatego też zgodzono się na robotników górnośląskich, którzy pochodzili głównie z Wesołej, Murcek, Załęża i Katowic. Ludność robotnicza była polskiego pochodzenia i posługiwała się etnolektem śląskim, natomiast urzędnicy porozumiewali się po niemiecku. Liczba mieszkańców osiedla stale rosła i do połowy maja 1939 roku na obszarze dworskim Giszowiec mieszkało 4577 mieszkańców. Po II wojnie światowej nastąpił bardzo duży przyrost liczby mieszkańców, spowodowany budową nowych budynków wielorodzinnych od lat 70. XX wieku w związku z powstaniem kopalni „Staszic”. Zaprojektowano wówczas osiedle przewidziane docelowo dla 22 440 mieszkańców. Od lat 90. XX wieku notuje się na terenie Giszowca spadek liczby mieszkańców.
Giszowiec według stanu z grudnia 2007 roku liczył 18 475 mieszkańców (5,9% mieszkańców całego miasta), z czego budynkach dawnego osiedla Staszic mieszkało wówczas 13,3 tys. osób, na osiedlu Adama 2,9 tys. Giszowiec był wówczas piątą pod względem ludności dzielnicą Katowic (po Śródmieściu, Ligocie-Panewnikach, Piotrowicach-Ochojcu i Osiedlu Tysiąclecia). Średnia gęstość zaludnienia wynosiła wówczas 1536 osób/km² i była niższa niż średnia dla całych Katowic – 1916 osób/km².
Pod względem struktury wieku, w 1988 roku w Giszowcu mieszkało 21 097 osób, z czego dominowały grupy osób w wieku 0–14, 15–29 i 30–44 lat w miarę równych proporcjach. Odnotowano wówczas bardzo niski udział osób w wieku powyżej 60 lat, co wyróżniało wówczas Giszowiec wraz z osiedlami Witosa i Tysiąclecia na tle reszty Katowic. Według stanu z 31 grudnia 2004 roku w Giszowcu mieszkały 18 572 osoby, z czego 9351 osób stanowiły kobiety, a 9221 mężczyźni. Spośród grup wiekowych najwięcej mieszkało wówczas osób w wieku produkcyjnym (6 523 kobiety i 6784 mężczyzn). W 2007 roku mieszkało 18 475 osób i pod względem struktury wieku najmniejszą była wówczas grupa osób w przedziale 0–14 lat, natomiast dominujące wówczas grupy wiekowe to 45–59 oraz 15–29 lat. Struktura wiekowo-płciowa mieszkańców Giszowca w 2015 roku przedstawiona jest w tabeli obok, natomiast szczegółowe dane dotyczące liczby ludności w poszczególnych latach przedstawia poniższy wykres.

Źródła danych: 1909 (grudzień); 1910 (inne źródło wskazuje liczbę mieszkańców na poziomie 4358 osób); 1936; 1939 (17 maj) 1988; 1997; 2005; 2010; 2015; 2019
Prognozy ludnościowe opracowane w 2007 roku oszacowały populację Giszowca w wariancie pesymistycznym w 2010 roku na poziomie 18 244 osób (100,2% stanu z 2007 roku), w 2020 roku 17 929 osób (98,6%) i w 2030 roku 16 296 osób (89,6%). W wariancie optymistycznym oszacowano liczbę mieszkańców Giszowca w 2010 roku na 18 269 osób (100,4% stanu z 2007 roku), w 2020 roku 18 194 osoby (blisko 100%) i w 2030 roku 16 829 osób (92,5%).

## Polityka i administracja

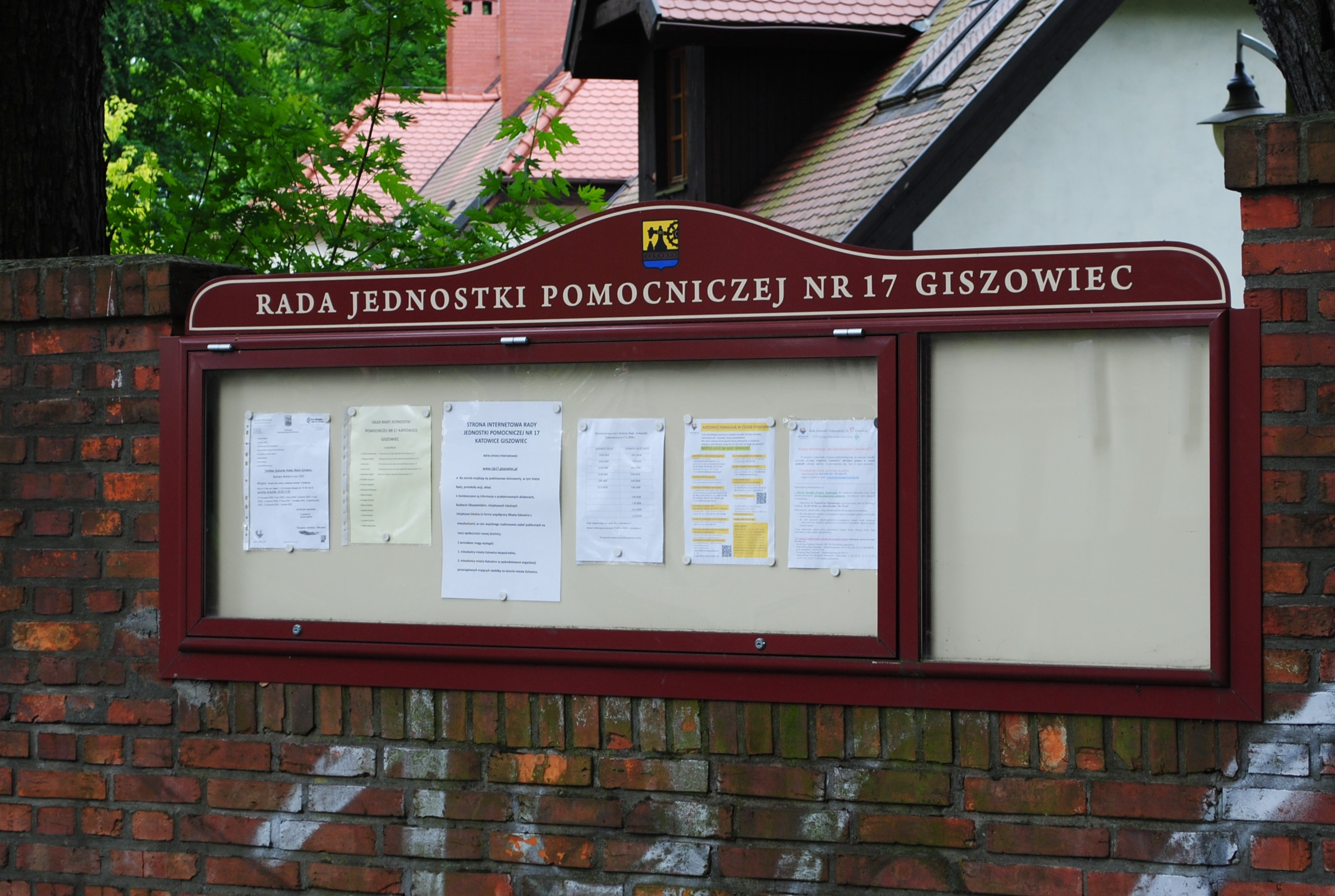
Tablica ogłoszeniowa ówczesnej Rady Jednostki Pomocniczej nr 17 Giszowiec (2020)

Obszar Giszowca do XIX wieku należał do rodziny Mieroszewskich herbu Ślepowron. Majorat, obejmujący m.in. tereny dzisiejszego Giszowca, został założony 26 listopada 1678 roku. Aleksander Mieroszewski – ostatni dziedzic z rodu Mieroszewskich – 11 maja 1839 roku zamienił całość dóbr na majorat pieniężny wraz z prawem do używania tytułu ordynata. W tym czasie obszar majoratu przeszedł we władanie Franza von Wincklera. Po 1853 roku obszar ten przeszedł we władanie córki Waleski, która poślubiła Huberta von Tielego. Rodzina Tiele-Wincklerów 9 maja 1899 roku sprzedała majątek koncernowi Georg von Giesches Erben. Obszar Giszowca pod względem administracyjnym był wówczas częścią obszaru dworskiego Mysłowice-Zamek, który stanowił fragment rejencji opolskiej w prowincji śląskiej Królestwa Prus i od 1873 roku powiatu katowickiego. Towarzystwo Georg von Giesches Erben w akcie zakupu pola górniczego „Reserve” wraz z okolicznymi terenami, na którym wybudowano osiedle Giszowiec zastrzegło możliwość wydzielenia tych terenów pod wyznaczenie samodzielnego obszaru dworskiego. Tak też od 1905 roku prowadzono działania nad wyznaczeniem nowego obszaru dworskiego, którego tereny byłyby w całości pod jurysdykcją Towarzystwa.
Obszar dworski Giszowiec (niem. Gutsbezirk Gieschewald) powołano 1 lipca 1907 roku. Dnia 1 kwietnia 1909 roku do obszaru dworskiego włączono południowe tereny gminy Bogucice (wraz z kolonią Amandy), a także dokonano licznych korek i wymian parcel – rejony obecnej Doliny Trzech Stawów i lotniska na Muchowcu przekazano obszarowi dworskiemu w Katowicach. Utworzono również nowy okręg urzędowy Giszowiec (niem. Amtsbezirk Gieschewald), któremu podlegał giszowiecki obszar dworski. Powołanie tego obszaru uniezależniły administracyjnie tereny Giszowca od Mysłowic.
Po I wojnie światowej w dniu 15 maja 1922 roku Giszowiec został włączony do Polski i był częścią autonomicznego województwa śląskiego. Włączono go do powiatu katowickiego. Giszowiec do 1924 roku pozostał osobnym obszarem dworskim z własną administracją. Budynek urzędu mieścił się przy obecnym placu Pod Lipami. Wówczas to, w związku z likwidacją samodzielnych obszarów dworskich, włączono ją do gminy wiejskiej Janów. W początkowym okresie II wojny światowej, 8 października 1939 roku Giszowiec wraz z całym Górnym Śląskiem i Zagłębiem Dąbrowskim włączono do III Rzeszy Niemieckiej, do prowincji śląskiej, do wydzielonej 26 października 1939 roku rejencji katowickiej. W czasie okupacji siedzibę gminy Janów przeniesiono do Giszowca, a samą zaś gminę 3 lutego 1942 roku przemianowano na Gieschewald. Po II wojnie światowej Giszowiec wrócił do Polski. Na mocy rozporządzenia Rady Ministrów z 1 kwietnia 1951 roku likwidującego powiat katowicki roku gminę Janów, w której znajdował się Giszowiec, włączono do powiatu miejskiego Szopienice, a 31 grudnia 1959 roku Giszowiec przyłączono do Katowic, stając się jej dzielnicą. W dniu 16 września 1991 roku Rada Miejska w Katowicach przyjęła uchwałę, na mocy której w dniu 1 stycznia 1992 roku miasto podzielono na pomocnicze jednostki samorządowe (dzielnice), w tym na jednostkę nr 17 Giszowiec. Rada Miejska Katowic 29 września 1997 roku uchwaliła nowy podział na jednostki pomocnicze samorządu na terenie miasta, uznając Giszowiec za 17 jednostkę pomocniczą, w zespole dzielnic wschodnich, wytyczając równocześnie jej dokładne granice.
W Giszowcu funkcjonuje Rada Dzielnicy nr 17, zaś pierwszy jej statut uchwalono 25 listopada 2021 roku. Rada Dzielnicy składa się z 15 radnych wybieranych na 4-letnią kadencję. Organem wykonawczym Rady jest Zarząd Dzielnicy. Siedziba Rady Dzielnicy znajduje się w Miejskim Domu Kultury „Szopienice-Giszowiec” przy placu Pod Lipami 1. Przewodniczącą Rady Dzielnicy II kadencji na lata 2019–2022 jest Urszula Machowska, natomiast przewodniczącą Zarządu Maria Ryś.
W wyborach do Rady Miasta Katowice Giszowiec należy do okręgu nr 2, wraz z dzielnicami: Dąbrówka Mała, Szopienice-Burowiec i Janów-Nikiszowiec. W latach 2006–2010 okręg ten miał pięciu przedstawicieli w Radzie Miasta. W granicach dzielnicy do wyborów samorządowych z 2018 roku głosowano z obwodów nr 54, 55, 56, 57, 58, 59, 60 i 61. W latach 1989–2017 w Radzie Miasta Katowice zasiadało 9 radnych pochodzących z Giszowca: Grażyna Szymborska, Jerzy Forajter, Kazimierz Wzorek, Aniceta Toporek, Andrzej Tomczyk, Krzysztof Marek, Piotr Hyla, Dariusz Łyczko i Maria Sokół. Z Giszowca pochodziło również dwóch parlamentarzystów na Sejm Rzeczypospolitej Polskiej: Maria Trzcińska-Fajfrowska (II kadencja) oraz Bożena Borys-Szopa (VIII i IX kadencja).
Zabudowa mieszkaniowa Giszowca zarządzana jest w znacznej mierze przez trzy administracje. Największą z nich pod względem liczby osób jest Katowicka Spółdzielnia Mieszkaniowa – Administracja Osiedla Giszowiec. W kwietniu 2020 roku zamieszkiwało ją 7040 osób w 45 budynkach, znajdujących się przy ulicach: Gościnnej, Miłej, Karliczka, Wojciecha i Mysłowickiej. Z nich wyłaniana jest z demokratycznego wyboru Rada Osiedla jako organ Katowickiej Spółdzielni Mieszkaniowej. Ponadto część budynków jest w zarządzie Śląsko-Dąbrowskiej Spółki Mieszkaniowej, w dwóch administracjach: Staszic (ul. Mysłowicka 35) oraz Wieczorek (ul. B. Krawczyka 3).

## Gospodarka

### Przemysł

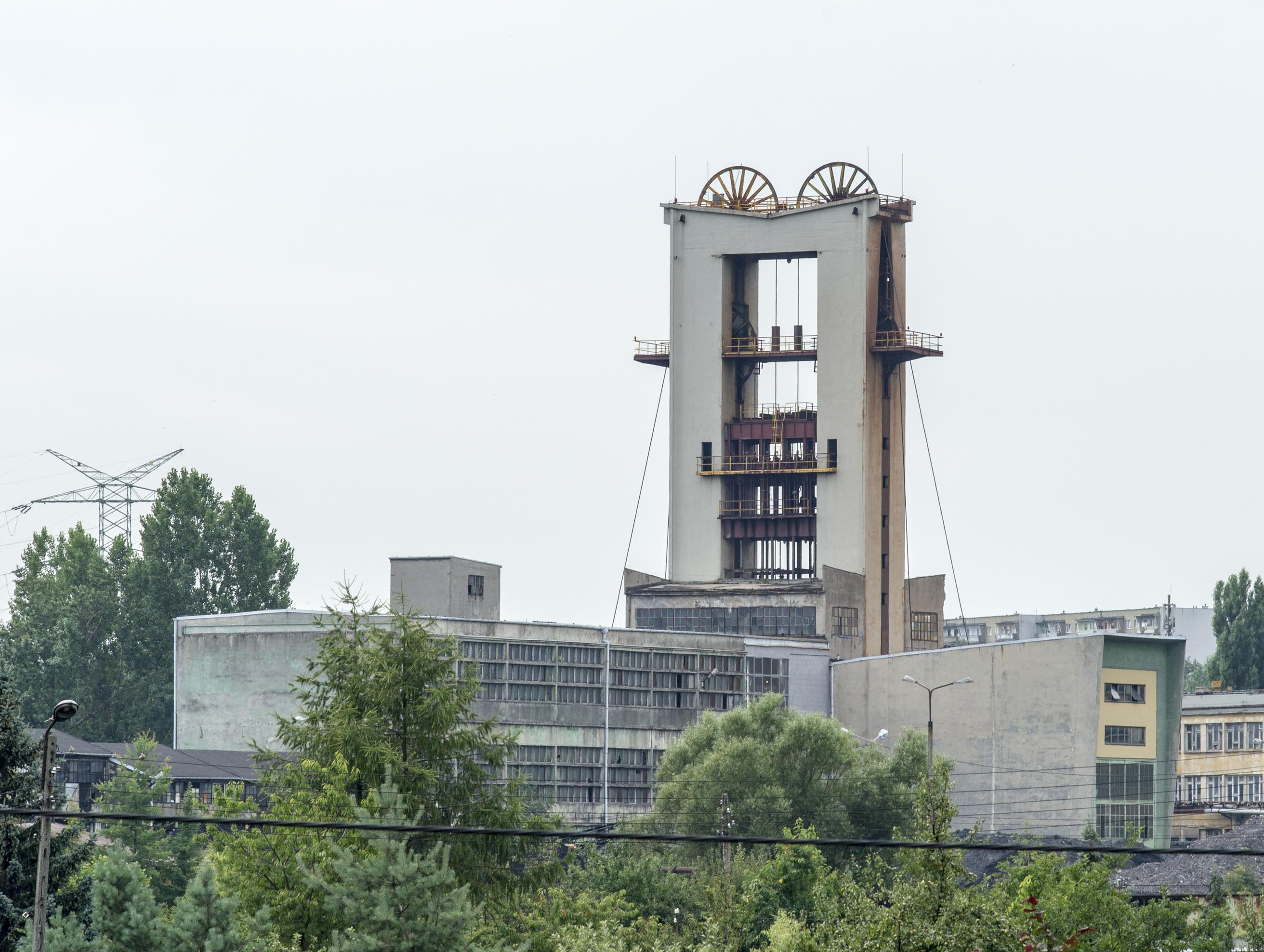
Wieża szybu „Roździeński” Kopalni Węgla Kamiennego „Wieczorek” w 2013 roku; rozebrana w roku 2024

Giszowiec jako osiedle patronackie, ściśle związane z górnictwem, zostało wybudowane dla pracowników kopalni „Giesche” (obecnie „Wieczorek”). Pierwsze wzmianki o wydobywaniu węgla na terenie dzisiejszego Giszowca pochodzą z 1788 roku, kiedy to ordynat mysłowicki Feliks Mieroszewski, założył pierwszą w tym rejonie kopalnię „Bergthal”. Węgiel wydobywano w niej z przerwami od 20 grudnia 1788 do 1823 roku. W ostatnim roku funkcjonowania kopalni wydobyto około 140 ton węgla. W 1896 roku tereny dawnej kopalni włączono do utworzonego wówczas pola „Reserve”, które to stanowiło rezerwowy obszar górniczy dla kopalni „Giesche”. W 1956 roku nastąpiło zwiększenie zapotrzebowania na węgiel – wtedy to zwrócono uwagę na zapasy w polu „Reserve” i postanowiono wybudować odrębną kopalnię. Wcześniej, bo w 1952 roku, w północno-wschodniej części Giszowca uruchomiono szyb „Giszowiec”, a w 1964 roku we wschodniej części dzielnicy szyb „Roździeński”, które były częścią kopalni „Wieczorek”. Działania te, a także zmiany organizacyjne doprowadziły do wzrostu wydobycia – w 1975 roku osiągnęło poziom blisko 3,3 mln ton w ciągu roku. W dniu 20 lipca 1964 roku eksploatację rozpoczął nowy zakład – Kopalnia Węgla Kamiennego „Staszic”, który stał się największym zakładem produkcyjnym w Giszowcu. Dla niej utworzono wówczas nowy obszar górniczy „Giszowiec” o powierzchni prawie 12 mln m². Pierwsze szyby zaczęto głębić w 1959 roku, a w tym samym roku rozpoczęto budowę budynków administracyjnych, które ukończono 10 grudnia 1960 roku. Po dziesięciu latach działalności, w 1974 roku kopalnia osiągnęła docelową wydajność na poziomie 10 tysięcy ton na dobę. Zatrudniała wówczas 5,5 tysiąca robotników.

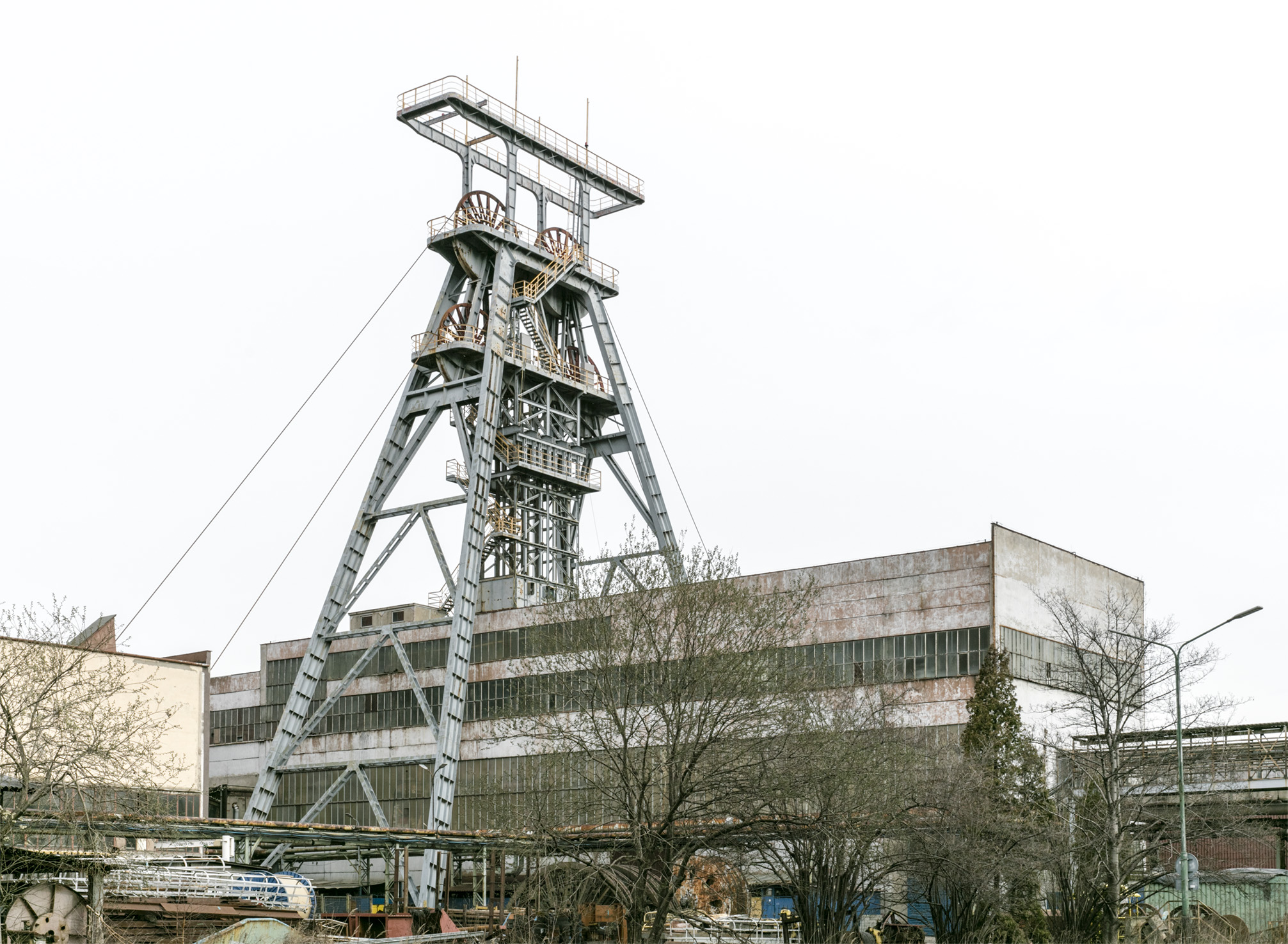
Szyb Kopalni Węgla Kamiennego „Staszic” (2016)

Po 1989 roku doszło do restrukturyzacji gospodarki, a w tym górnictwa węglowego. Wówczas to też część działów kopalń przekształcono w odrębne spółki, zmniejszono wydobycie w kopalniach oraz zredukowano zatrudnienie. W 2004 roku w kopalni „Wieczorek” wydobyto 1,7 mln ton węgla kamiennego, a w kopalni Staszic w 2003 roku 3,4 mln ton surowca. W celu obniżenia kosztów administracji i eksploatacji, od 1 stycznia 2010 roku kopalnia „Staszic” została połączona w jeden zakład z kopalnią „Murcki”, tworząc Kopalnię Węgla Kamiennego „Murcki-Staszic”. Kopalnia „Wieczorek” ze względu na wyczerpanie złóż surowca 31 marca 2018 przeszła w stan likwidacji. Włączono ją również do Spółki Restrukturyzacji Kopalń. W grudniu 2020 roku podjęto decyzję o połączeniu kopalni „Murcki-Staszic” z kopalnią „Wujek”, powołując 1 stycznia 2021 roku zakład o nazwie Kopalnia Węgla Kamiennego „Staszic-Wujek”. Ruch „Murcki” został zlikwidowany.
Prócz przemysłu górniczego, w Giszowcu rozwinęły się gałęzie gospodarki z innych branż, w tym firmy związane z przemysłem budowlanym. Przy ulicy Adama 1b znajduje się biuro Śląskiej Okręgowej Izby Inżynierów Budownictwa, będąca samorządem zawodowym inżynierów budownictwa. Znajduje się tu też wytwórnia betonu Górażdże, mająca swój zakład obok kopalni „Staszic”, przy ulicy Karolinki 1. Funkcjonują także inne firmy działające w branży budowlanej. Ponadto w Giszowcu swoje biuro handlowe ma przy ulicy Górniczego Stanu 105 producent farb Tajchem Kozik Grupa, a przy ulicy Kolistej 5 jedno ze swoich centrum dystrybucyjnych ma Polska Grupa Farmaceutyczna.

### Handel i usługi

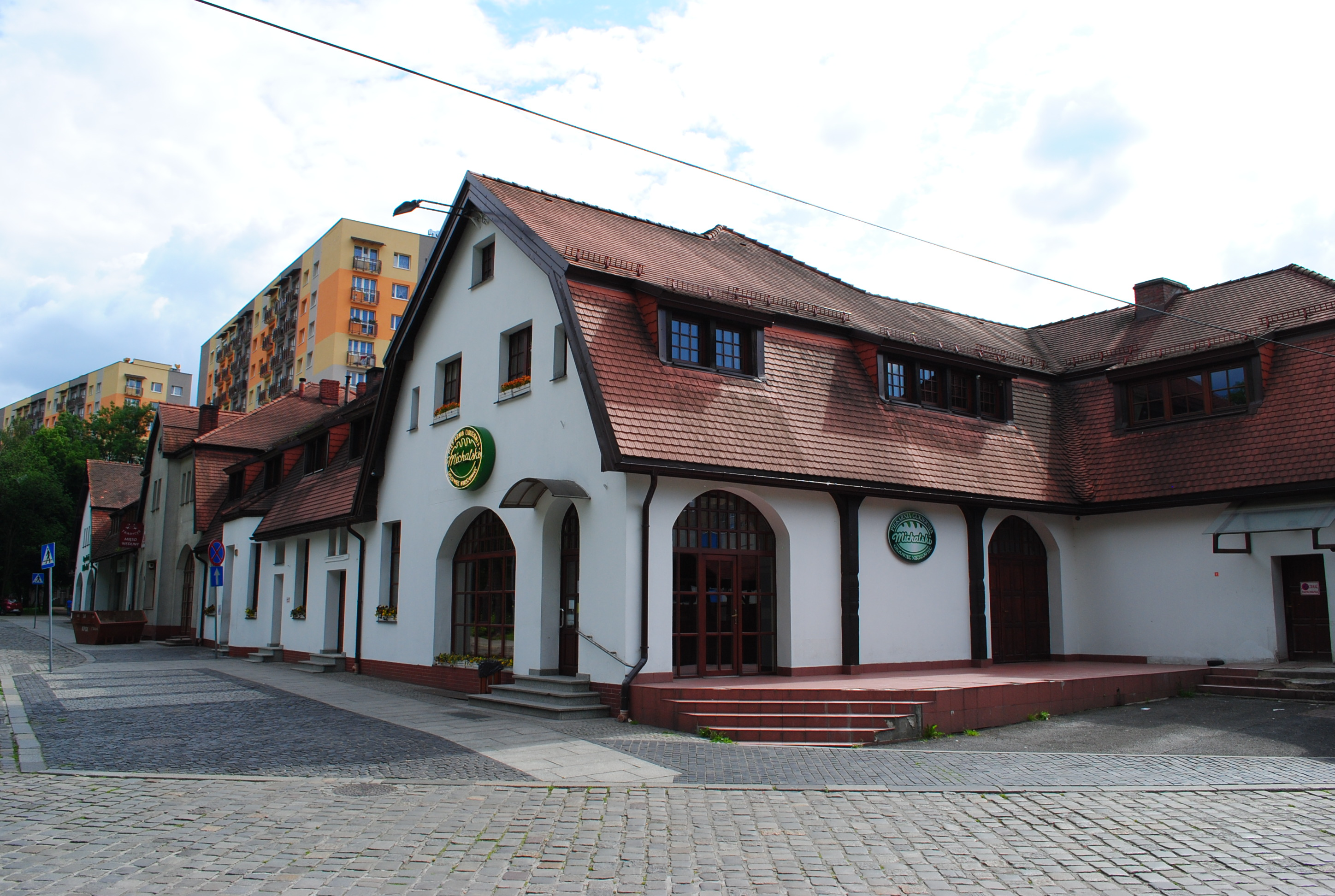
Dom handlowy (dawny konsum) przy placu Pod Lipami 7–10

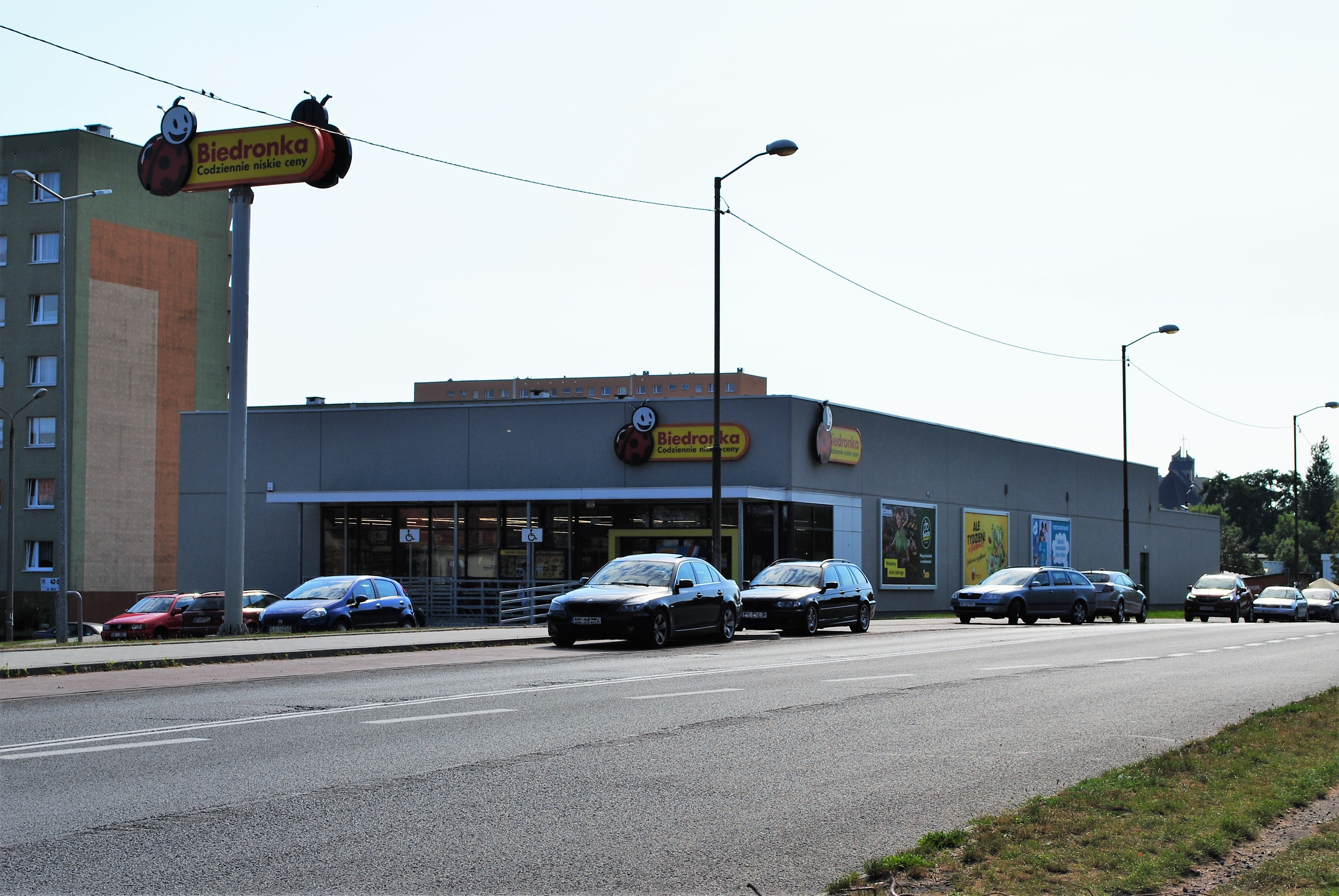
Sklep sieci Biedronka przy ulicy Mysłowickiej 84

W Giszowcu wykształciły się dwa ośrodki usługowo-handlowe o zasięgu lokalnym. Są to:
- Plac Pod Lipami wraz z sąsiednimi ulicami: Gościnną, Barbórki, Batalionów Chłopskich, Wojciecha oraz rejon ulic: Przyjazna i Agaty. Jest to obszar wokół centralnego placu, jakim jest plac Pod Lipami, stanowiącego element zamierzonej kompozycji urbanistycznej osiedla patronackiego. Został on przekształcony wraz z budową nowych bloków w latach 60. i 70. XX wieku. W obrębie 500 metrów od obszaru w 2007 roku zamieszkiwało 7709 osób. Na tym obszarze oferowany jest pełny wachlarz usług – znajdują się tutaj: obiekty handlowe różnego typu, przedszkole i szkoła podstawowa, dom kultury, biblioteka, kościół, tereny rekreacyjne oraz przystanek transportu zbiorowego. W tym obszarze ponadto występują obiekty gastronomiczne i usługowe różnego typu[185];
- Rejon skrzyżowania: Mysłowickiej, Karliczka, Kolistej. Obszar ten, wraz z pozostałym rejonem w obrębie zabudowy z lat powojennych (ulice Miła i Adama) stanowi formę swobodnej kompozycji rozproszonych usług, zwykle powiązanych z obszarami zieleni. W rejonie wymienionego skrzyżowania, w promieniu 500 metrów w 2007 roku mieszkało 7 455 osób. Jest wyposażony w takie obiekty, jak: placówki handlowe, przedszkole, dom kultury i przystanki komunikacji miejskiej[185]. Realizacja obiektów usługowo-handlowych wraz z budową nowych zespołów zabudowy wielorodzinnej nie była początkowo adekwatna do wzrastających potrzeb mieszkańców dzielnicy. Pierwsze siedem pawilonów handlowych powstało w drugiej połowie lat 60. XX wieku. W późniejszym czasie odstąpiono od budowy dużego centrum handlowego w centrum dzielnicy na rzecz dwóch pawilonów: przy ul. Wojciecha i Adama[186].

Ponadto, w rejonie całej dzielnicy występują punkty handlowo-usługowe z różnych branż. Do nich należą m.in. sklepy samoobsługowe, z których na terenie Giszowca według stanu z czerwca 2020 roku znajdują się następujące punkty:
- Biedronka (dwa sklepy: ul. Mysłowicka 84 i Wojciecha 57)[187];
- Carrefour Market (ul. Wojciecha 3)[188];
- Lewiatan (dwa sklepy: ul. Adama 1b i ul. Wojciecha 51a)[189][190];
- Lidl (ul. Kolista 3)[191].

W Giszowcu wykształciły się też usługi motoryzacyjne, głównie w rejonie ulicy 73 Pułku Piechoty. Na tym obszarze, według stanu z połowy listopada 2020 roku, znajdują się dealerzy trzech marek samochodów: Kia (Euro-Kas; ul. 73 Pułku Piechoty 1), Honda (JKK Moto; ul. 73 Pułku Piechoty 3) i Volvo (Euro-Kas; ul. 73 Pułku Piechoty 1). Przy ulicy Pszczyńskiej 13 znajduje się stacja kontroli pojazdów należąca do Automobilklubu Śląskiego. W dzielnicy znajdują się też dwie stacje paliw: Amic Energy przy ulicy Kolistej 5 oraz BP przy ulicy Mysłowickiej 82.
Pod względem dostępności mieszkańców Giszowca do usług podstawowych, w obrębie 800 metrów od przedszkola mieszkało w 2007 roku 99,8%, od szkoły podstawowej 85,2%, od domu kultury 99,9%, od biblioteki 91,2%, a od przychodni 87,1% mieszkańców dzielnicy.

## Infrastruktura techniczna

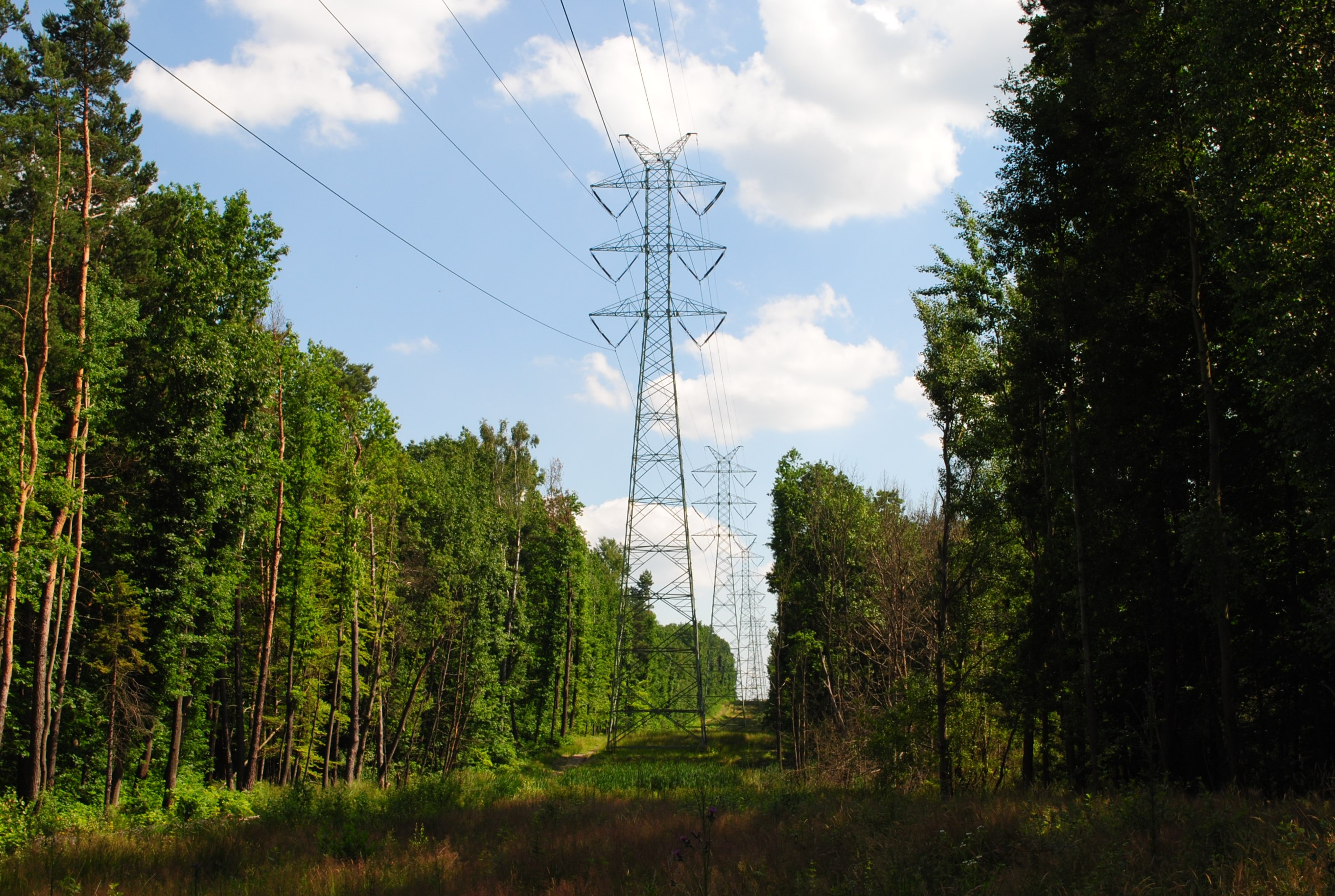
Sieć elektroenergetyczna o napięciu 220 kV, biegnąca na przedłużeniu ul. Kosmicznej w kierunku południowym

Na terenie dzielnicy nie ma ujęć wody pitnej – Giszowiec, jaki całe Katowice korzystają z ujęć powierzchniowych ze zbiorników: Goczałkowickiego na Wiśle, Czanieckiego na Sole i ujęć wody w Dziećkowicach, Maczkach i Kozłowej Górze. Woda ze Stacji Uzdatniania Wody jest rozprowadzana poprzez wodociągi magistralne oraz rozdzielcze. Przez teren Giszowca przechodzą sieci wodociągowe magistralne, będące w zarządcze Katowickich Wodociągów (wśród nich sieć magistralna 500/400 Giszowiec-Janów), a także sieć wodociągowa pod zarządem Górnośląskiego Przedsiębiorstwa Wodociągów (wzdłuż ulicy Pszczyńskiej). Nowy rurociąg wody pitnej wraz z pompownią wody i zbiornikami retencyjnymi powstał na przełomie lat 60. i 70. XX wieku wraz z rozbudową osiedla.
Sieć kanalizacyjna jest zarządzana przez spółkę Katowickie Wodociągi i znajduje się w zlewni oczyszczalni Radocha w Sosnowcu, a docelowo ma należeć do zlewni oczyszczalni Dąbrówka Mała-Centrum. Nieczystości z Giszowca uchodziły według stanu w 2007 roku do likwidowanej wówczas oczyszczalni Giszowiec (ówcześnie część zlewni Radocha), położonej przy Bolinie. Jej przepustowość wynosiła 16 500 m³/dzień i była przeciążona przez dopływające zanieczyszczenia o ponad 100%. Stan techniczny sieci kanalizacji sanitarnej w podzlewni Giszowiec był wówczas zadowalający (26% całej sieci) i mierny (33%), a kanalizacji ogólnospławnej mierny (47%) i zły (25%). Centralna, biologiczno-mechaniczna oczyszczalnia ścieków powstała na przełomie lat 60. i 70. XX wieku, wraz z rozbudową Giszowca.
Zaopatrzenie w energię elektryczną mieszkańców Giszowca odbywa się poprzez sieć wysokiego napięcia 110 kV, łączącą ją z pobliskimi elektrowniami. Największa stacja elektroenergetyczna w Giszowcu znajduje się w rejonie ulicy Kosmicznej, przy szybie „Roździeński” kopalni „Wieczorek”. Jest to stacja „Roździeński” o poziomie transformacji 110/20 kV i posiada dwa transformatory o mocy 25 MVA. Dodatkowo przy kopalni „Staszic” znajdują się dwie stacje elektroenergetyczne 110 kV: „Giszowiec” (przy ul. 73 Pułku Piechoty) i „Staszic” (na terenie zakładu). Wschodnią częścią Giszowca, równolegle do ulicy Kosmicznej, przechodzi też sieć najwyższego napięcia (220 kV), biegnąca z elektrowni Łagisza. Sieć energetyczna zarządzana jest przez grupę Tauron. Średnie zużycie energii elektrycznej na jedno gospodarstwo domowe w Katowicach wynosiło w 2006 roku 865,7 kWh.
Zaopatrzenie w energię cieplną odbywa się poprzez położoną w sąsiednim Nikiszowcu ciepłownię Dalkia Polska Energia – Zakład Produkcyjny Wieczorek przy ulicy Szopienickiej 58. Jej moc cieplna we wrześniu 2009 roku wynosiła 131,1 MW.

## Transport

### Transport drogowy

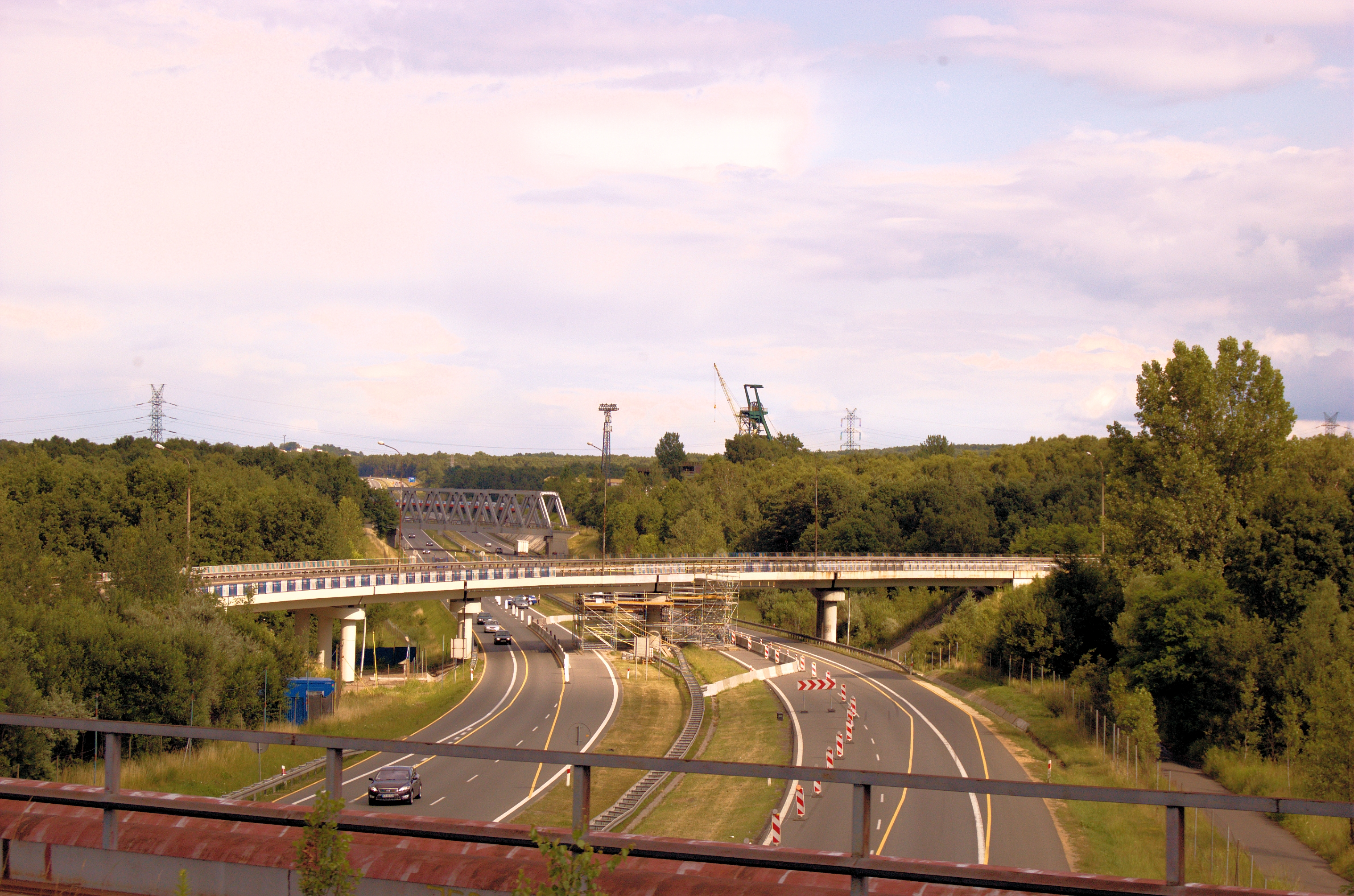
Autostrada A4 na wysokości Giszowca; na pierwszym planie wiadukt w ciągu ulicy Szopienickiej

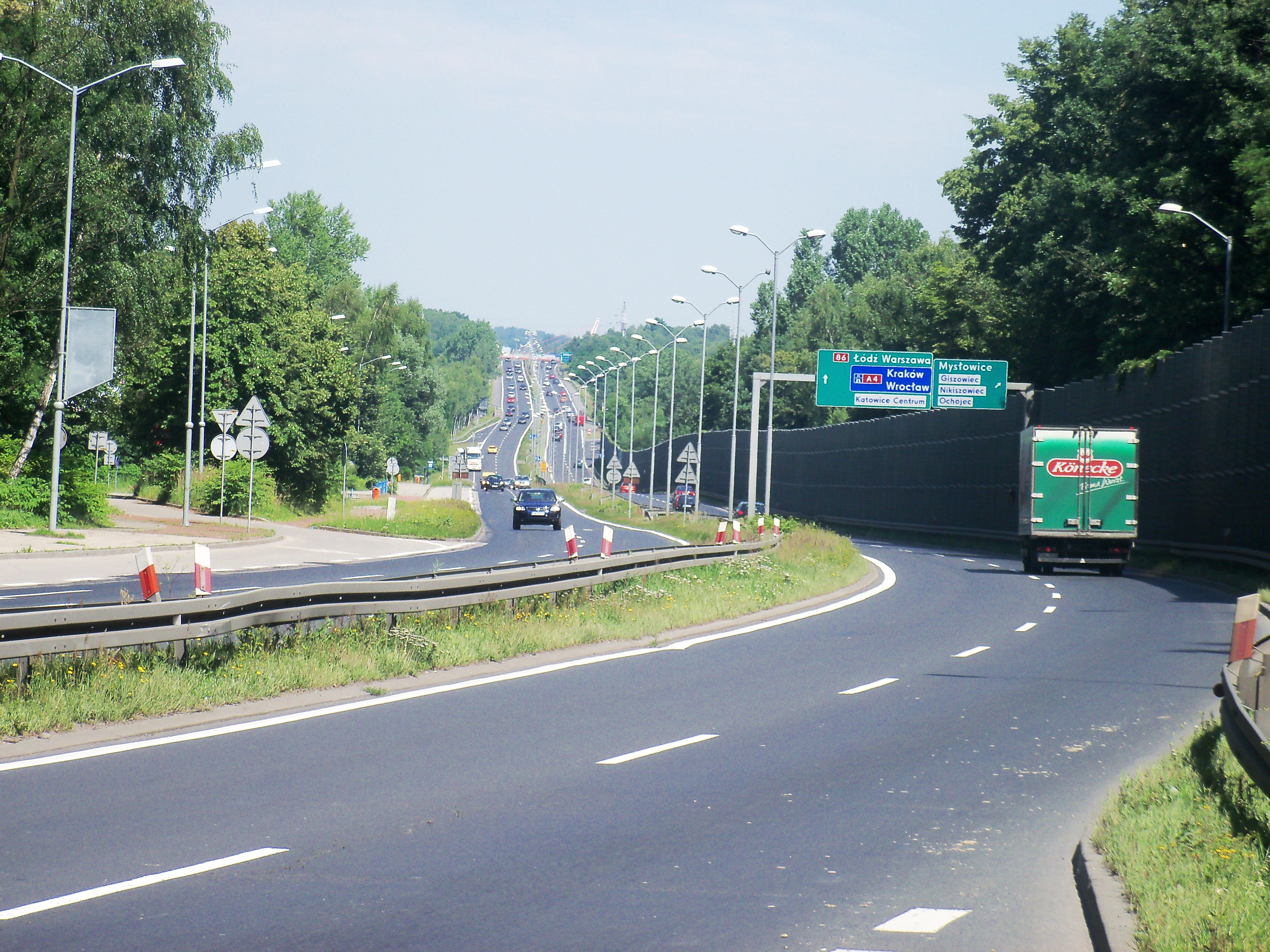
Fragment ulicy Pszczyńskiej przed modernizacją (widok w kierunku północnym)

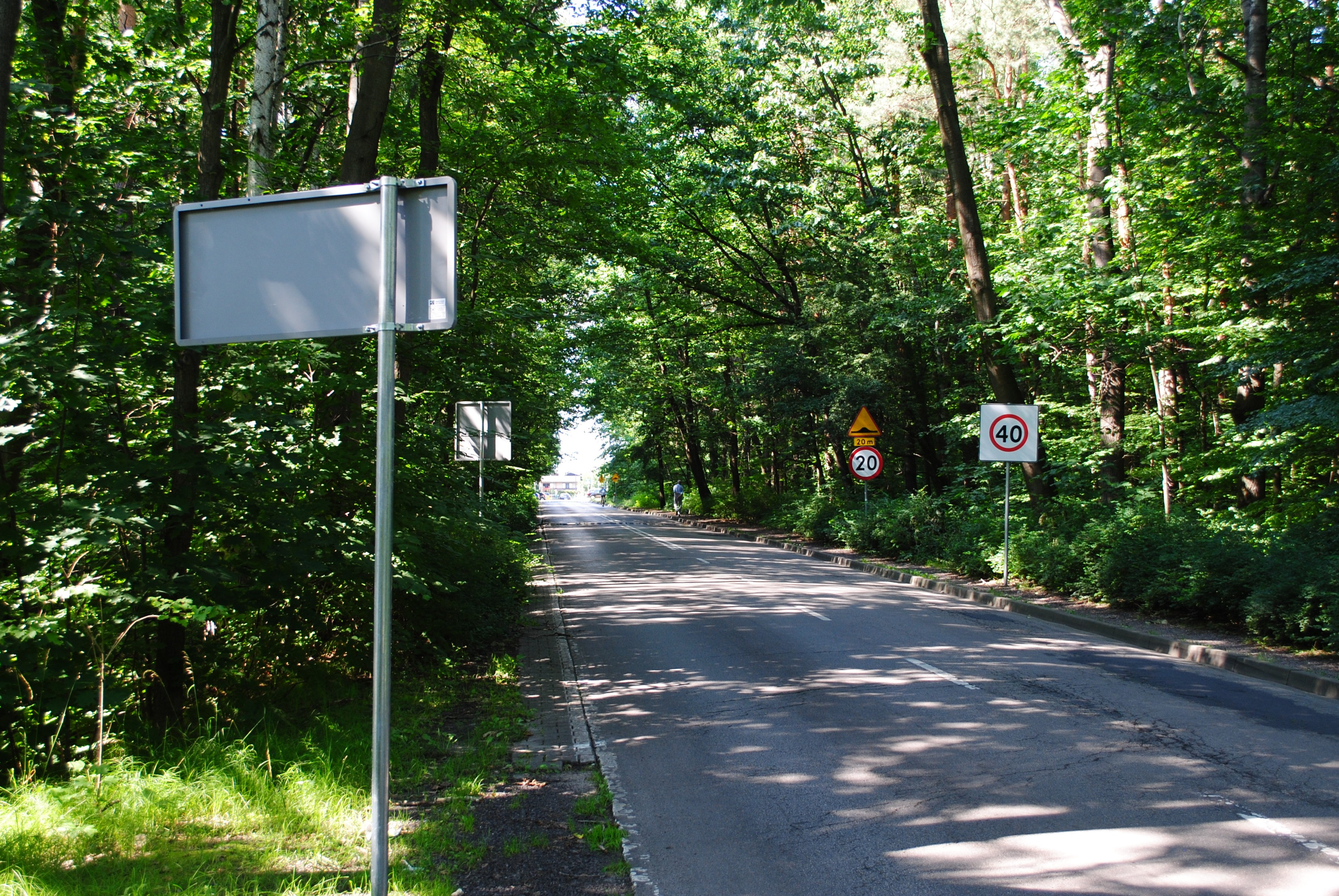
Fragment ulicy Adama (widok od strony południowej)

Układ drogowy dzielnicy w głównej mierze został zaplanowany i powstał wraz z całym osiedlem patronackim Giszowiec, które wybudowano w latach 1907–1910. Centralnym punktem dzielnicy jest plac Pod Lipami, z którego obecnie wychodzą w różnych kierunkach następujące ulice: Gościnna, Barbórki (łącznik), Wojciecha i Batalionów Chłopskich. Układ ten pierwotnie dostosowano do istniejących wówczas dróg, łącząc projektowane osiedle z miejscami pracy. Teren Giszowca stanowił pierwotnie zwarty prostokąt o wymiarach około 750 na 1000 m, zamykany przez następujące ulice: Mysłowicka (od północy), Pod Kasztanami (od wschodu), Górniczego Stanu (od południa) i Pszczyńska (od zachodu).
Przez teren Giszowca przechodzą trzy ciągi komunikacyjne o zasięgu krajowym. Są to:
- Autostrada A4 – północno-wschodnia część dzielnicy; ponadto w pobliżu zlokalizowany jest węzeł Murckowska, łączący autostradę z drogą krajową nr 86; autostrada ta zapewnia połączenia międzyregionalne i międzynarodowe w kierunku zachodnim (Opole, Wrocław i dalej do Niemiec) i wschodnim (Kraków, Rzeszów i na Ukrainę)[209],
- Droga krajowa nr 81 (ulica 73 Pułku Piechoty) – rozpoczyna swój bieg w Giszowcu przy skrzyżowaniu z drogą krajową nr 86 – ulicami Pszczyńską i Kolistą; stanowi ona w dalszym ciągu drogę wylotową z Katowic w kierunku Mikołowa[209],
- Droga krajowa nr 86 (ulica Pszczyńska) – okala Giszowiec od zachodu; w kierunku północnym zapewnia połączenie z S1 i dalej z portem lotniczym Katowice-Pyrzowice, a w południowym z Tychami[209].

Giszowiec posiada połączenia z sąsiednimi dzielnicami w każdym kierunku, a także z sąsiednimi Mysłowicami. Są to następujące drogi:
- Ulica Szopienicka – łączy się z ulicą Mysłowicką i prowadzi na północ w kierunku Nikiszowca[209],
- Ulica Mysłowicka – w kierunku wschodnim prowadzi do Mysłowic (Janów Miejski i Ćmok)[209],
- Ulica Adama – łączy się z ulicą Górniczego Stanu i prowadzi w kierunku południowym do Mysłowic (do dzielnicy Wesoła)[209],
- Ulica Pszczyńska – w kierunku północnym prowadzi do Śródmieścia Katowic, natomiast w kierunku południowym do Murcek i dalej do Tychów[209],
- Ulica 73 Pułku Piechoty – łączy się na węźle drogowym z ulicą Pszczyńską i w kierunku zachodnim prowadzi do Ochojca[209].

Spośród dróg przebiegających przez teren Giszowca największe znaczenie ma autostrada A4, której główną funkcją jest przenoszenie ruchu o zasięgu międzyregionalnym i międzynarodowym. Ulica Pszczyńska jest jedyną w Giszowcu ulicą główną ruchu przyspieszonego (GP), która jednocześnie jest jednym z głównych elementów ogólnomiejskiego układu dróg Katowic. Pozostałe ciągi łączące Giszowiec z sąsiednimi dzielnicami (prócz ulic Adama i Mysłowickiej od skrzyżowania z Szopienicką w kierunku Mysłowic) stanowią ulice główne (G), które poza połączeniami międzydzielnicowymi realizują powiązania wewnątrzmiejskie, a także łączą się z drogami wyższej kategorii. Jedyną droga zbiorczą (Z) w Giszowcu jest ulica Mysłowicka (od skrzyżowania z ulicą Szopienicką w kierunku Mysłowic), a drogami lokalnymi (L) są m.in. ulice: Ceramiczna, Górniczego Stanu, Kosmiczna i Przyjazna i Radosna. Giszowiec wraz z Murckami pod względem jakości powiązań z poszczególnymi makroregionami Katowic są dzielnicami najlepiej skomunikowanymi dzięki bliskiemu położeniu z głównymi ciągami miasta biegnących we wszystkich kierunkach.

### Transport kolejowy

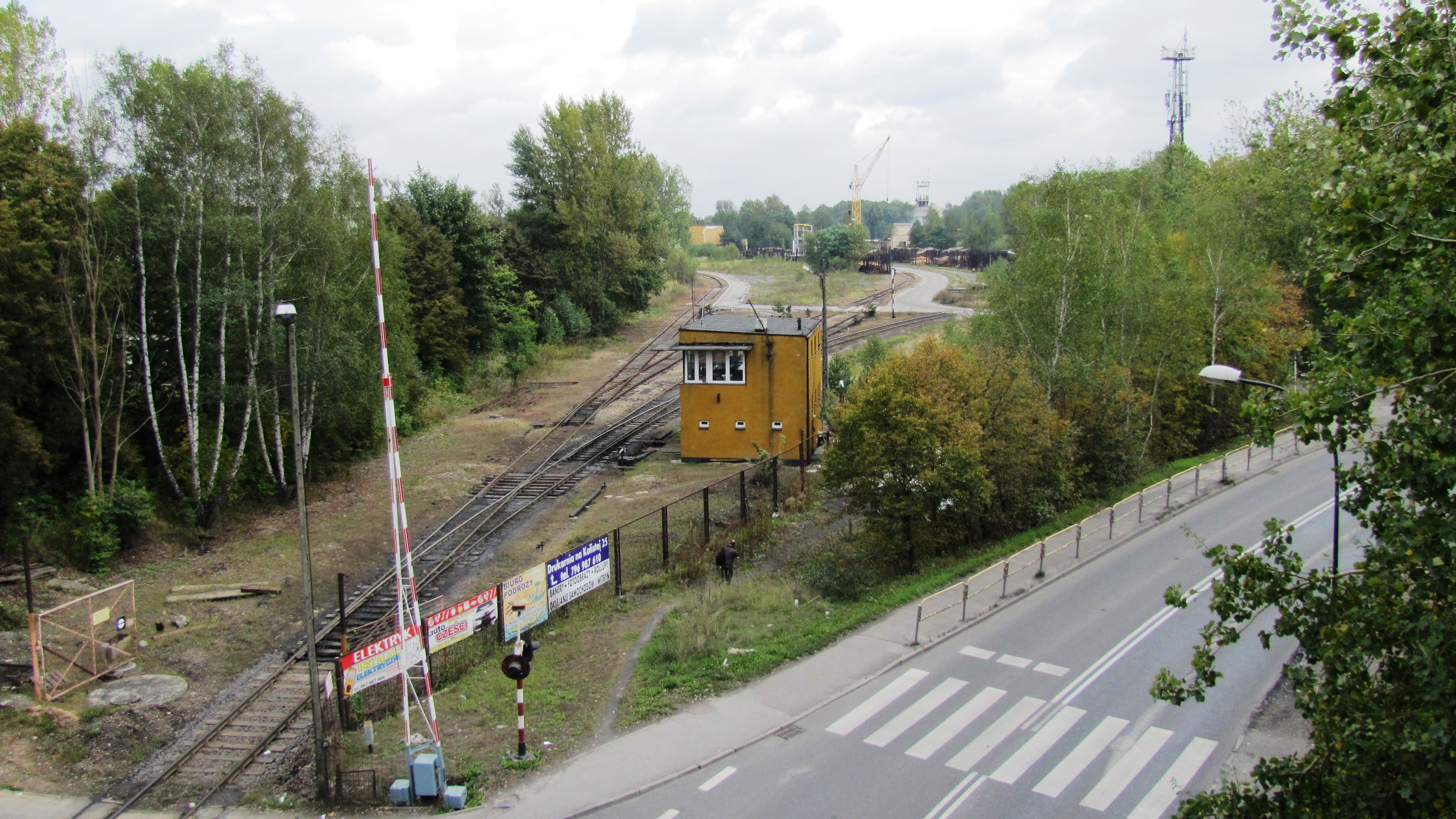
Dawna bocznica szlakowa do szybu IV kopalni „Staszic”, położona przy ulicy Kolistej

Pierwszą trasą kolejową na terenie Giszowca, ciągnąca się wzdłuż obecnej północnej granicy dzielnicy była trasa Kolei Prawego Brzegu Odry. Linię tę na przebiegającym przez Giszowiec odcinku (Szopienice Północne – Murcki i dalej do Dziedzic) uruchomiono 24 czerwca 1870 roku. Na terenie Giszowca nie wybudowano żadnego przystanku na tej trasie. Linię tę upaństwowiono w 1884 roku. Fragment linii przebiegający w granicach Giszowca to obecnie linia kolejowa nr 657 i obsługiwany jest na niej tylko ruch towarowy. Równolegle do niej, 27 września 1953 roku oddano do użytku zelektryfikowaną linię towarową łączącą posterunek Dorota w Dąbrowie Górniczej z posterunkiem Panewnik przez Janów i Muchowiec (linia kolejowa nr 171) oraz w 1960 roku linię łączącą Mysłowice z Murckami (linia kolejowa nr 655).
Ponadto przez Giszowiec przebiegał fragment Południowej Magistrali Piaskowej, łącząca stację kolei piaskowej Jęzor Centralny w kierunku kopalni „Wujek” wraz z odgałęzieniami do kopalni „Staszic-Wujek” (w tym do szybu IV) oraz do kopalni „Wieczorek”. Była to linia kolejowa nr 401, zarządzana przez spółkę CTL Maczki-Bór. Linia ta powstawała w latach 1959–1961 i biegła ona od strony wschodniej równolegle do ulicy Mysłowickiej, po czym przy powstałym później szybie IV kopalni „Staszic” skręcała na północ i dalej na zachód w kierunku Muchowca.

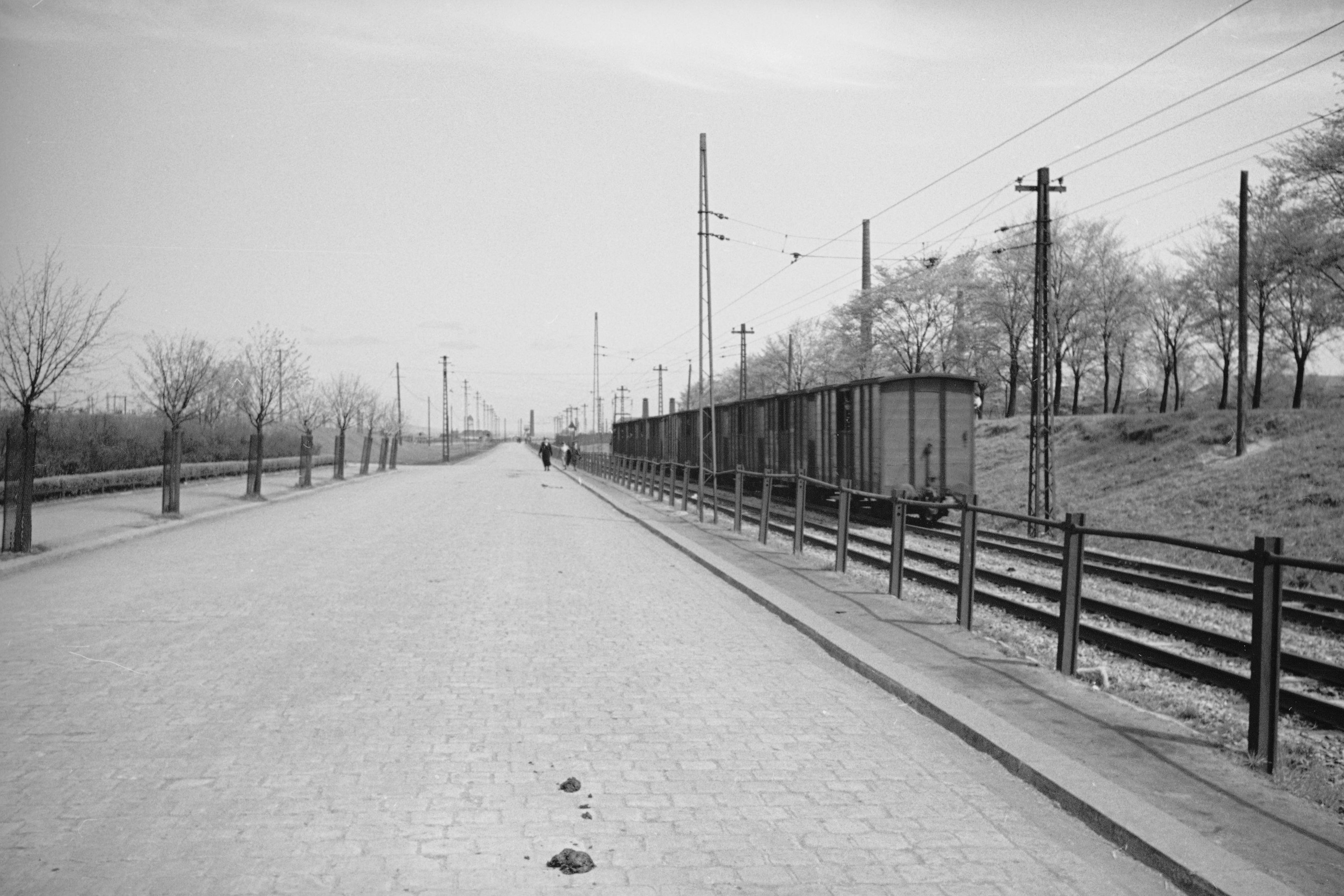
Balkan wzdłuż obecnej ulicy Szopienickiej w 1937 roku

W dniu 20 lipca 1964 roku wraz z otwarciem kopalni „Staszic” oddano do użytku łącznicę biegnącą z kierunku Ochojca (z posterunku odgałęźnego Staszic). Linia ta dalej w kierunku wschodnim miała połączenie z szybem IV. Biegła ona równolegle do ulic Karolinki i Kolistej, a także przecinała prostopadle ulicę 73 Pułku Piechoty.
Przez teren Giszowca przebiegały również koleje wąskotorowe, prowadzące ruch towarowy oraz pasażerski. W 1906 roku koncern Georg von Giesches Erben otrzymał koncesję na uruchomienie prywatnej kolei wąskotorowej, natomiast od dnia 6 stycznia 1914 roku Dyrekcja Okręgowa Kolei wydała zezwolenie na uruchomienie ruchu osobowego. Nowo powstała linia łączyła Giszowiec z szybem „Albert” („Wojciech”) w Szopienicach. Pierwszy zaś przejazd pociągu pasażerskiego prawdopodobnie nastąpił w 1916 roku. Kolejkę tę nazywano potocznie Balkanem, a przejazd nią był bezpłatny. W tamtym czasie Balkan kursował 28 razy w dni robocze i 21 w dni wolne od pracy. Na początku lat 20. XX wieku powstała odnoga kolejki wąskotorowej do cegielni, ciągnąca się równolegle pomiędzy ulicą Pod Kasztanami a ulicą Kosmiczną i dalej wzdłuż ulicy Górniczego Stanu w kierunku wschodnim. Po II wojnie światowej kolejkę tę zelektryfikowano. Ostatni kurs kolejki nastąpił 31 grudnia 1977 roku.

### Miejski transport zbiorowy

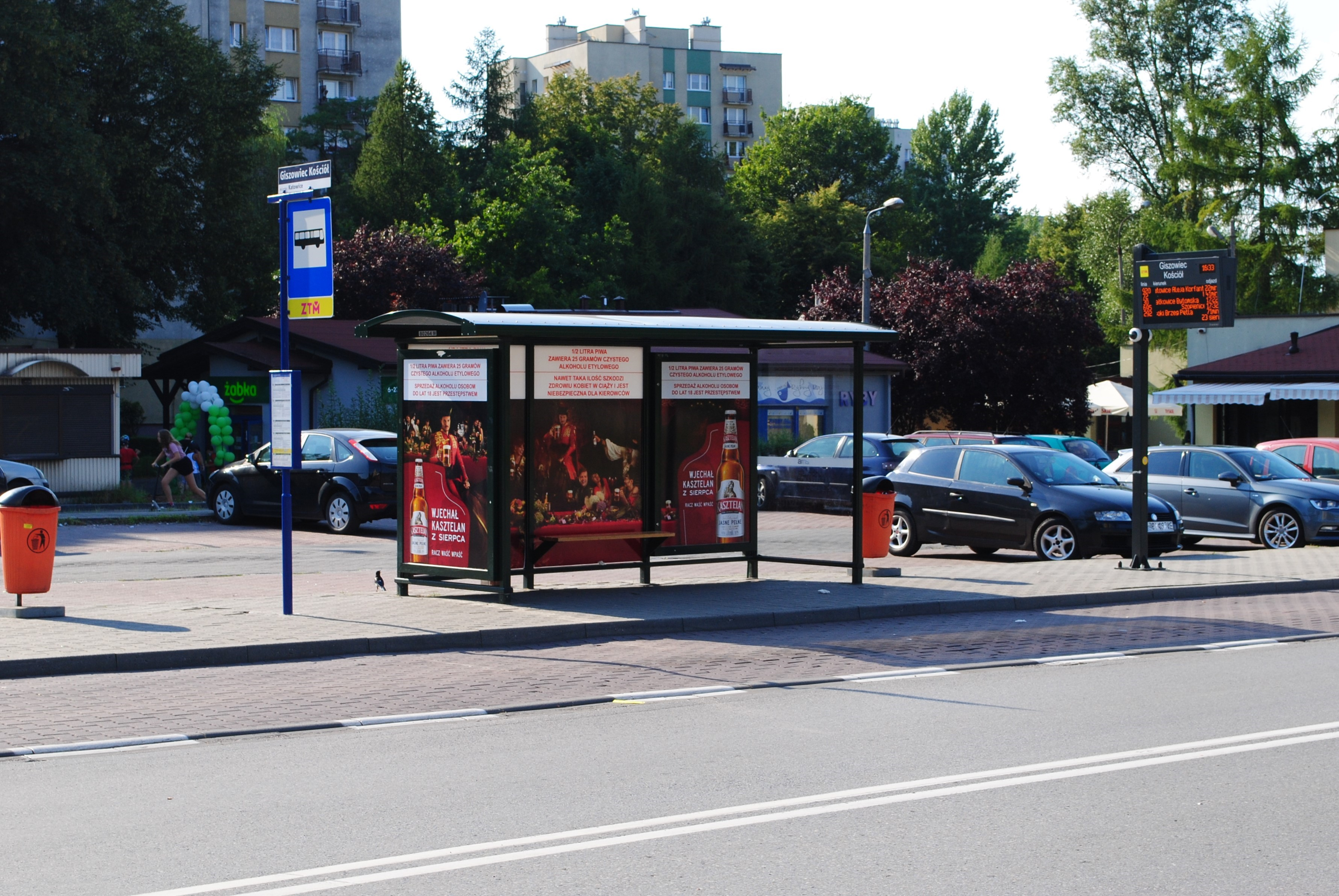
Przystanek autobusowy Giszowiec Kościół przy ul. Batalionów Chłopskich

Transport zbiorowy w Giszowcu jest realizowany w formie połączeń autobusowych, które funkcjonują od lat międzywojennych. Zapewniają one połączenia z innymi dzielnicami Katowic oraz z sąsiednimi miastami – Mysłowicami i Tychami. Organizatorem przewozów kursujących przez teren Giszowca jest Zarząd Transportu Metropolitalnego. Główne ciągi komunikacyjne komunikacji miejskiej w osi północ-południe to: ulica Pszczyńska dla linii autobusowych 1 i 4 łączących dzielnicę z centrum Katowic i Tychami, M10 łącząca dzielnicę z gminą Kobiór oraz centrum Katowic, M22 łącząca centrum Katowic z Międzyrzeczem (gm. Bojszowy), linie 672 i 673 w kierunku Murcek, linia 695 w kierunku Murcek lub Mikołowa oraz ulica Szopienicka dla linii 30, 72, 108, 292, 674 i 695, łączące dzielnicę z Janowem, Nikiszowcem i Szopienicami. W osi wschód-zachód są to: ulice Kolista i Mysłowicka dla linii 223, również ulica Mysłowicka dla linii M13 w kierunku Mysłowic i Sosnowca oraz biegnąca przez las w kierunku Ochojca, Piotrowic, Ligoty i centra przesiadkowego w Brynowie ulica 73 Pułku Piechoty, którą kursuje linia 292.
Na terenie Giszowca wg stanu z marca 2024 roku znajduje się 14 przystanków komunikacji miejskiej (Gościnna, Górniczego Stanu, Karolinki, Kolista Pętla, Kolista Stacja Paliw, Kopalnia Staszic, Kosmiczna, Kościół, Mysłowicka, Osiedle, Przyjazna, Przyjemna, Radosna i Szyb Roździeński), zlokalizowanych w różnych punktach dzielnicy. W centralnym punkcie, przy ulicy Batalionów Chłopskich znajduje się przystanek Giszowiec Kościół, z którego z dwóch stanowisk według stanu odjeżdża 10 linii autobusowych (w tym jedna nocna i jedna metropolitalna). Jako jedyny przystanek w dzielnicy wyposażony jest w elektroniczne tablice Systemu Dynamicznej Informacji Pasażerskiej oraz biletomat solarny .

### Infrastruktura rowerowa

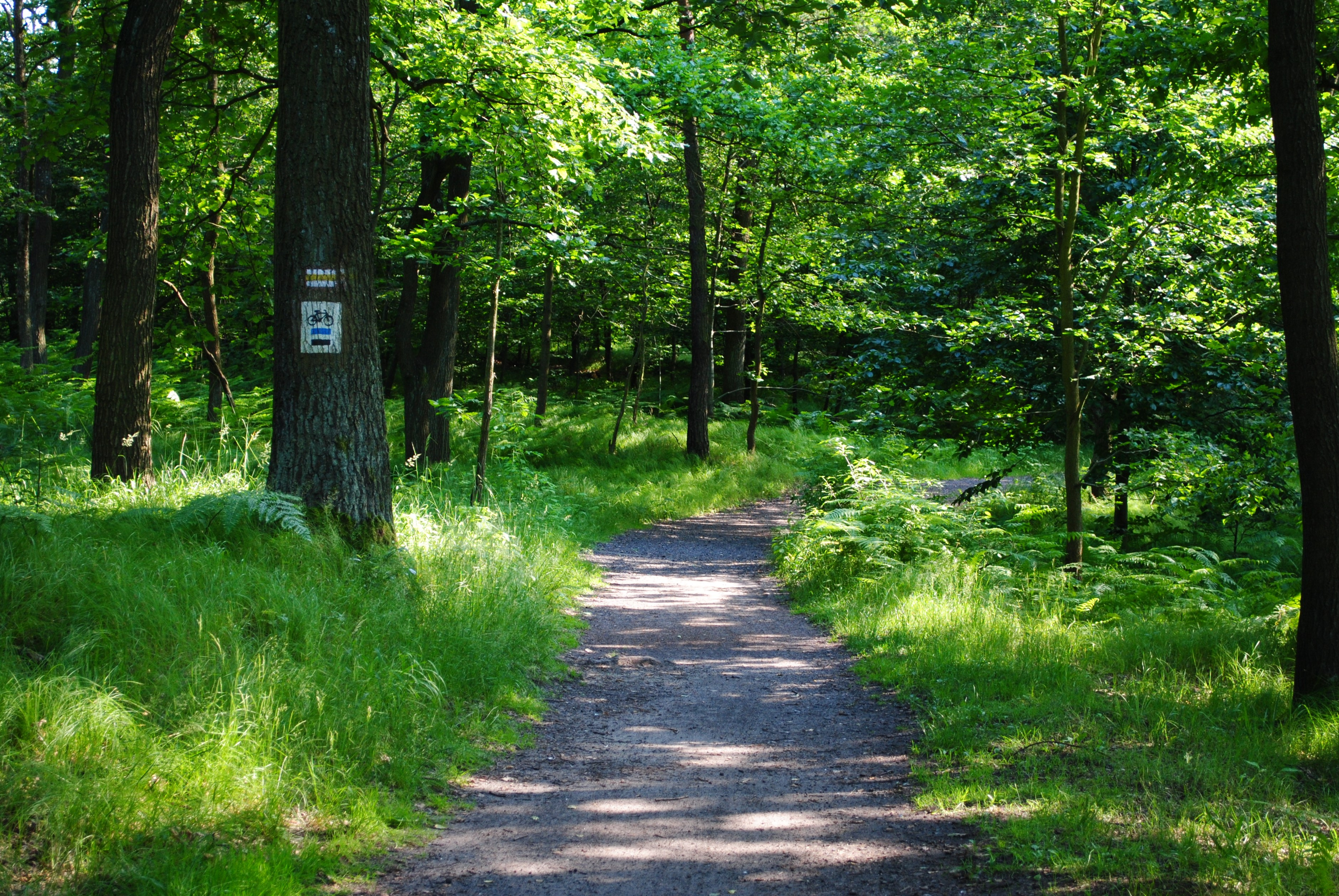
Szlaki rowerowe nr 3 i 101 na wysokości ośrodka Barbara-Janina

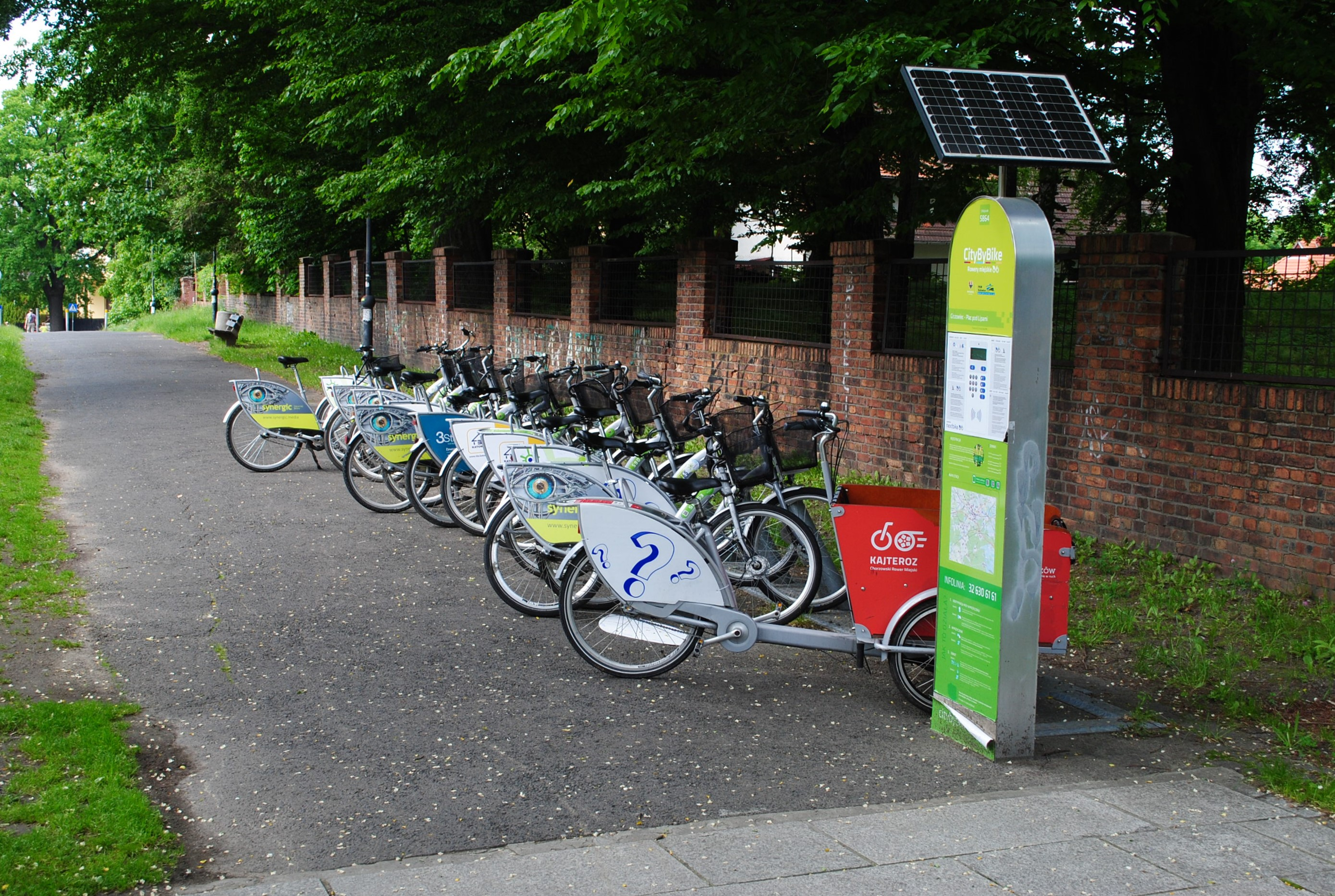
Stacja rowerów miejskich City by bike nr 5864, położona w pobliżu Placu Pod Lipami (2020)

W Giszowcu występuje rozwinięty system ścieżek rowerowych. Wydzielone ścieżki rowerowe znajdują się w następujących ciągach ulic:
- Ulica Górniczego Stanu od skrzyżowania z ulicą Kosmiczną do ulicy Ceramicznej[228] – ścieżka o szerokości 2,2 m i nawierzchni asfaltowej w kolorze czerwonym[227],
- Ulica Ceramiczna na całej długości[228] – ścieżka o szerokości 2,2 m i nawierzchni asfaltowej w kolorze czerwonym[227],
- Ulica Mysłowicka od nr-u 41 do skrzyżowania z Ulicą Wojciecha[228] – ścieżka o szerokości 2,0–2,5 m i nawierzchni z kostki brukowej w kolorze czerwonym[227],
- Ulica Szopienicka – ścieżka po wschodniej stronie pasa drogowego ulicy, biegnąca w kierunku Janowa-Nikiszowca[228],
- Ulica Wojciecha[228] – w głównym ciągu ścieżka o szerokości 1,0–2,0 m i nawierzchni z kostki brukowej w kolorze czerwonym; w bocznym odgałęzieniu ścieżka o nawierzchni asfaltowej w kolorze czerwonym[227].

Według docelowej sieci ścieżek rowerowych opublikowanej przez Urząd Miasta Katowice przewiduje się dalszą rozbudowę sieci, a czego odcinek od Murcek (wzdłuż ulicy Pszczyńskiej) wzdłuż ulicy Mysłowickiej, a także odcinek z ulicy Mysłowickiej wzdłuż ulicy Pszczyńskiej w kierunku Doliny Trzech Stawów ma mieć funkcję transportową, natomiast pozostałe istniejące i planowane trasy wzdłuż ulic Wojciecha, Górniczego Stanu i Ceramicznej, a także odcinki leśne mają mieć charakter rekreacyjny.
W Katowicach wydzielono kilka szlaków rowerowych w ramach projektu „Rowerem po Śląsku”, z czego przez Giszowiec przebiegają trzy z nich. Są to:
- nr 3 Giszowiec (ulica Wojciecha) – Barbara-Janina – Zadole – Panewniki[230],
- nr 101 Ochojec – Barbara-Janina – Murcki – Hamerla[230],
- nr 121 Janów – Nikiszowiec – Park Bolina – Giszowiec (plac Pod Lipami) – Lasy Murckowskie[230].

W Giszowcu funkcjonuje również miejska sieć wypożyczalni rowerów miejskich – Metrorower, który zastąpił system City by bike. Pierwszą stację w dzielnicy uruchomiono 1 sierpnia 2017 roku przy placu Pod Lipami. Według stanu z marca 2024 roku funkcjonują tu następujące stacje: 27191 (ul. Kolista), 27414 (ul. Pod Kasztanami), 27709 (ul. Batalionów Chłopskich) i 27718 (pl. Pod Lipami).

## Architektura i urbanistyka
W latach 1907–1910 na terenie zalesionym gminy Janów wybudowano unikatowe w skali europejskiej osiedle–ogród przeznaczone dla pracowników kopalni „Giesche”. Sama zaś kopalnia położona była w wiejskiej okolicy i stamtąd głównie pochodziła jej załoga, dlatego stworzono pracownikom warunki do których byli przyzwyczajeni. W związku z tym wybudowano mieszkania w stylu starych górnośląskich chałup chłopskich.
Osiedle to, wzorowane na tradycyjnym budownictwie ludowym, składało się z 300 parterowych domków z ogrodami, przeważnie dwu- i czterorodzinnych, w których znalazło zamieszkanie około 600 rodzin robotniczych. Powstało też 20 domów urzędniczych. Każdy z budynków, który nie pełnił funkcji mieszkalnej, miał unikatowy w stosunku do innych kształt, natomiast domy mieszkalne były stawiane według 46 projektów. W celu zróżnicowania brył domów i uniknięcia monotonii zastosowano kilka rodzajów dachów m.in.: łamane, półszczytowe, dwu-, czterospadowe i naczółkowe. Wzdłuż jednej drogi nie budowano identycznych chałup, natomiast starano się zmieniać wielkość i kształt oraz rytmy okien i drzwi. Domy urzędników były bardziej okazałe, kryte czerwoną dachówką. Największy z nich – dom dyrektora kopalni „Giesche”, był oddalony od robotniczych i na wzór angielski otoczony parkiem. Domy robotników pokryto natomiast ogniotrwałymi dachami gontowymi.
Osiedle od momentu powstania było zelektryfikowane (zarówno domy, jak i też oświetlenie ulic). Prąd dostarczano z elektrowni św. Jerzego przy szybie „Carmer” kopalni „Giesche” do stacji rozdzielczej powstałej poza osiedlem, a stamtąd do 15 stacji transformatorowych. Wodę początkowo czerpano z sieci powiatowej do wieży wodnej zlokalizowanej na najwyższym punkcie osiedla, a stamtąd rurociągami wzdłuż ulic na całe osiedle. Od 1918 roku Giszowiec i Nikiszowiec były zaopatrywane ze źródła „Prittwitz”. Osiedle na początku nie było skanalizowane – nieczystości wówczas były nocą wywożone do kompostowni poza Giszowcem, gdzie przerabiano na kompost do użyźniania gleb przydomowych ogródków.

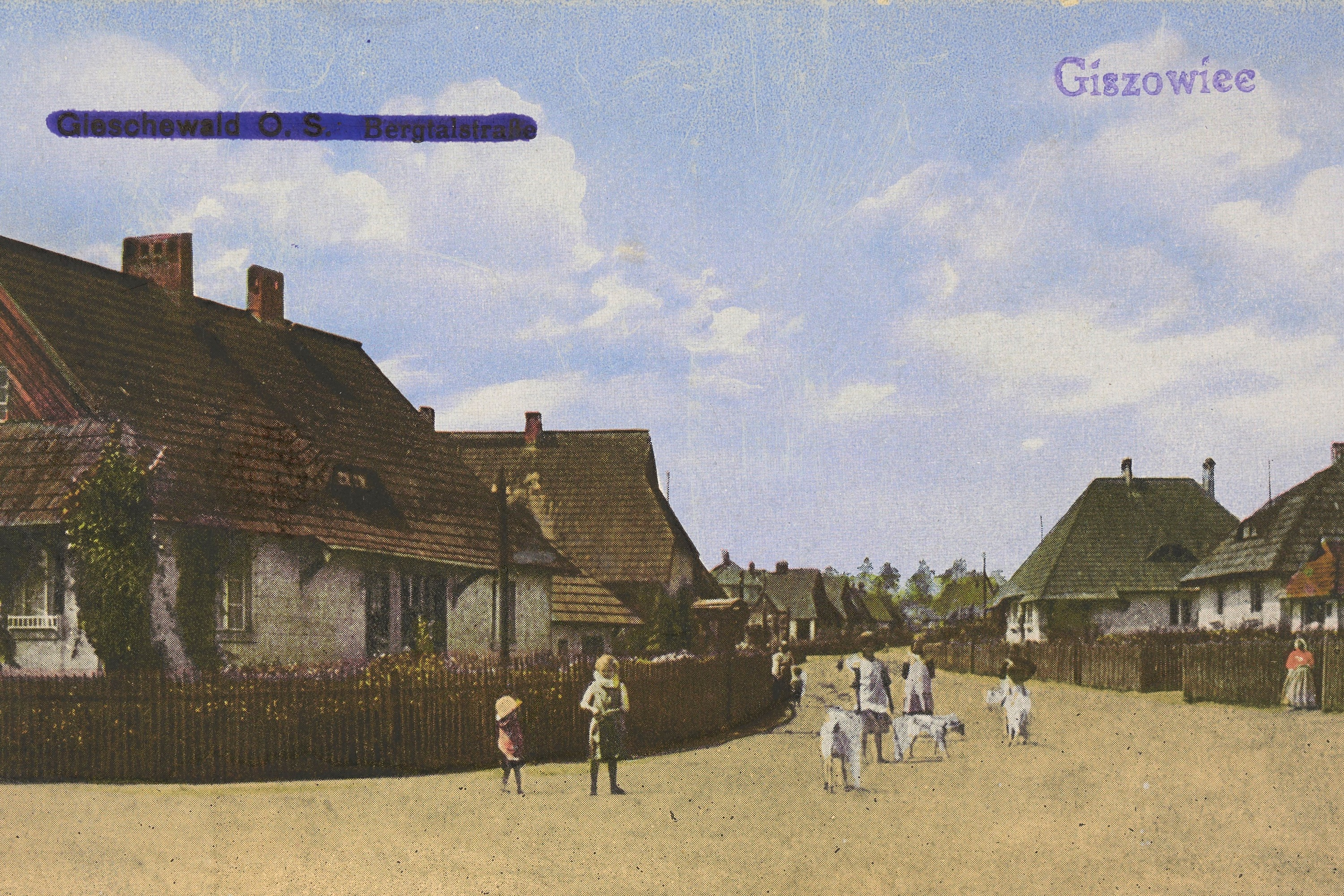
Pocztówka z lat przedwojennych przedstawiająca zabudowę osiedla Giszowiec – ówczesna Bergtalstrasse; obecnie ulica Działkowa

Powierzchnia mieszkań robotniczych była jak na owe warunki bardzo duża i wynosiła w zależności od domu od 38 do 52 m². Mieszkania te składały się z przedpokoju, kuchni, pokoju dziennego i komory lub drugiego pokoju. Były pozbawione wody bieżącej, jednak wodę można było czerpać z ulicznych hydrantów zainstalowanych co 100 metrów. Domy były ponadto wyposażone w duży strych, piwnicę, a do każdego domu przylegał ogródek, mały budynek gospodarczy i obora. W ogródkach usytuowane były również ubikacje z wymienialnymi pojemnikami. Dwa razy w tygodniu wywożono je na obrzeże miasta do kompostowni. Mieszkania urzędnicze były większe i komfortowo urządzone. Ich powierzchnia użytkowa wynosiła 76–104 m², składały się z 2, 3 lub 4 pokojów z kuchnią i komórką. Wyposażone były w urządzenia wodne i kanalizacyjne, a niektóre także w ubikację. Osobny dom miał dyrektor, sztygar, lekarz i nadleśniczy.
Teren osiedla stanowił prostokąt o wymiarach około 750 × 1000 m. Z centralnego placu w czterech głównych kierunkach ruchu wychodziły ulice, z którymi krzyżowały się dwie koncentrycznie usytuowane ulice okrężne. Trzecia skrajna droga okrężna biegła po obwodzie osiedla, jej część zachodnią i północną stanowiły szosa Katowice – Murcki (obecna ulica Pszczyńska) i droga do Mysłowic (obecnie ulica Mysłowicka). W środku osiedla znajdował się plac, wokół którego zgrupowano budynki: nadleśnictwo, budynek administracyjny, gospodę z salą teatralną, kręgielnię i muszlę koncertową. Nieco dalej, poza osiedlem, dla inżynierów i urzędników, urządzono korty tenisowe i pola golfowe, które dopiero w latach 70. XX wieku zostały zlikwidowane przez zasypanie ich niskiej jakości węglem. Jedną stronę rynku wypełniały sklepy, w których była również piekarnia i rzeźnik (przy sklepie rzeźnika zlokalizowano nowoczesną chłodnię), drugą budynek szkoły. Zbudowano łaźnię i pralnię z bieżącą, zimną i gorącą wodą. Łaźnia służyła głównie żonom i dzieciom górników. Magiel wyposażony był w 32 stanowiska z kamiennymi nieckami do prania i elektrycznymi kotłami do gotowania bielizny. Na osiedlu powstało również 5 domów sypialnych. W każdym z nich znajdowało się 5 pokoi z 12 łóżkami oraz umywalnia. W pobliżu domów sypialnych wybudowano stołówke oraz kantynę. Domy robotnicze zlokalizowano przy ulicach, a ogrody w głębi parceli.

Zabytkowe osiedle Giszowiec z lat 1907–1910
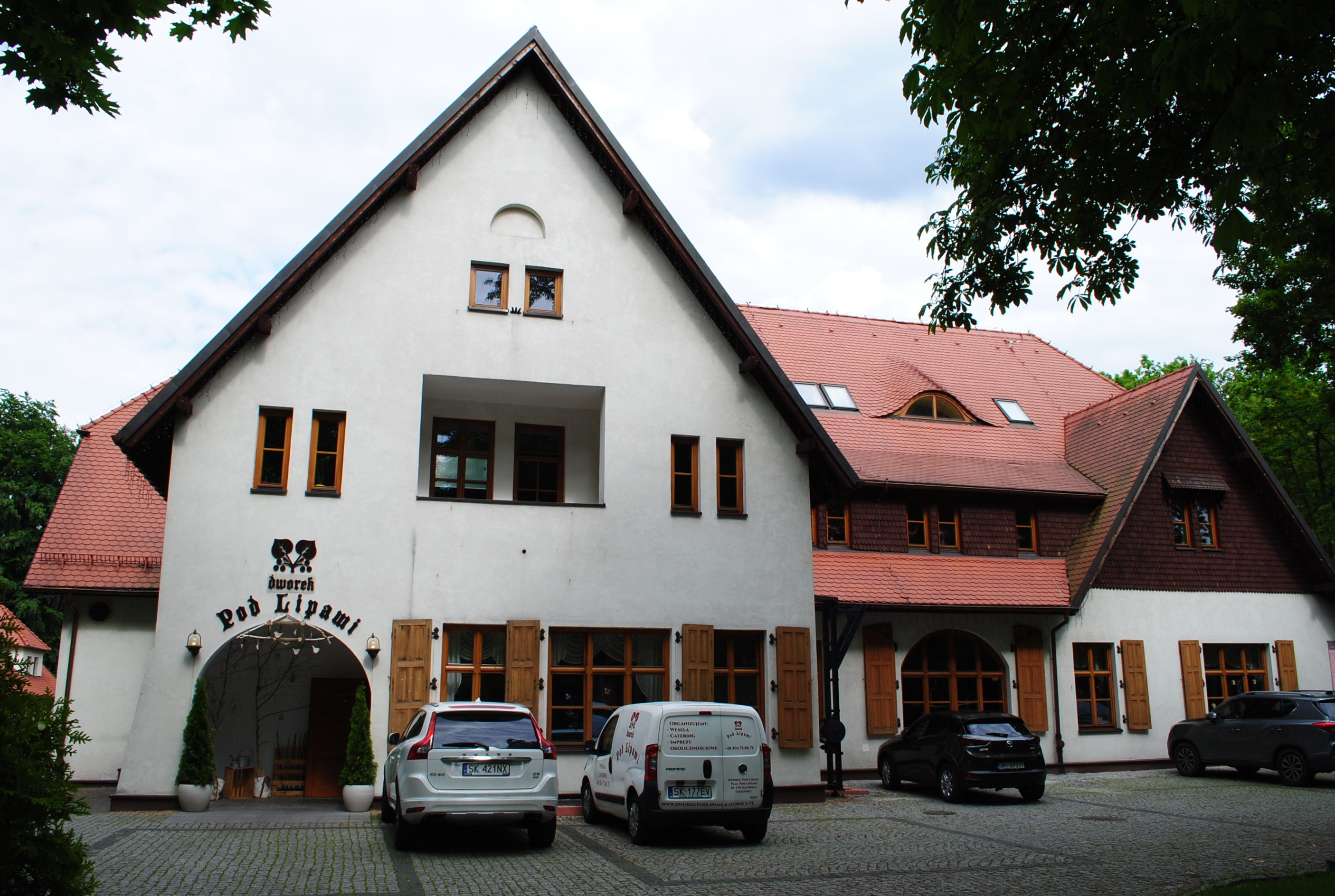
Budynek gospody (pl. Pod Lipami 1)
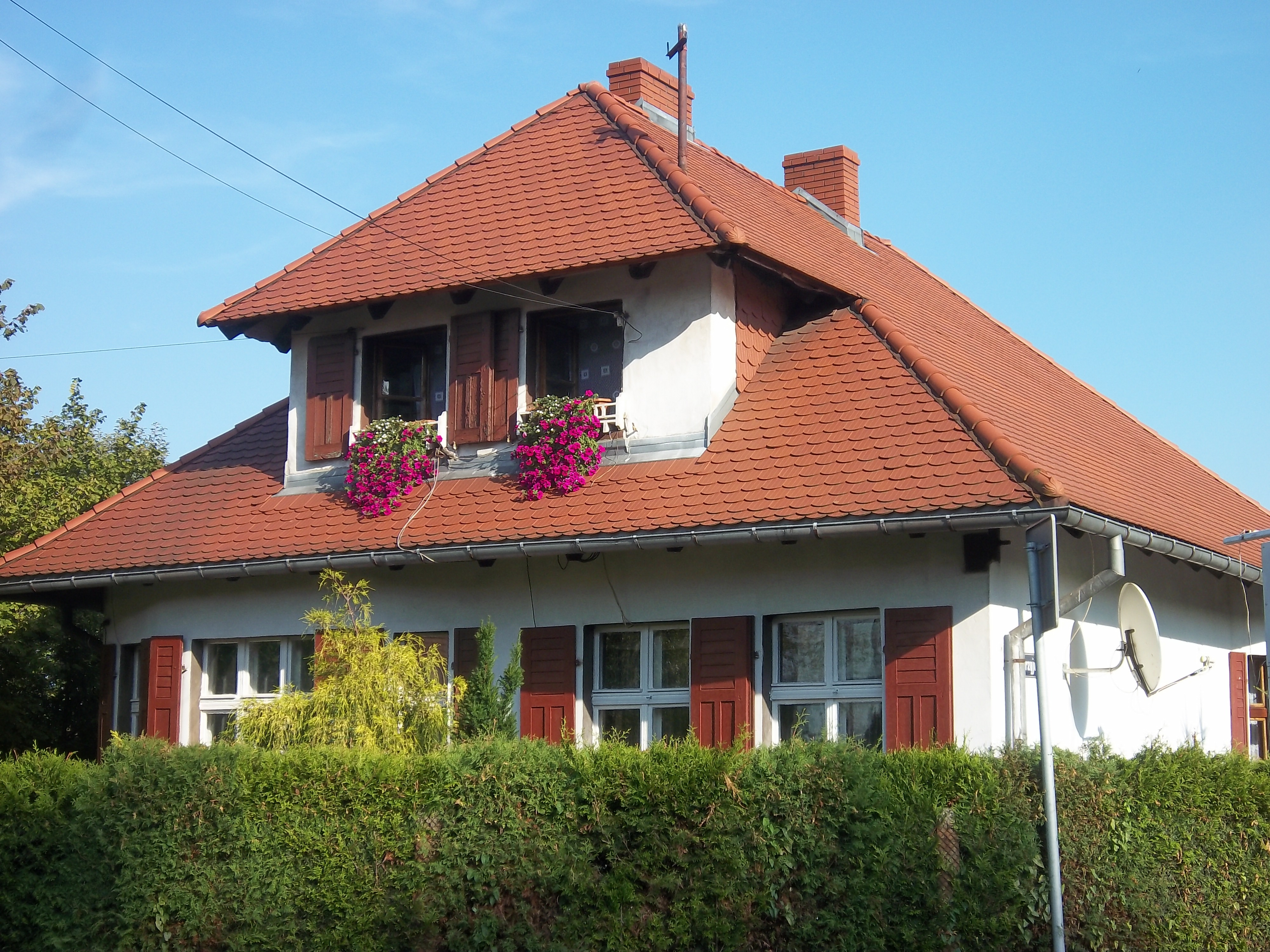
Dom nauczycielski (ul. Działkowa 28)
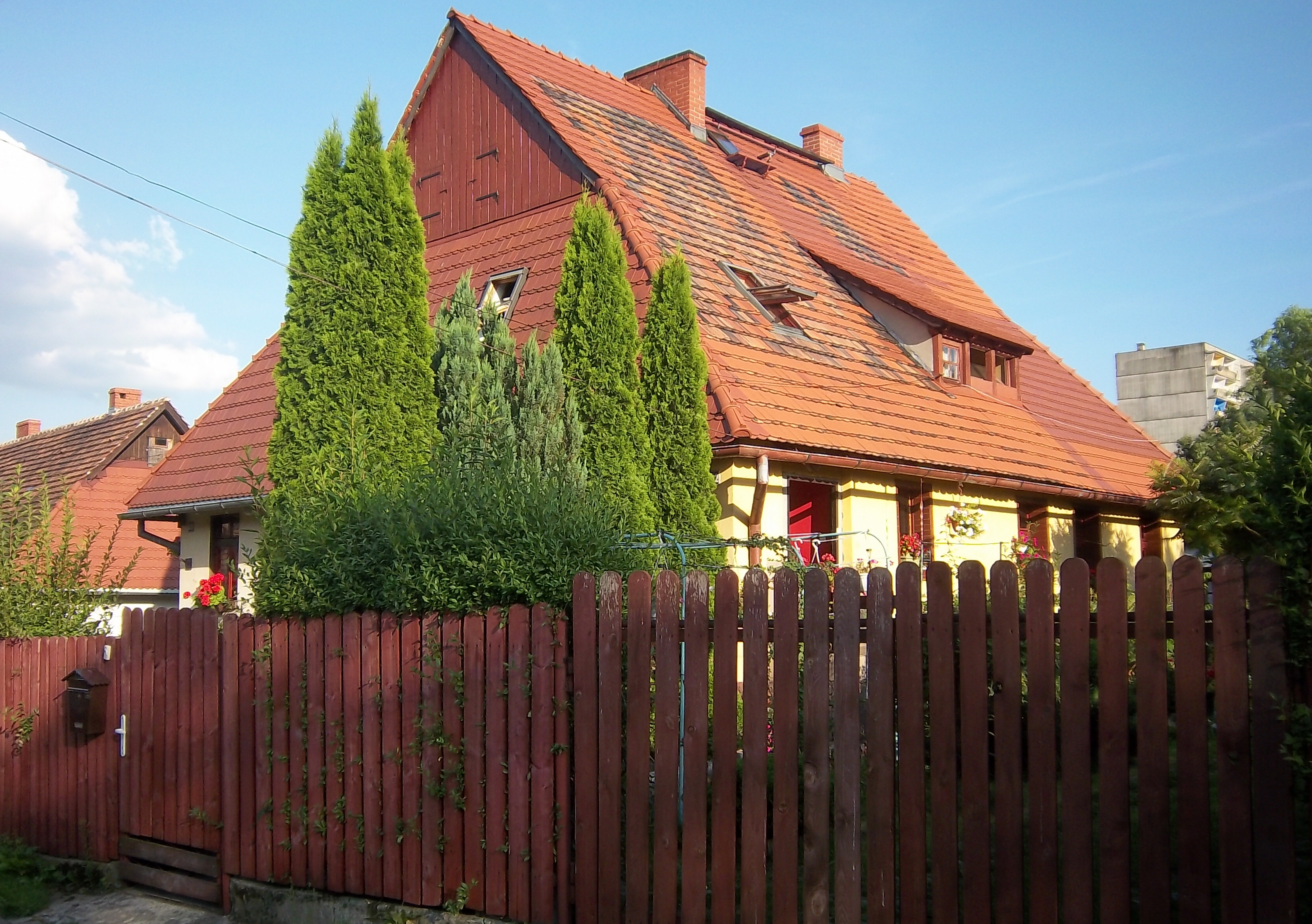
Ul. Ewy 2
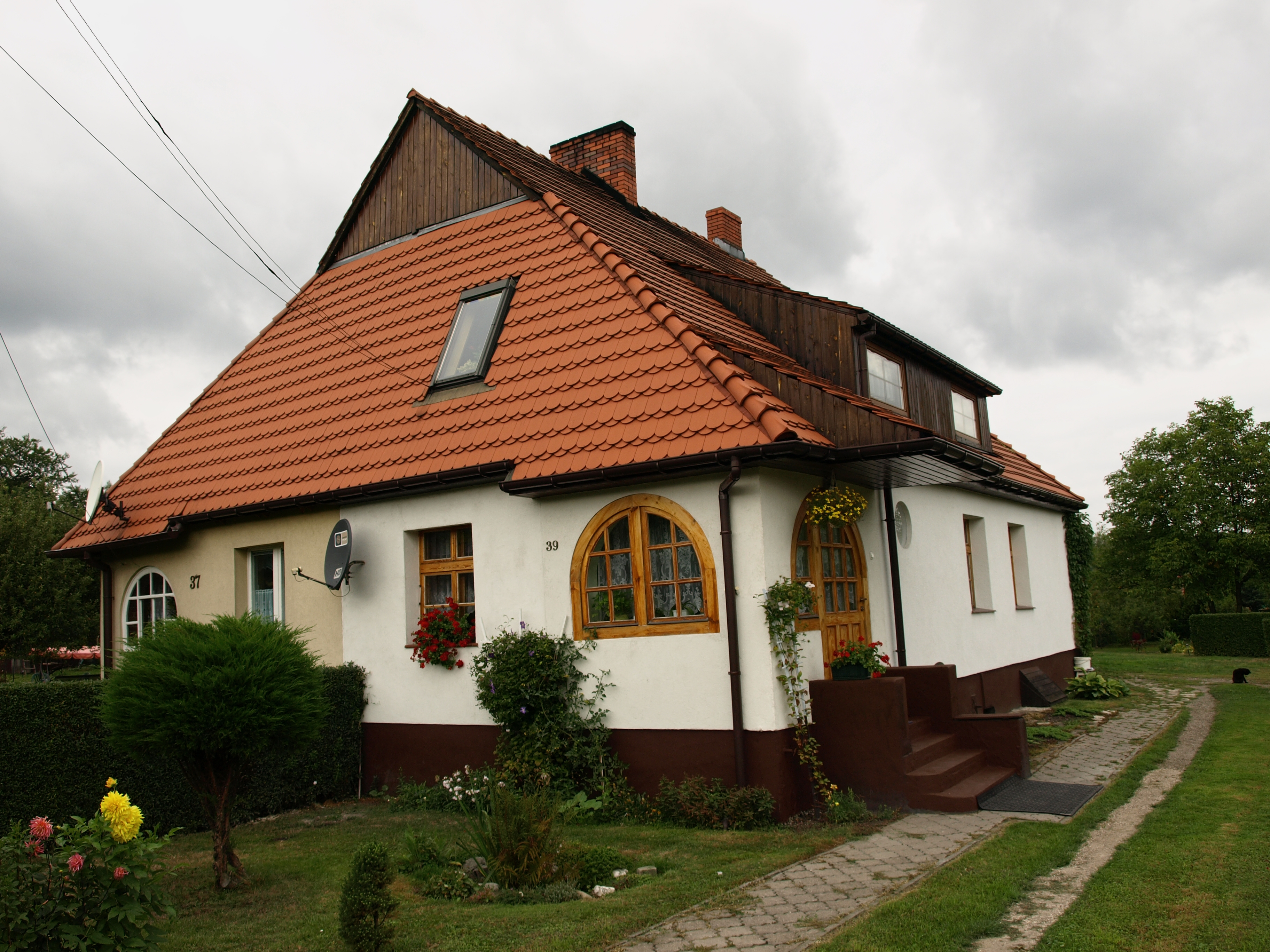
Ul. Górniczego Stanu 37–39
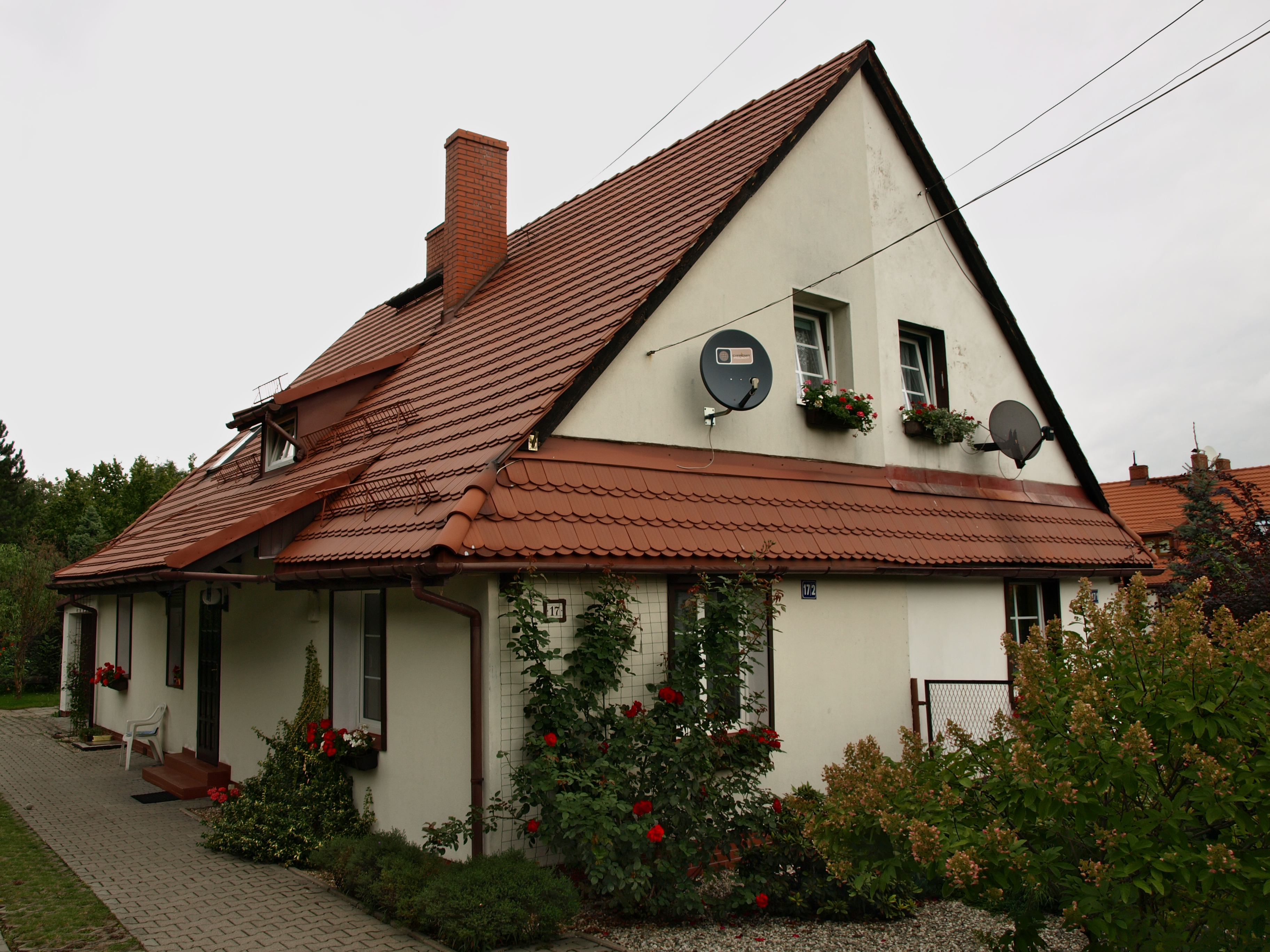
Ul. Przyjemna 17
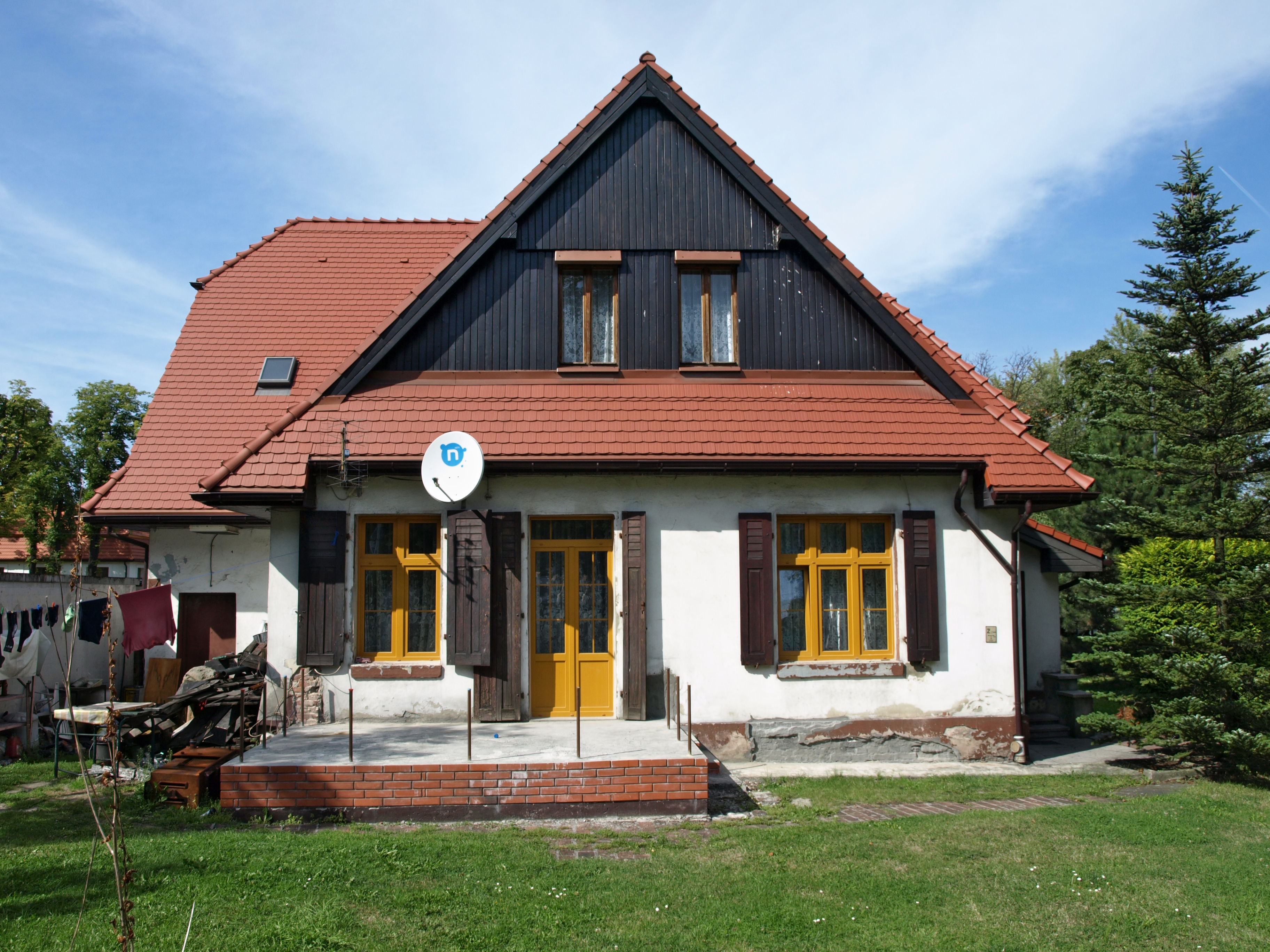
Ul. Radosna 1

Po zakończeniu I wojny światowej nastąpiła kolejna faza rozbudowy kolonii robotniczej. W latach 1920–1924 zabudowano wówczas rezerwowy pas gruntów ciągnący się w kierunku Mysłowic (obecnie są to ulice Pod Kasztanami i Kosmiczna). Nową zabudowę potocznie nazwano Neubau (niem. nowa zabudowa). Pierwotnie teren ten nie został zabudowany prawdopodobnie wskutek znajdujących się na tamtym terenie dawnych sztolni pola górniczego „Jacob” oraz niestabilnych gruntów. Zabudowę domkami zastąpiono tańszym budownictwem szeregowym. Postawiono bloki mieszkalne dla około 220 rodzin. Od strony wewnętrznej zlokalizowano zabudowania gospodarcze z chlewikami, a także niewielkie ogródka. Blok środkowy Neubau pozostawiono jako rezerwowy, lecz pośrodku wybudowano tam trzypiętrowy budynek mieszkalno-usługowy. Znajdował się tam m.in. istniejący do 2016 roku zakład fryzjerski, w którym gromadzono obrazy Ewalda Gawlika.
W 1926 roku nastąpił ostatni etap rozbudowy historycznego osiedla. W związku z przejęciem przez korporację Silesian-American Corporation wszystkich akcji spółki akcyjnej Giesche, do Giszowca sprowadzono 9 rodzin z amerykańskiego stanu Montana i dla nich w południowo-zachodniej części osiedla w pobliżu wieży ciśnień wybudowano tzw. kolonię amerykańską. Kompleks składa się z 6 willi urzędniczych typu angielskiego. Ponadto wybudowano parterową świetlicę dla dzieci, a także pole golfowe. Amerykanie mieszkali w tych domach do wybuchu II wojny światowej, kiedy to cały majątek spółki Giesche przekazano zarządowi komisarycznemu, a kierownictwo spółki wymieniono na Niemców. Po II wojnie światowej majątek znacjonalizowano, a w domach zamieszkały polskie rodziny.

Budynki powstałe w latach 20. i 30. XX wieku
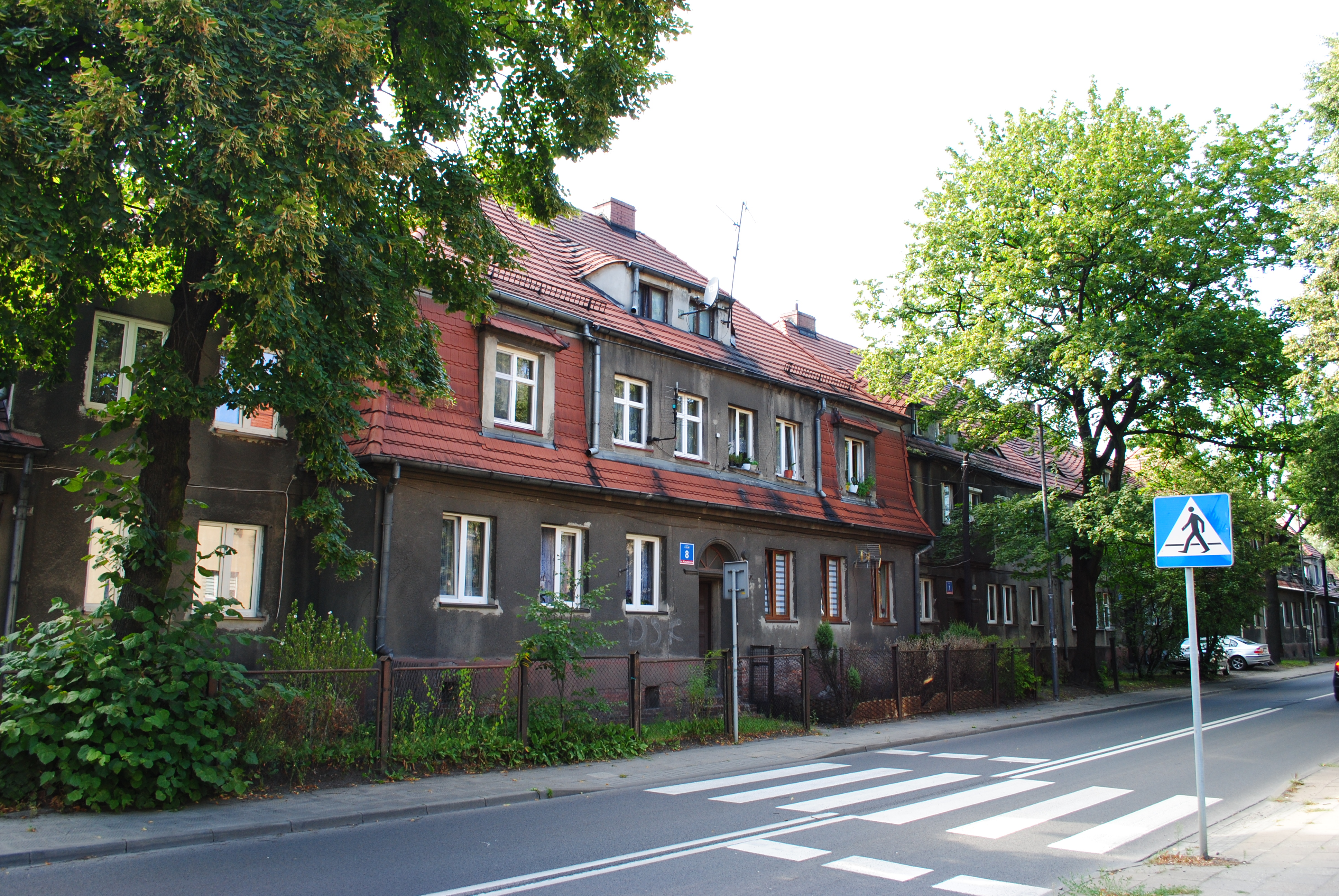
Kompleks budynków osiedla Neubau (ul. Kosmiczna)
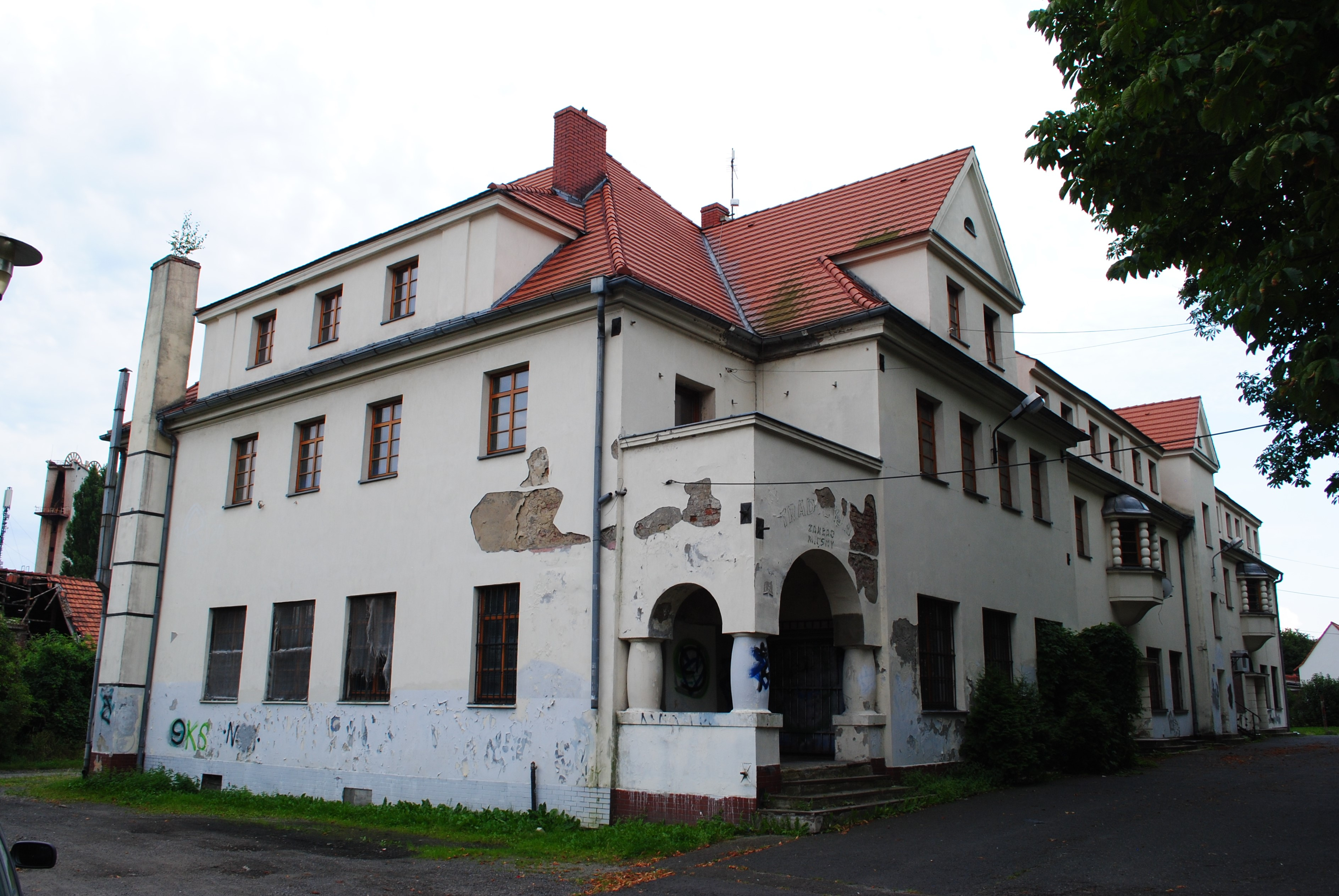
Ul. Pod Kasztanami 33, 34 i 34a (budynek, w którym gromadzono obrazy Ewalda Gawlika)
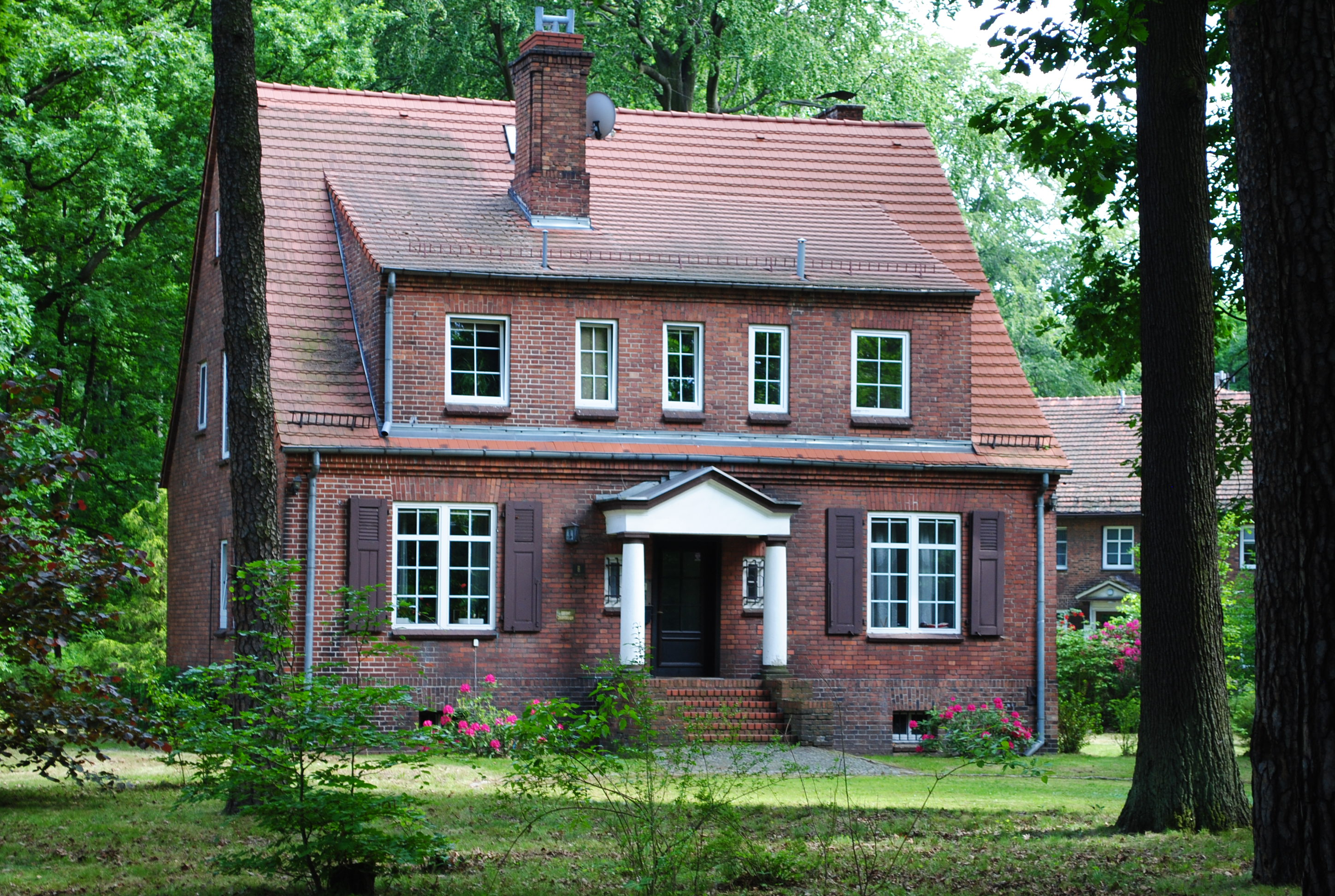
Kolonia amerykańska (ul. Górniczego Stanu 6)
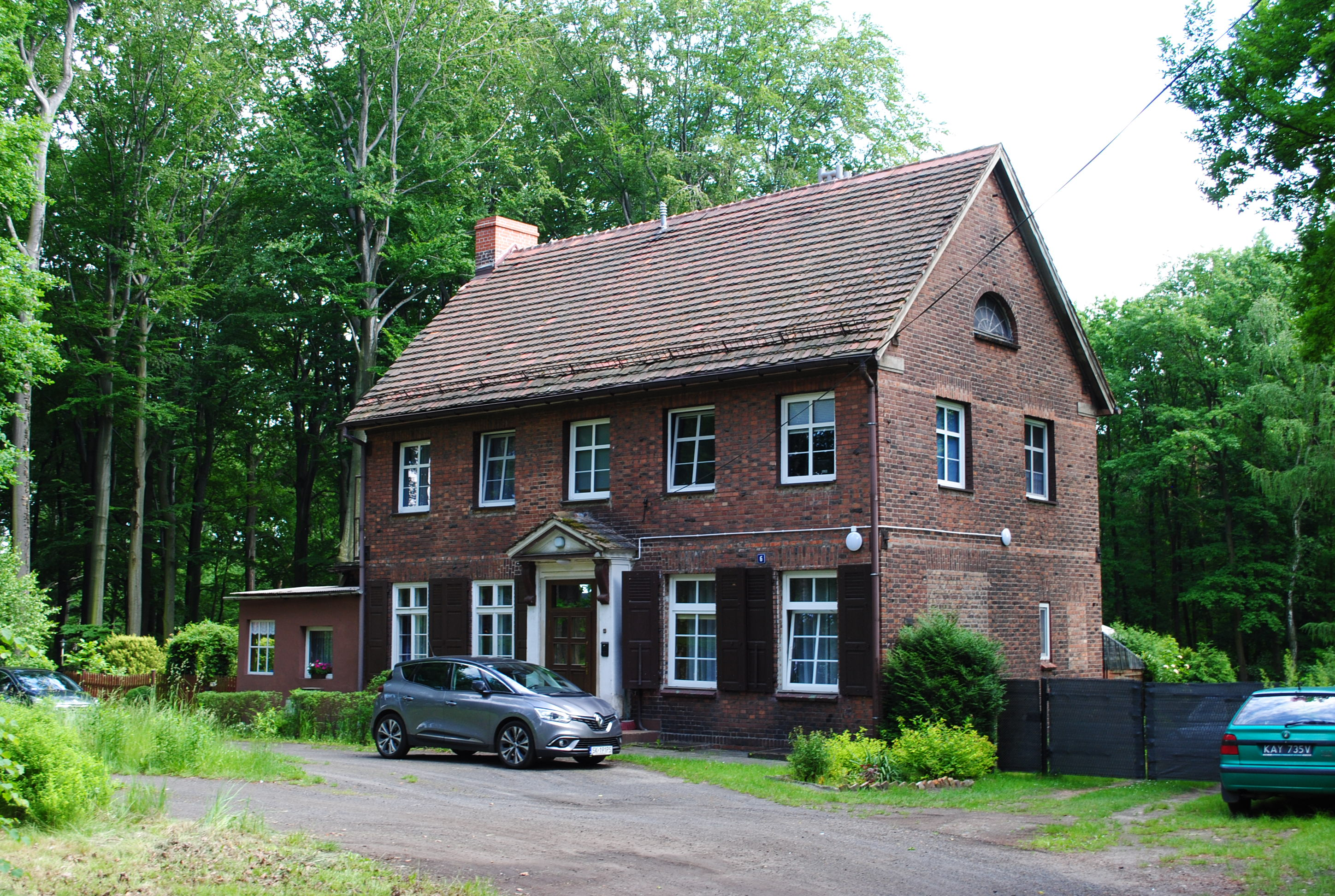
Kolonia amerykańska (ul. Górniczego Stanu 8)
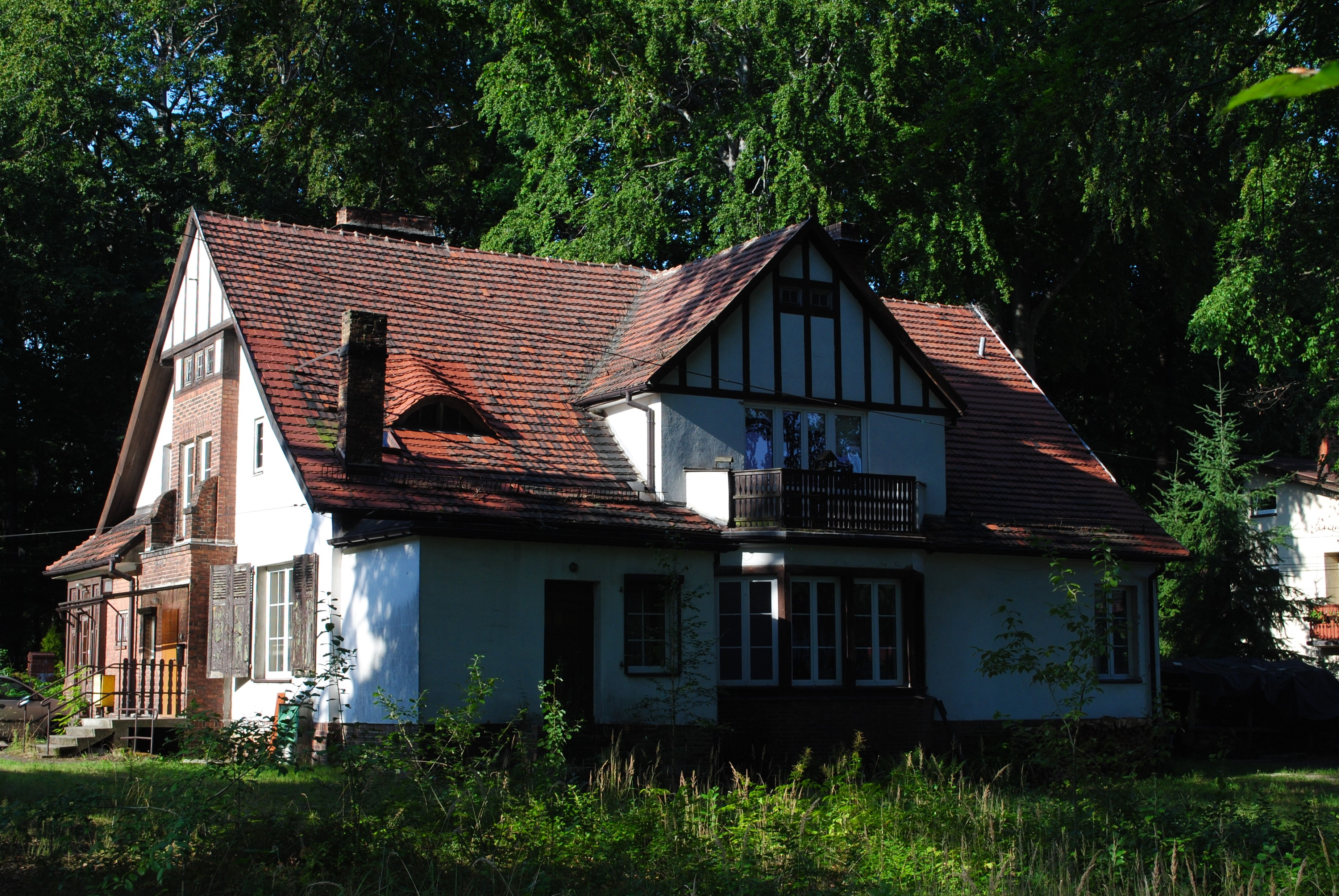
Kolonia amerykańska (ul. Górniczego Stanu 12)

Po II wojnie światowej nastąpił nowy rozdział w rozwoju Giszowca. Do 1951 roku Zakład Budowy Osiedli Robotniczych dla kopalni „Wieczorek” zrealizował nowe budynki mieszkaniowe przy wschodniej stronie Giszowca – wybudowano wówczas 31 budynków przy obecnych ulicach: Kosmicznej, Sputników i Pod Kasztanami. Architektonicznie budynki nawiązują do architektury sąsiedniej zabudowy z lat międzywojennych. Na przełomie lat 50. i 60. XX wieku powstały jednakowe budynki jednorodzinne przy ulicach Górniczego Stanu i Sosnowej. Dalsze zintensyfikowanie nastąpiło po 1959 roku, kiedy to w pobliżu osady otwarto kopalnię „Staszic”. Pierwsze większe budynki wielorodzinne zaczęto wznosić w latach 60. XX wieku w pobliżu kopalni, po północnej stronie ulicy Mysłowickiej i przy nowo wytyczonej ulicy Karliczka. Na początku powstawały niskie, dwukondygnacyjne bloki. W 1960 roku powstały budynki dla 48 rodzin, rok później oddano przy ulicy Mysłowickiej łącznie 64 mieszkania, a w roku uruchomienia kopalni „Staszic” 51 mieszkań. Budynki te miały liczne usterki. Nowi mieszkańcy natomiast zadbali o przestrzeń publiczną wokół nowych budynków – zasadzono drzewa i krzewy, rozplanowano zieleńce, a także powstały ławki, huśtawki i piaskownice dla dzieci, wybudowano nowe chodniki z płyt betonowych i żużla oraz założono oświetlenie. W późniejszym czasie zrezygnowano z niskiej zabudowy, która wówczas harmonizowała z zabytkową częścią. W efekcie przy ulicy Karliczka i ulicy Pszczyńskiej w II połowie lat 60. XX wieku zaczęły powstawać pierwsze dziesięciopiętrowe budynki, a wraz z nimi wybudowano przedszkole, szkołę podstawową, placówkę medyczną oraz pawilony handlowe. Czterooddziałowe przedszkole oddano do użytku w 1967 roku, a rok później 15-oddziałową szkołę podstawową wraz z salami specjalistycznymi i salą gimnastyczną. Dla nauczycieli powstał dom nauczyciela, a kilka lat później powstała jeszcze jedna szkoła. Wokół nowych domów mieszkalnych powstały drogi dojazdowe, parkingi, oświetlenie i elementy małej architektury. Domy podłączono do mediów, a także wybudowano biologiczno-mechaniczną oczyszczalnię ścieków. Dotychczasowe możliwości rozbudowy Giszowca w północnej części dzielnicy wyczerpały się w połowie lat 70. XX wieku. Do 1974 roku powstały spółdzielcze i zakładowe domy przy ulicach Karliczka i Mysłowickiej.

Budynki powstałe w latach 50. i 60. XX wieku
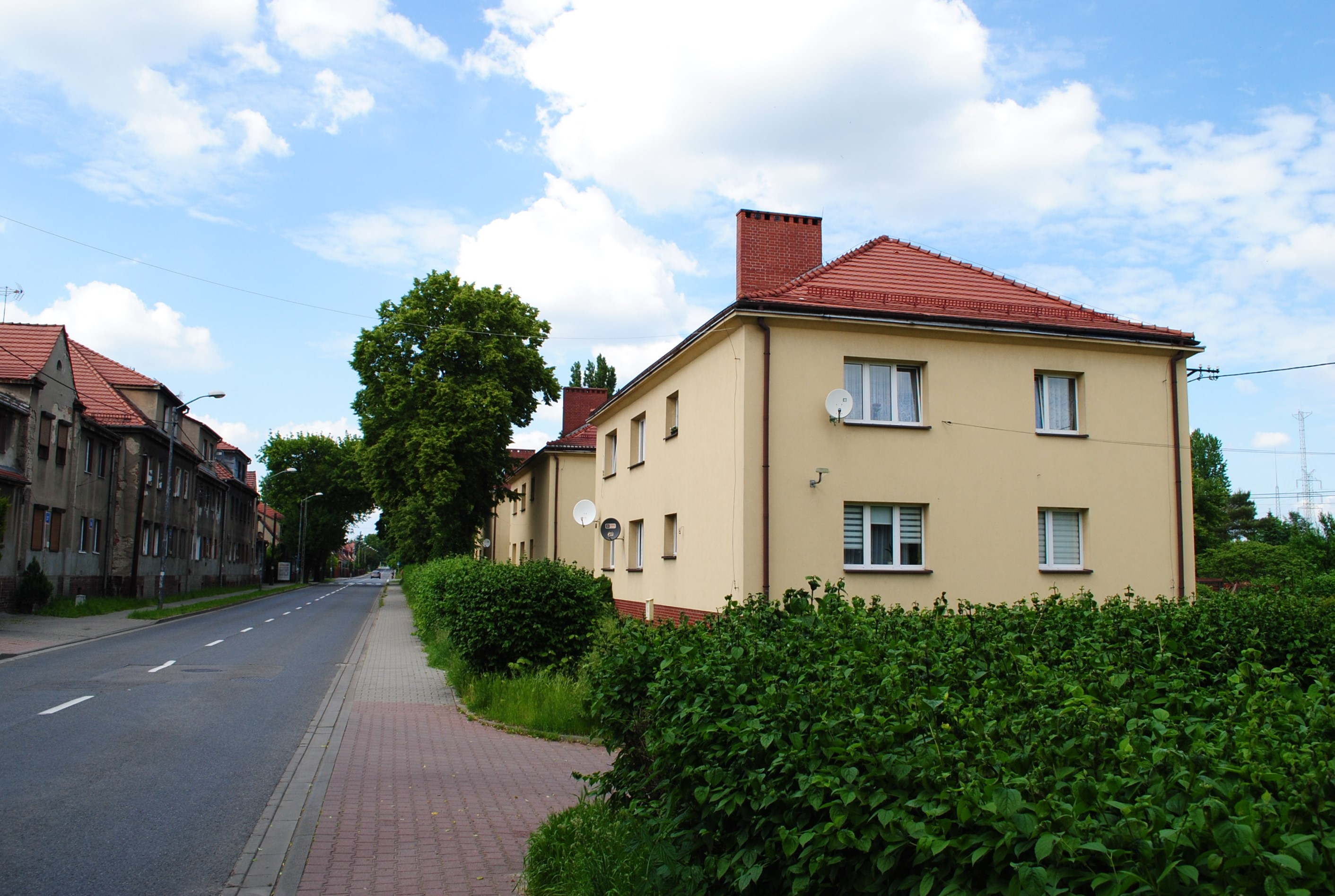
Budynki wybudowane przez ZBOR (ul. Kosmiczna)
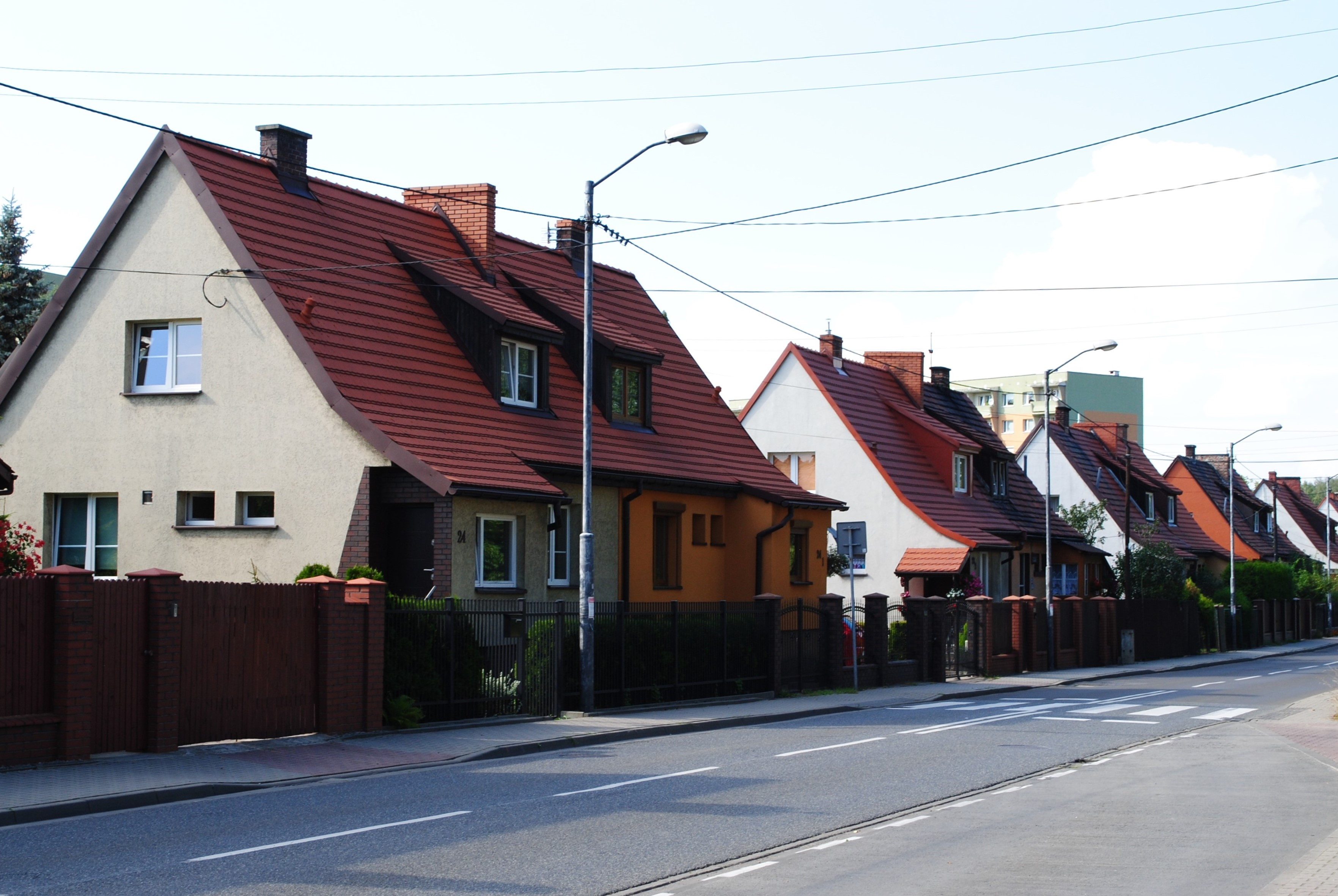
Budynki wybudowane przez ZBOR (ul. Kosmiczna)
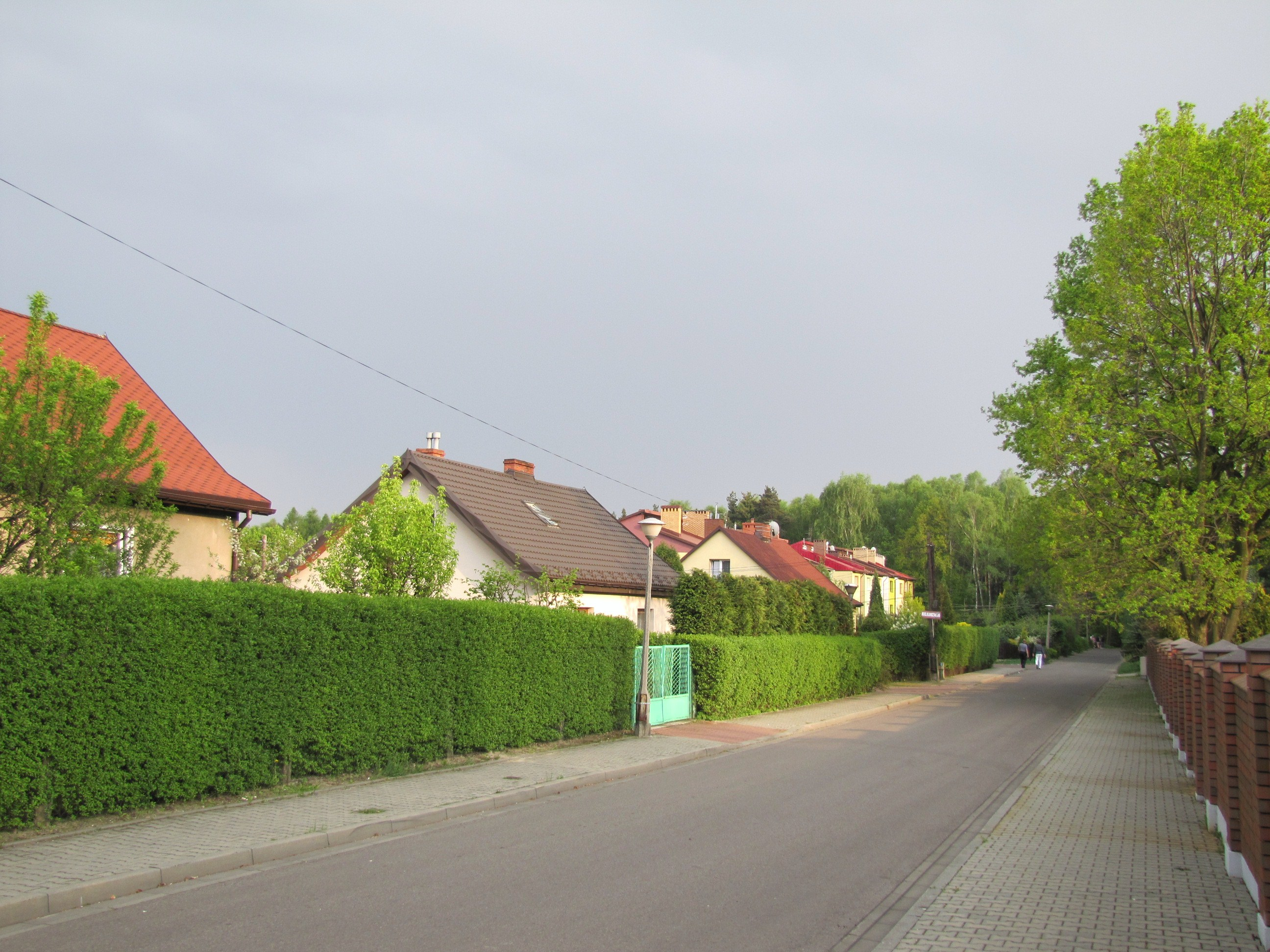
Ul. Barbórki
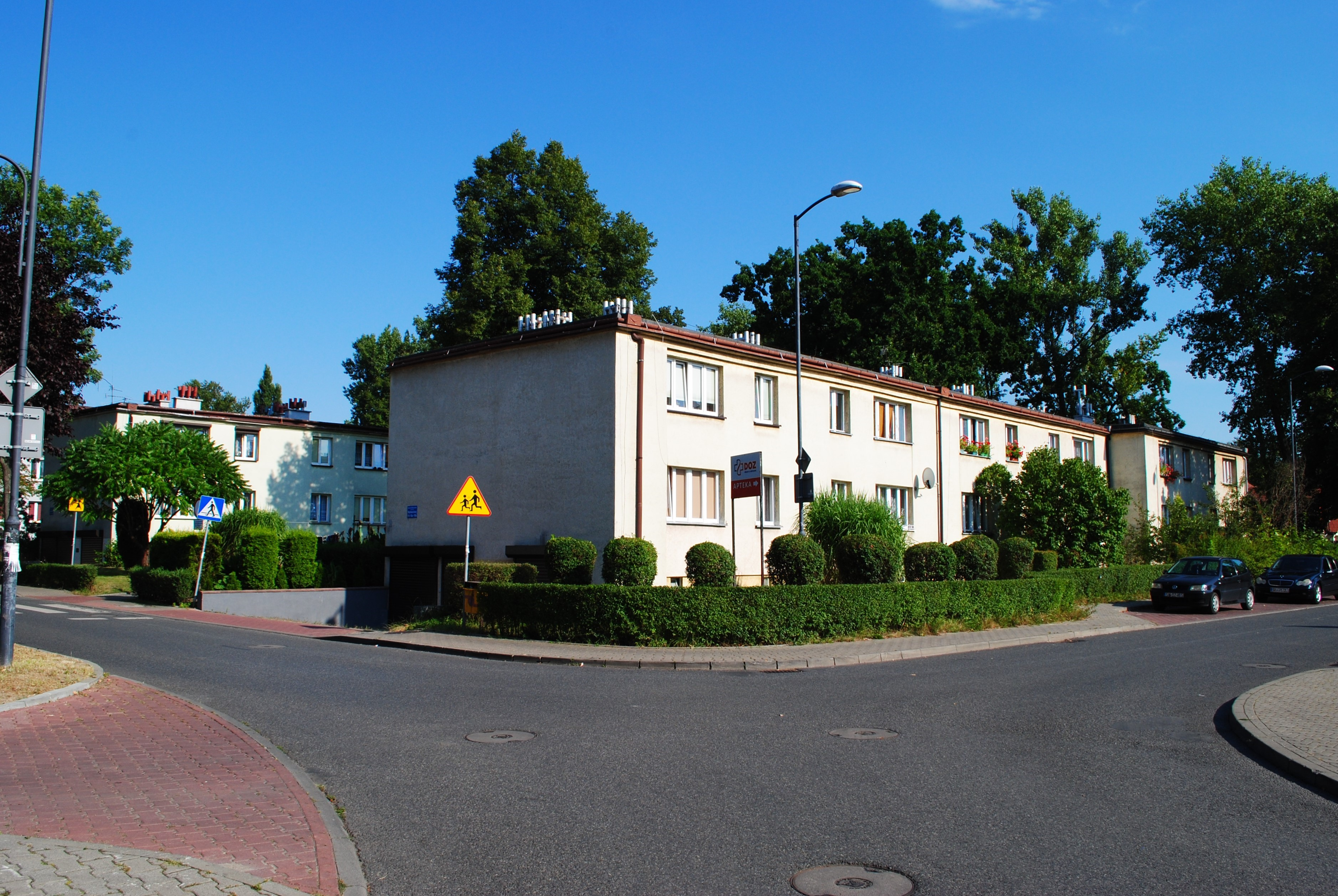
Ul. Mysłowicka / Karliczka
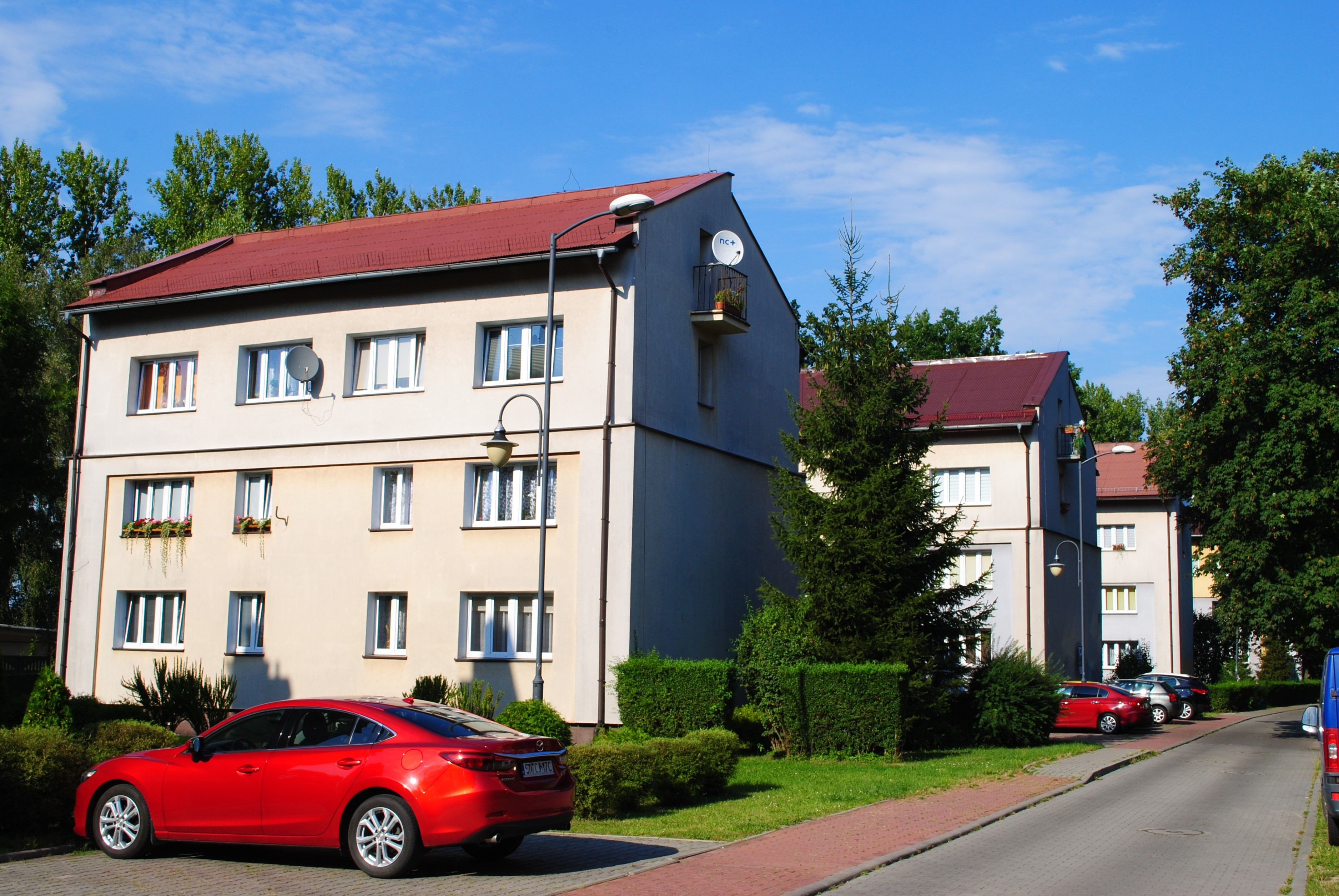
Ul. Karliczka

Potrzeby mieszkaniowe były dalej niewystarczające, gdyż zaspokajały je najwyżej w jednej trzeciej potrzeb kopalni „Staszic” na siłę roboczą, dlatego też w celu zapewnienia mieszkań coraz większej liczbie górników w październiku 1969 roku poinformowano o podjęciu decyzji na stopniowej likwidacji starej zabudowy Giszowca. Nowe osiedle było zaprojektowane na 22 440 mieszkańców, a powierzchnia osiedla miała wynosić 100 ha. Pierwsze wyburzenia rozpoczęto w IV kwartale 1969 roku. Na miejscu zabytkowych budynków w zachodniej i północno-wschodniej części starego osiedla stawiano osiedle złożone z wysokich 11-kondygnacyjnych wieżowców (ulice: Kolista, Mysłowicka, Wojciecha, Miła i Gościnna). W ramach I Jednostki Mieszkaniowej w latach 1975–1979 roku oddano łącznie do użytku 1697 mieszkań w nowych blokach przy ówczesnej ulicy Samoobrony (obecnie Wojciecha). W 1980 roku w ramach II Jednostki Mieszkaniowej wybudowano pierwsze bloki przy ówczesnej ulicy Ernsta Thälmanna (obecnie Młodzieżowa) i ulicy Agaty, w których mieściło się 236 mieszkań. Wyburzenia przerwano dopiero po decyzjach konserwatora zabytków z lat 1978 i 1987. Przed zagładą zdołano uratować jedynie 1/3 osiedla. Dalszą rozbudowę prowadzono w południowej części dzielnicy – w latach 1981–1983 w ramach III Jednostki Mieszkaniowej postawiono bloki przy ulicy Adama (powstało wówczas osiedle Adama), a także domy jednorodzinne przy ulicy Sosnowej. Wraz ze zmianą zabudowy po II wojnie światowej władze komunistyczne zmieniły nazwę całej dzielnicy – w latach 1979–1990 Giszowiec nosił nazwę Osiedle Stanisława Staszica. Według danych z listopada 1983 roku na osiedlu im. Stanisława Staszica znajdowało się 5 budynków w zarządzie kopalni „Staszic”, w których były 662 mieszkania, a w administracji Katowickiej Spółdzielni Mieszkaniowej było 28 budynków z 627 mieszkaniami.

Budynki powstałe w latach 70. i 80. XX wieku
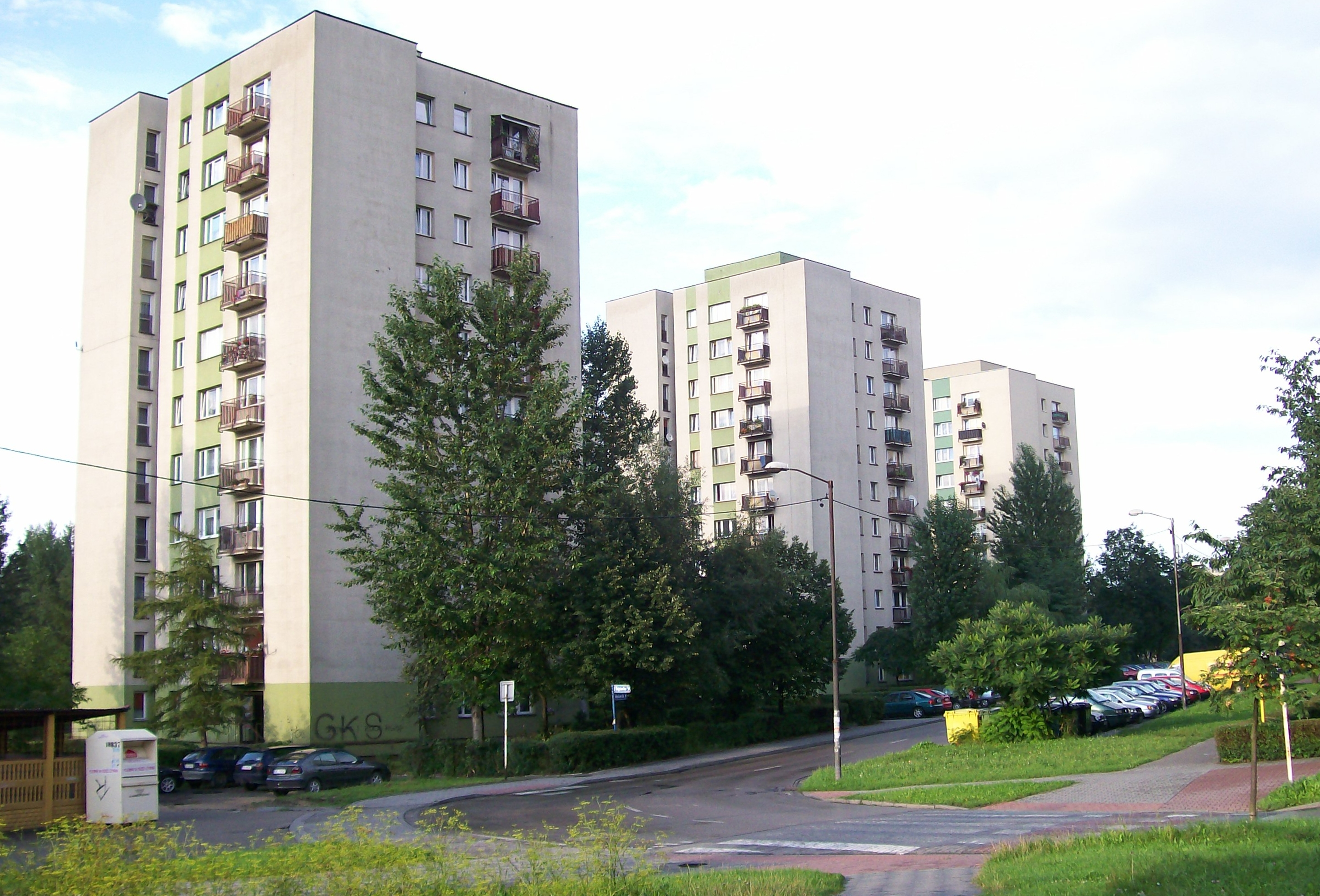
Ul. Mysłowicka 3, 5 i 9
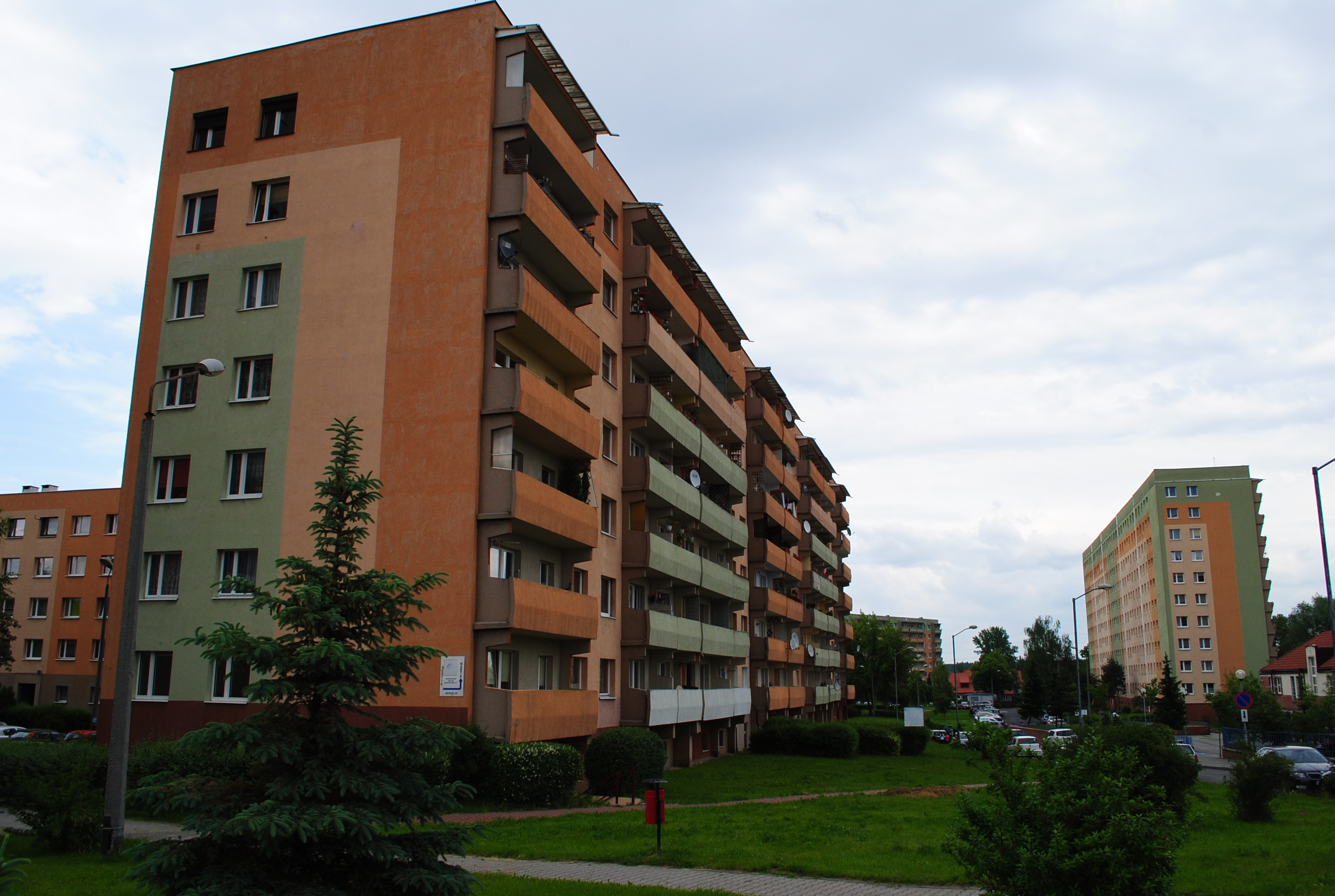
Ul. Miła
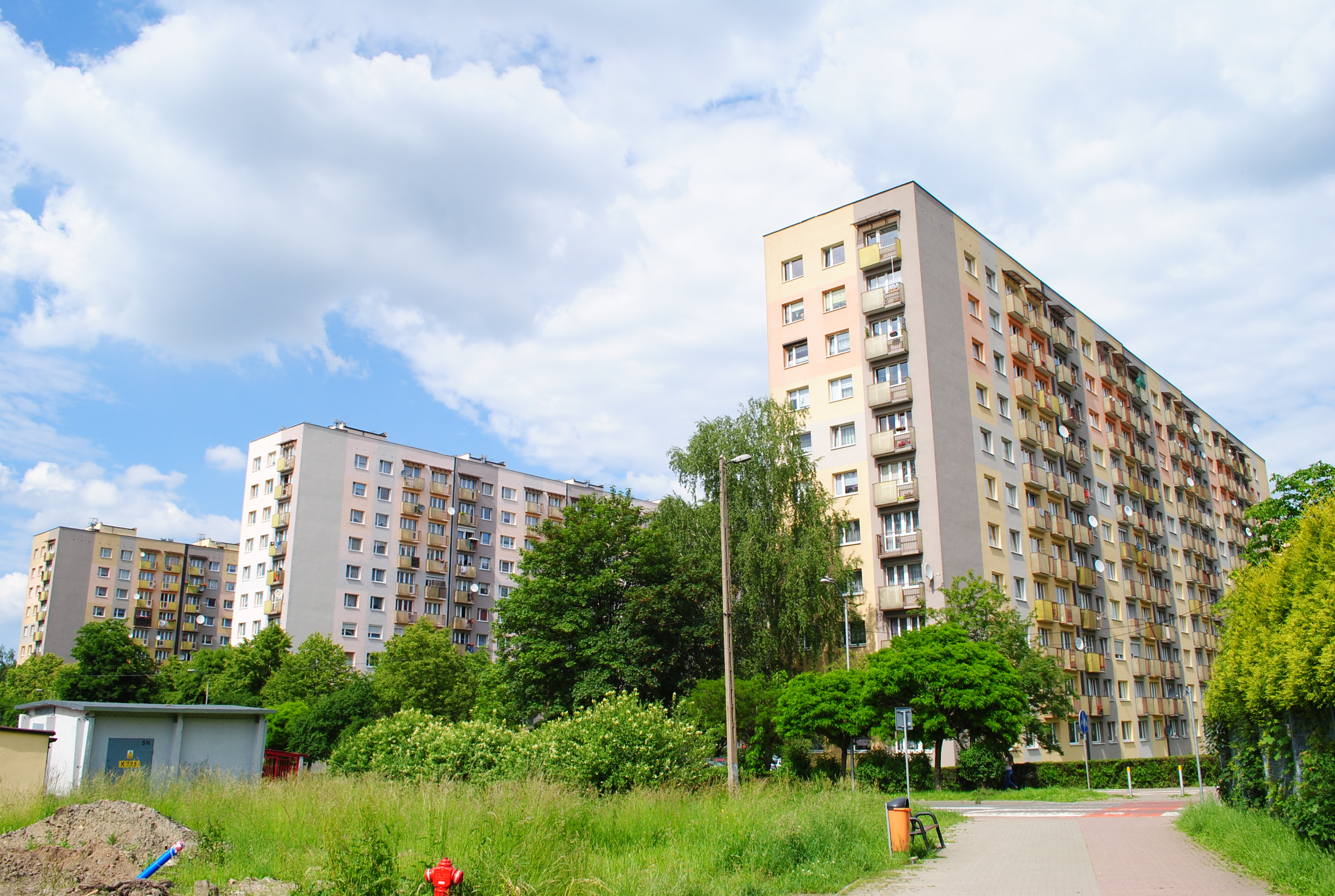
Ul. Wojciecha
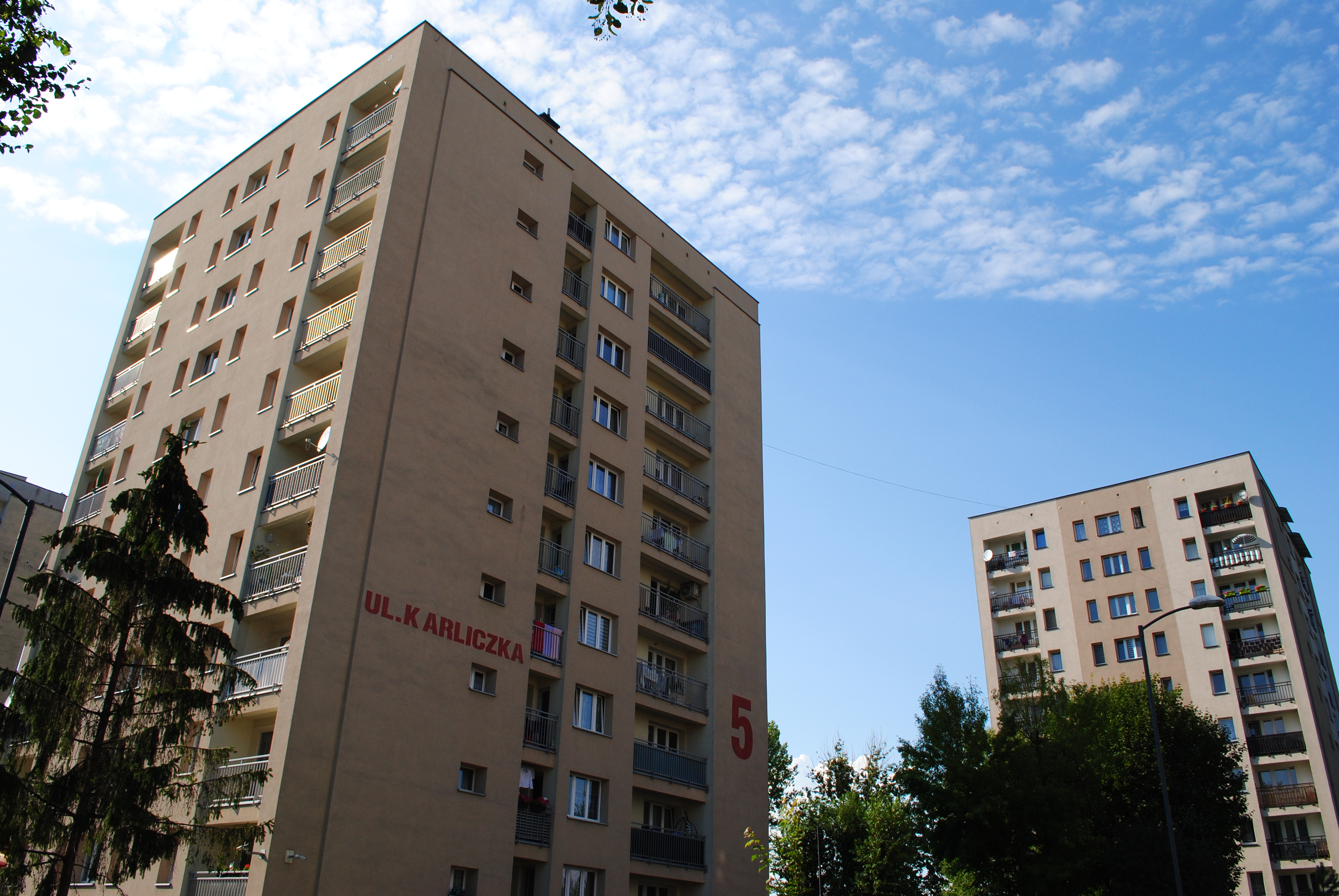
Ul. Karliczka
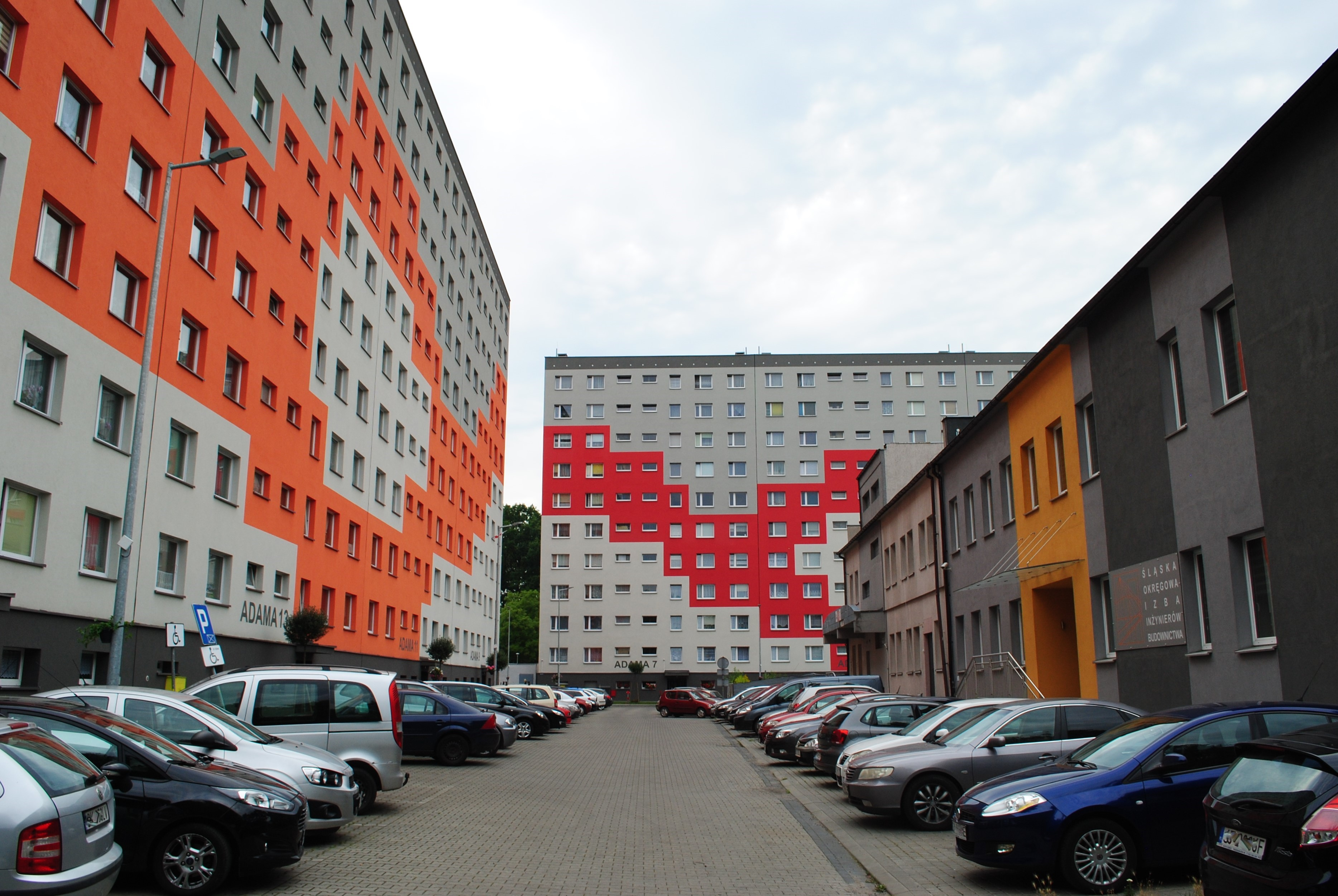
Ul. Adama (fragment osiedla Adama)

W latach 2003–2004 w bezpośrednim sąsiedztwie osiedla Neubau, w obrębie ulic: Pod Kasztanami, Kosmicznej, Działkowej i Górniczego Stanu, Katowickie Towarzystwo Budownictwa Społecznego wybudowało nowe osiedle – Kasztany. Wzniesiono łącznie 9 domów dla 200 rodzin oraz 2 lokale użytkowe i garaże. Zabudowa nowego osiedla, szczególnie jej wielkość, kształt czy pokrycie dachów nawiązuje do sąsiadującej zabytkowej części Giszowca. Na parterze każdego z dziewięciu budynków jedno mieszkanie dostosowane zostało dla osób niepełnosprawnych poruszających się na wózkach inwalidzkich. Wewnątrz osiedla wybudowano plac zabaw dla dzieci oraz boisko i wyznaczono pas zieleni. Powstały też drogi przeznaczone jedynie dla ruchu pieszego i rowerowego.
Kolejnym etapem inwestycji Katowickiego Towarzystwa Budownictwa Społecznego było wybudowano w latach 2017–2019 Osiedla Pod Kasztanami, znajdującego się przy skrzyżowaniu ul. Górniczego Stanu i Pod Kasztanami. Składa się ono z czterech budynków zawierających łącznie 24 mieszkania, architektonicznie również nawiązujących do zabudowy zabytkowej części Giszowca. Mieszkania te mają dostęp do przydomowego ogródka, a całe osiedle wyposażone jest w miejsca parkingowe oraz plac zabaw. W lutym 2023 roku ukończono budowę osiedla Przyjazny Zakątek, zrealizowanego w rejonie ulic Przyjaznej i Działkowej przez katowicki TBS. Składa się ono z czterech budynków wzorowanych na historycznej zabudowie Giszowca, w których mieści się 16 dwupoziomowych mieszkań z ogródkiem, garażem i miejscem parkingowym.

Budynki powstałe po roku 1989
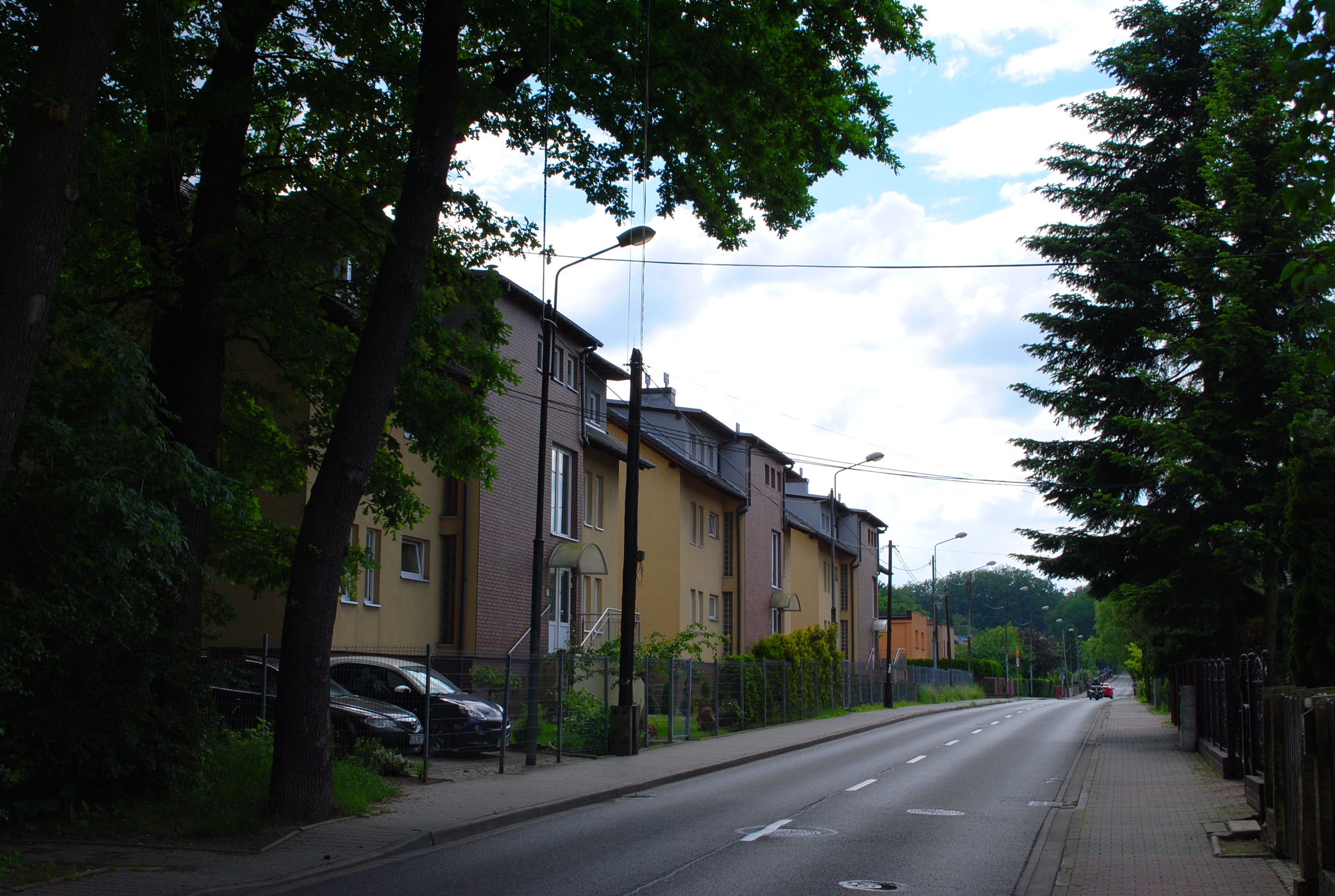
Ul. Górniczego Stanu 44, 46, i 48
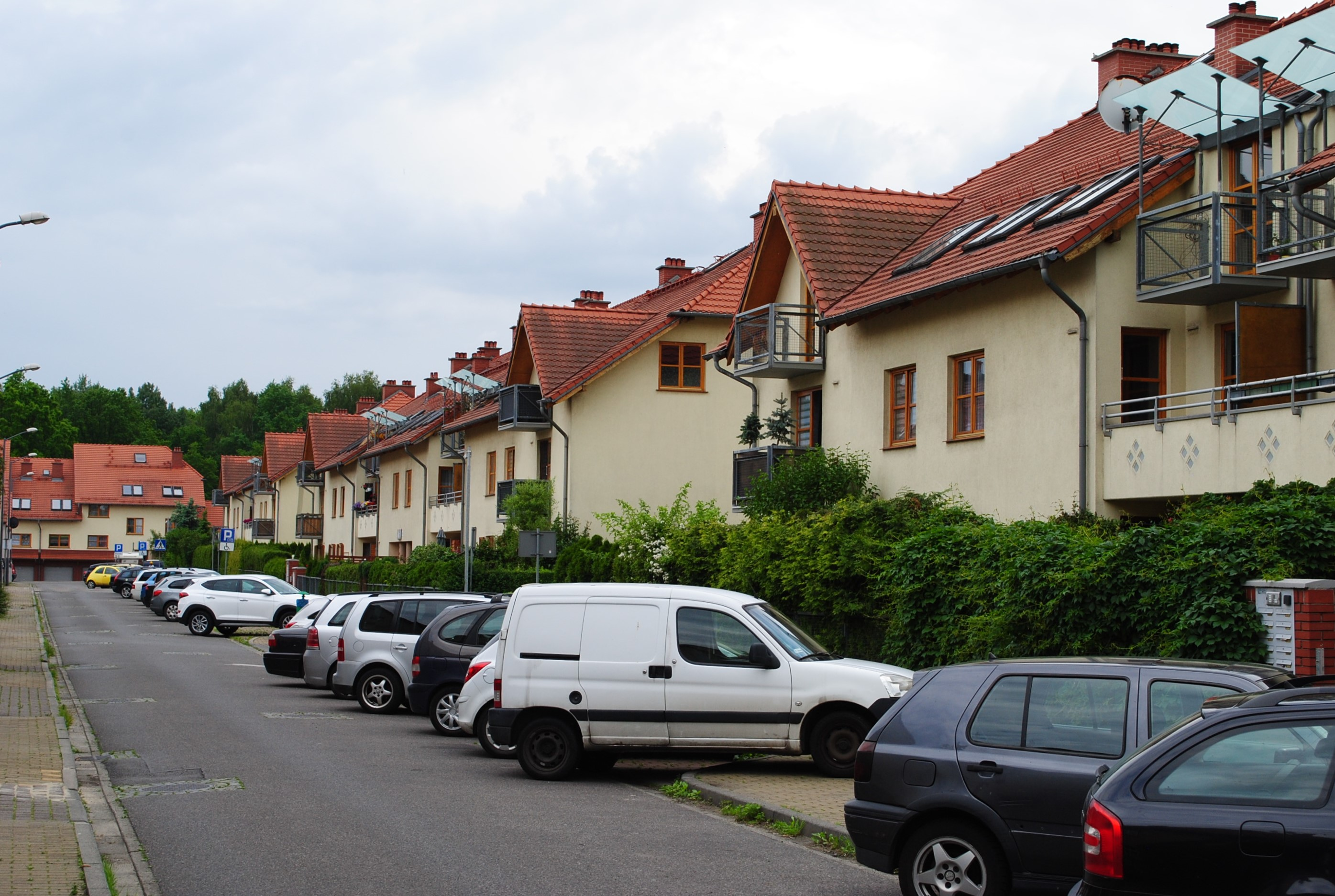
Osiedle Kasztany (ul. Pod Kasztanami)
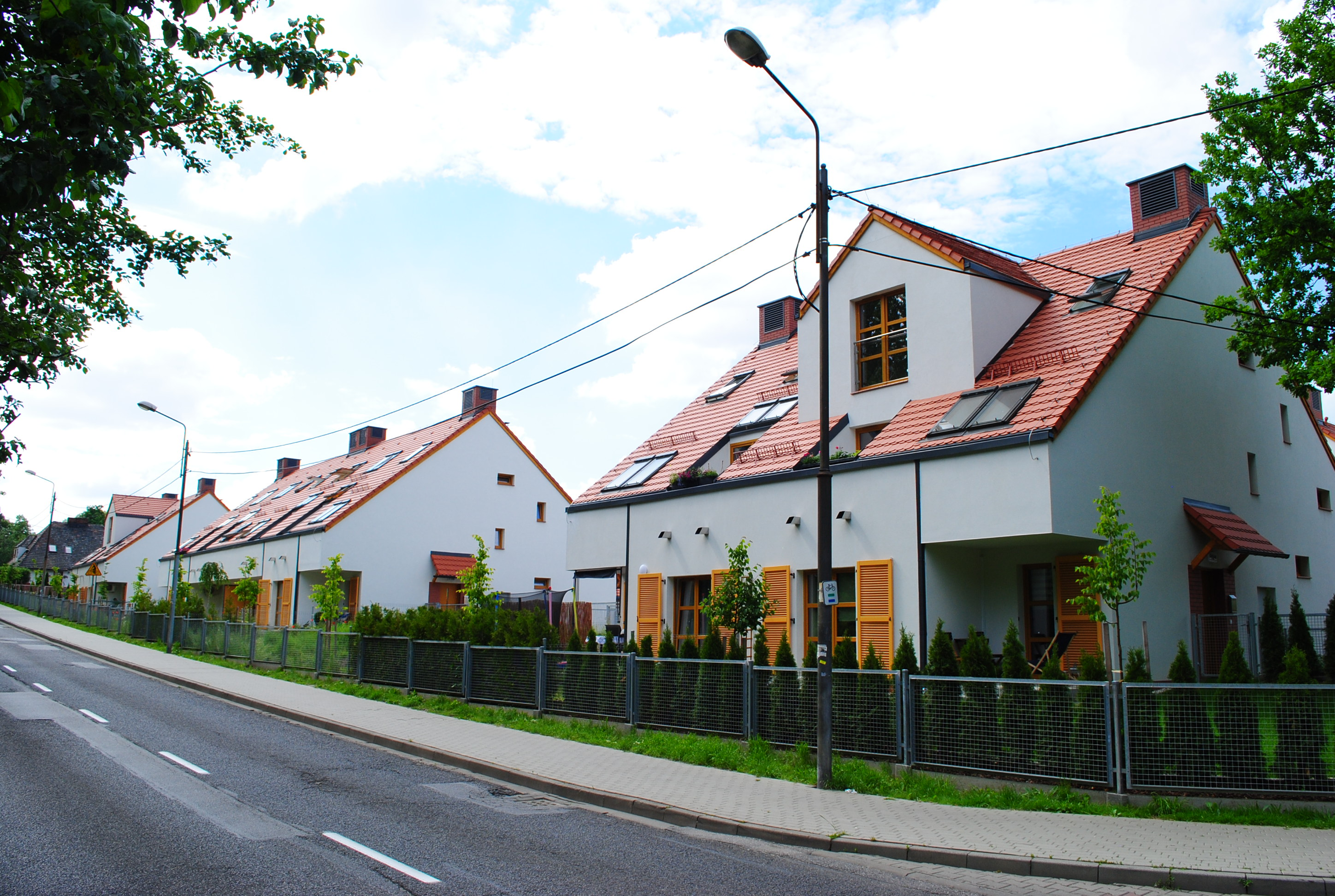
Osiedle Pod Kasztanami (ul. Górniczego Stanu)

### Zabytki

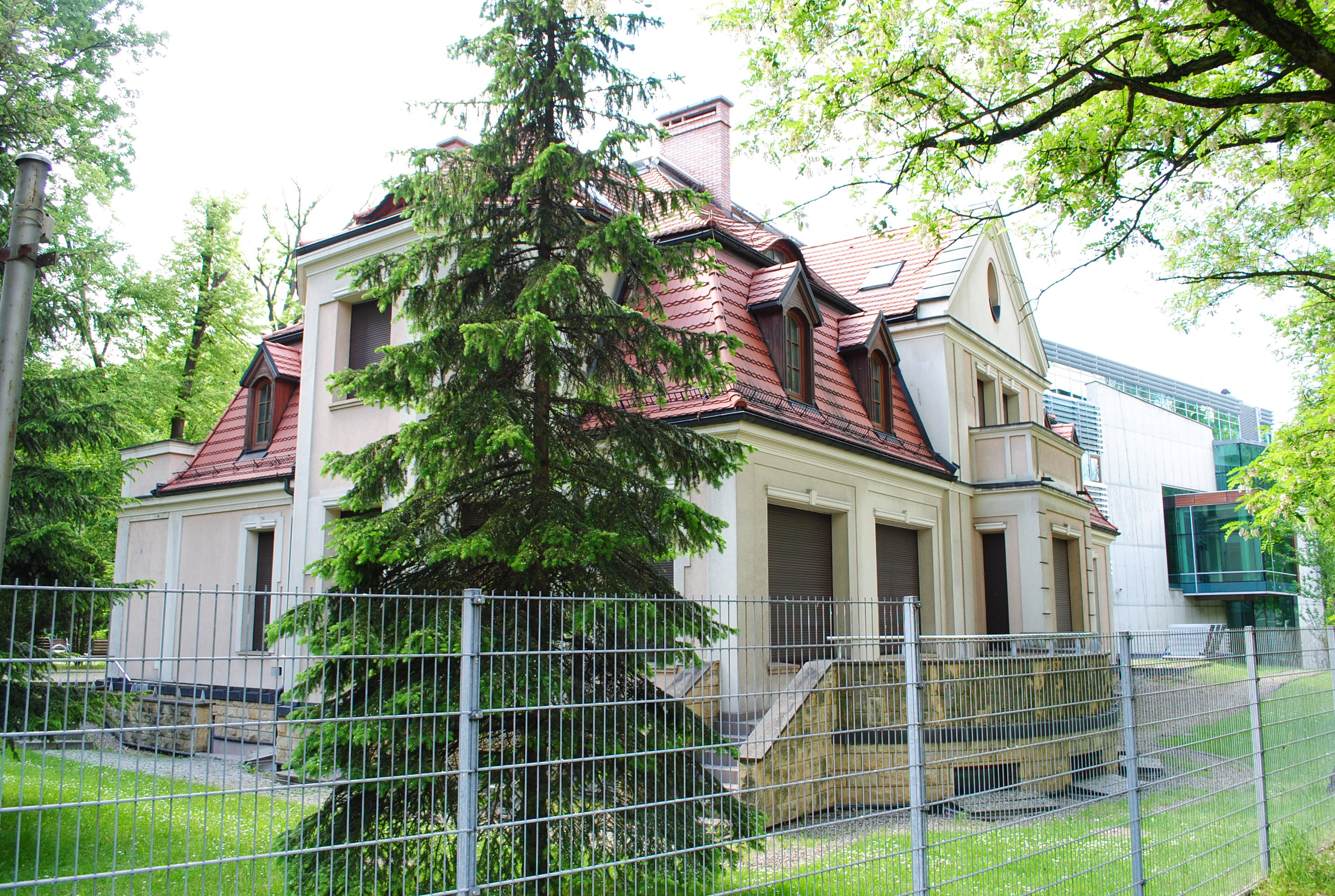
Willa dyrektora kopalni Giesche przy ulicy Pszczyńskiej 10

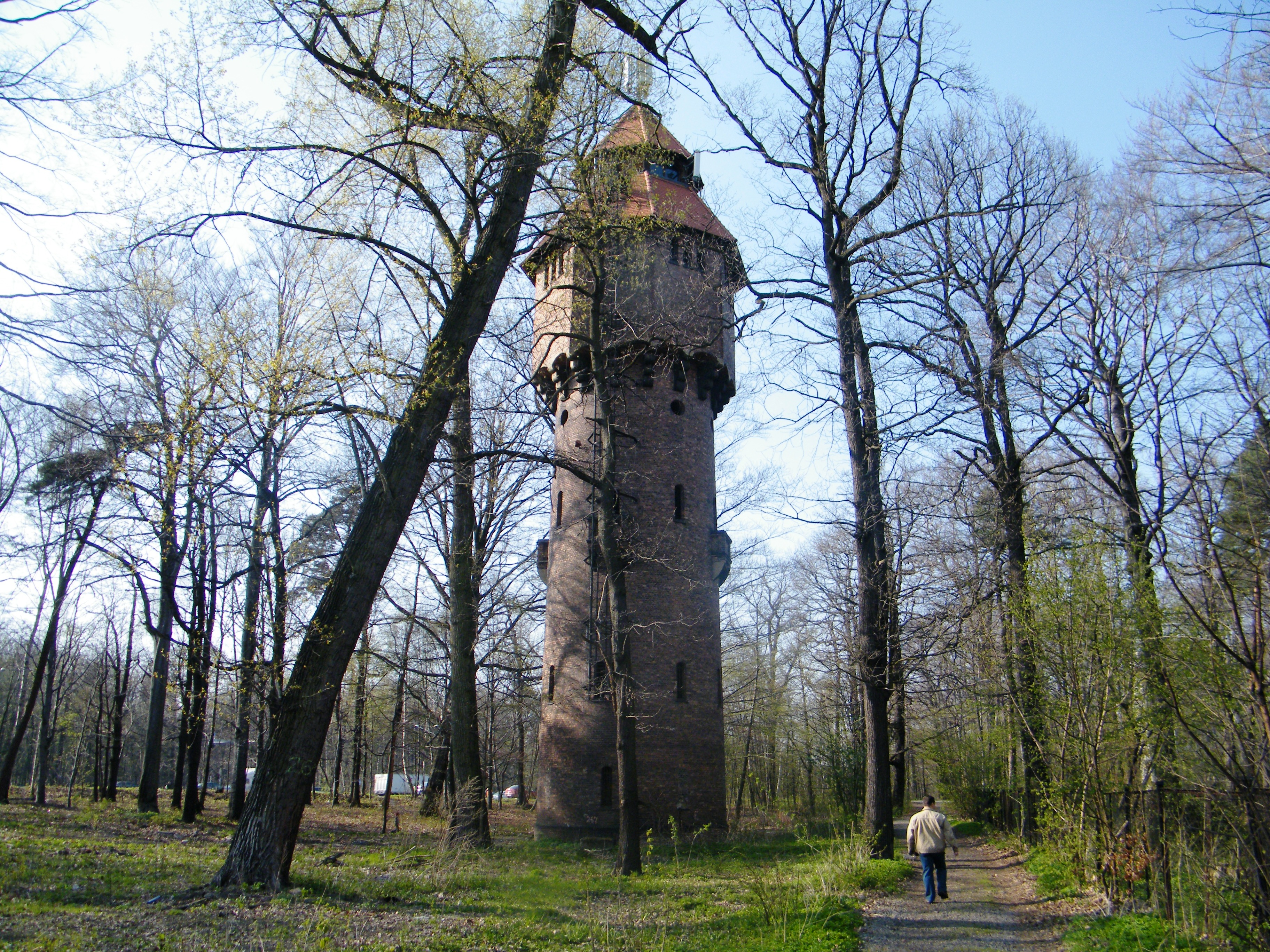
Wieża ciśnień przy ul. Pszczyńskiej

Na obszarze dzielnicy Giszowiec znajdują się liczne obiekty wpisane do rejestru zabytków nieruchomych. Spośród nich do rejestru wpisane są następujące z nich:
- Nr A/1229/78 z 18 sierpnia 1978 roku:
Fragment osiedla robotniczego Giszowiec (oraz 43 domy wpisane do rejestru indywidualnie[263]) wybudowane w latach 1907–1914 według projektu architektów Emila i Georga Zillmannów. Rozbudowane w latach 1920–1924. Budynki w stylu modernizmu będące przykładem realizacji idei miast ogrodów. Osiedle wpisane do rejestru razem z rynkiem, szkołą, budynkiem administracyjnym (obecnie nieistniejący), nadleśnictwem (obecnie przedszkole), parkiem centralnym z gospodą, kompleksem budynków łaźni i pralni, zespołem domów noclegowych z kantyną, pocztą oraz ośmioma kwartałami zabudowy mieszkaniowej. Granice ochrony obejmują układ urbanistyczny wraz z istniejącą zabudową i zielenią zorganizowaną, zawartą między ulicami: Mysłowicką, zachodnią pierzeją placu Pod Lipami (wzdłuż granic działek przy ulicy Młodzieżowej), wzdłuż placu Pod Lipami, ulicą Barbórki, ulicami: Górniczego Stanu, Wesołowską i Przyjazną, do ulicy Działkowej z obustronną zabudową i zewnętrznymi obrzeżami parku ulicą Gościnną[262][263].
- Nr A/1348/87 z 23 czerwca 1987 roku:
Wybudowana w latach 1907–1940 według projektu architektów Zillmannów oraz Biura Budowlanego kopalni „Giesche” – tzw. nowa zabudowa (Neubau), a także anonima zatrudnionego przez SACO – tzw. kolonia amerykańska. Zabudowa prezentuje styl modernistyczny z elementami romantycznymi i klasycyzującymi oraz neobarokowymi i secesyjnymi. Chroniony jest fragment osiedla robotniczego Giszowiec, jego układ urbanistyczny wraz z istniejącą zabudową i zielenią usytuowaną w południowo-zachodniej części zespołu tzw. kolonii amerykańskiej – przy ulicy Górniczego Stanu[263][262].
- Nr A/1290/82 z 20 maja 1982 roku:
Modernistyczny budynek mieszkalno-handlowy (kosum) z pierwszej ćwierćwieczy XX wieku przy placu Pod Lipami 7–10[263].
- Nr: A/1628/96 z 29 marca 1996 roku; A/660/2020 z 2 czerwca 2020 roku:
Willa dyrektora kopalni „Giesche” wzniesiona w latach 1907–1910 według projektu Zillmannów w stylu modernizmu przy ulicy Pszczyńskiej 10[263].
- Nr A/14172/90 29 października 1990 roku:
Wieża wodna wzniesiona w 1908 roku, historyzująca z elementami neomanieryzmu przy ulicy Pszczyńskiej.

### Pomniki i tablice pamiątkowe

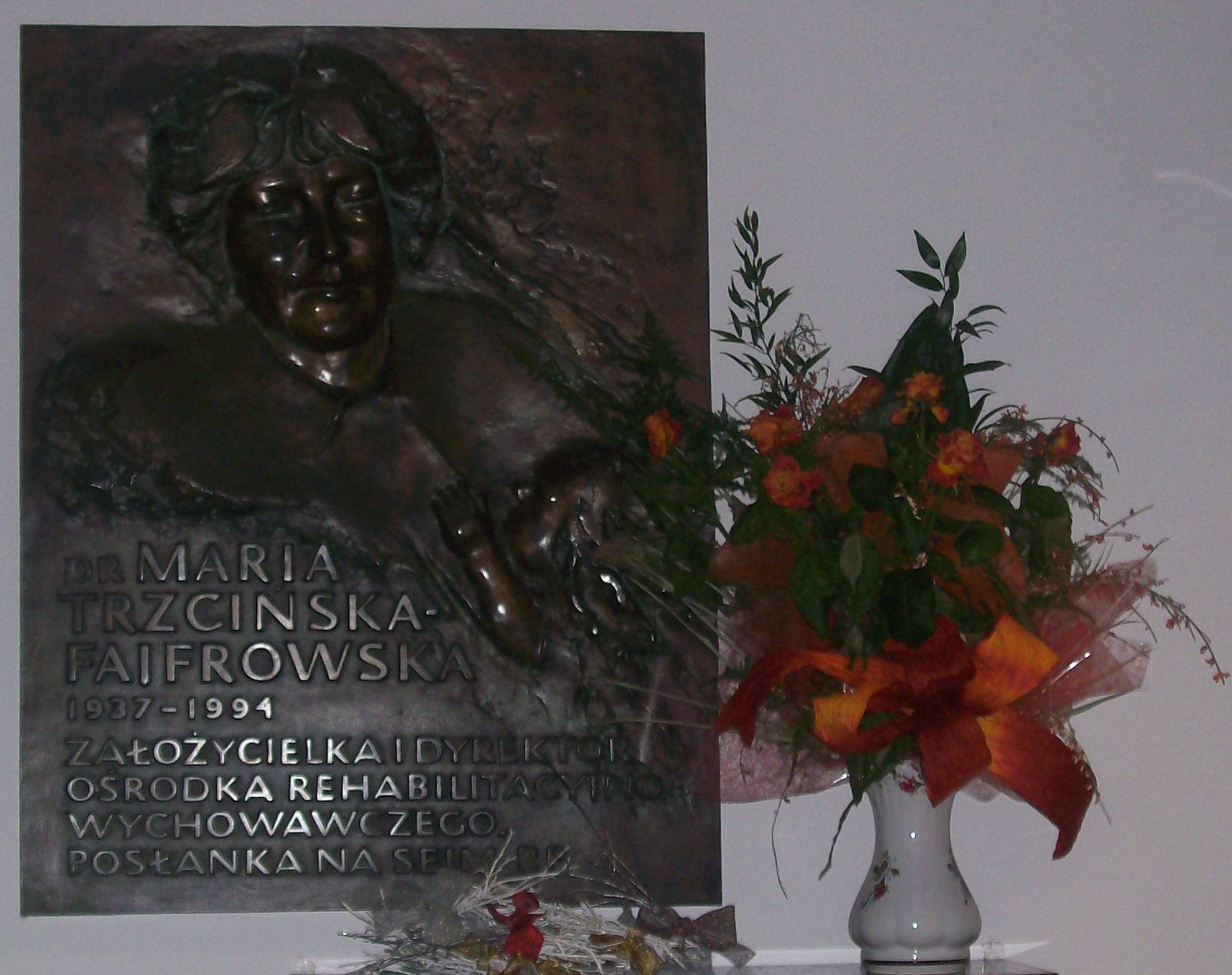
Tablica upamiętniająca Marię Trzcińską-Fajfrowską

Na terenie Giszowca znajdują się następujące pomniki i tablice pamiątkowe:
- Pomnik ku czci poległych w powstaniach śląskich i zamordowanych w obozach hitlerowskich w okresie II wojny światowej[264],
- Tablica upamiętniająca Marię Trzcińską-Fajfrowską – założycielkę Domu Specjalnej Troski w Giszowcu[264],
- Tablica upamiętniająca żołnierzy Okręgu Śląskiego Armii Krajowej pomordowanych w więzieniach i obozach oraz poległych w giszowieckich lasach w kwietniu 1944 roku[264],
- Popiersie Anthona Uthemanna – inicjatora powstania Giszowca[265].

### Zagospodarowanie przestrzenne
Giszowiec wraz z Nikiszowcem w strukturze przestrzennej Katowic są jednostkami osadniczymi położonymi w paśmie południowo-wschodnim i powstałymi w ramach budowy osiedli patronackich związanych z kopalnią „Giesche” („Wieczorek”), a sam Giszowiec był dodatkowo silnie rozbudowany w latach 60. i 70. XX wieku. Pod względem udziału powierzchni zabudowanej w powierzchni terenu Giszowiec plasuje się w pobliżu średniej dla całych Katowic (21% w Giszowcu; dla całych Katowic udział wynosi 23%). Średnia ważona liczby kondygnacji budynków w Giszowcu wynosiła w 2007 roku 1,90. Spośród osiedli wybudowanych od lat 60. do lat 80. XX wieku osiedle Adama na tle Katowic charakteryzuje się najwyższą intensywnością zabudowy.
Giszowiec pod względem struktury użytkowania terenu charakteryzuje się drugą największą pod względem udziału lasów dzielnicą w Katowicach (blisko 70% powierzchni dzielnicy; w Murckach 86%). Ponadto, pod względem zabudowy mieszkaniowej jednorodzinnej, poza dzielnicami zachodnimi i południowymi jest jedyną, której łączna powierzchnia jest większa niż 25 ha. Sporą powierzchnię Giszowca zajmują też tereny produkcyjno-usługowe (50–100 ha). Ogółem, w strukturze funkcjonano-przestrzennej Giszowca dominują lasy o łącznej powierzchni 834,2 ha. Poza tym największy obszar zajmują: tereny produkcyjno-usługowe zakładów przemysłowych, infrastruktury technicznej i zaplecza komunalnego (69,1 ha), tereny mieszkaniowe o wysokiej (59,3 ha) i niskiej (48,3 ha) intensywności zabudowy, tereny użytków (29,8 ha), ukształtowane tereny mieszanych funkcji gospodarczych z przewagą handlu, magazynów i nieuciążliwych zakładów produkcyjnych (15,2 ha), tereny kolei (14,6 ha) oraz tereny zieleni urządzonej (11,3 ha).

## Oświata

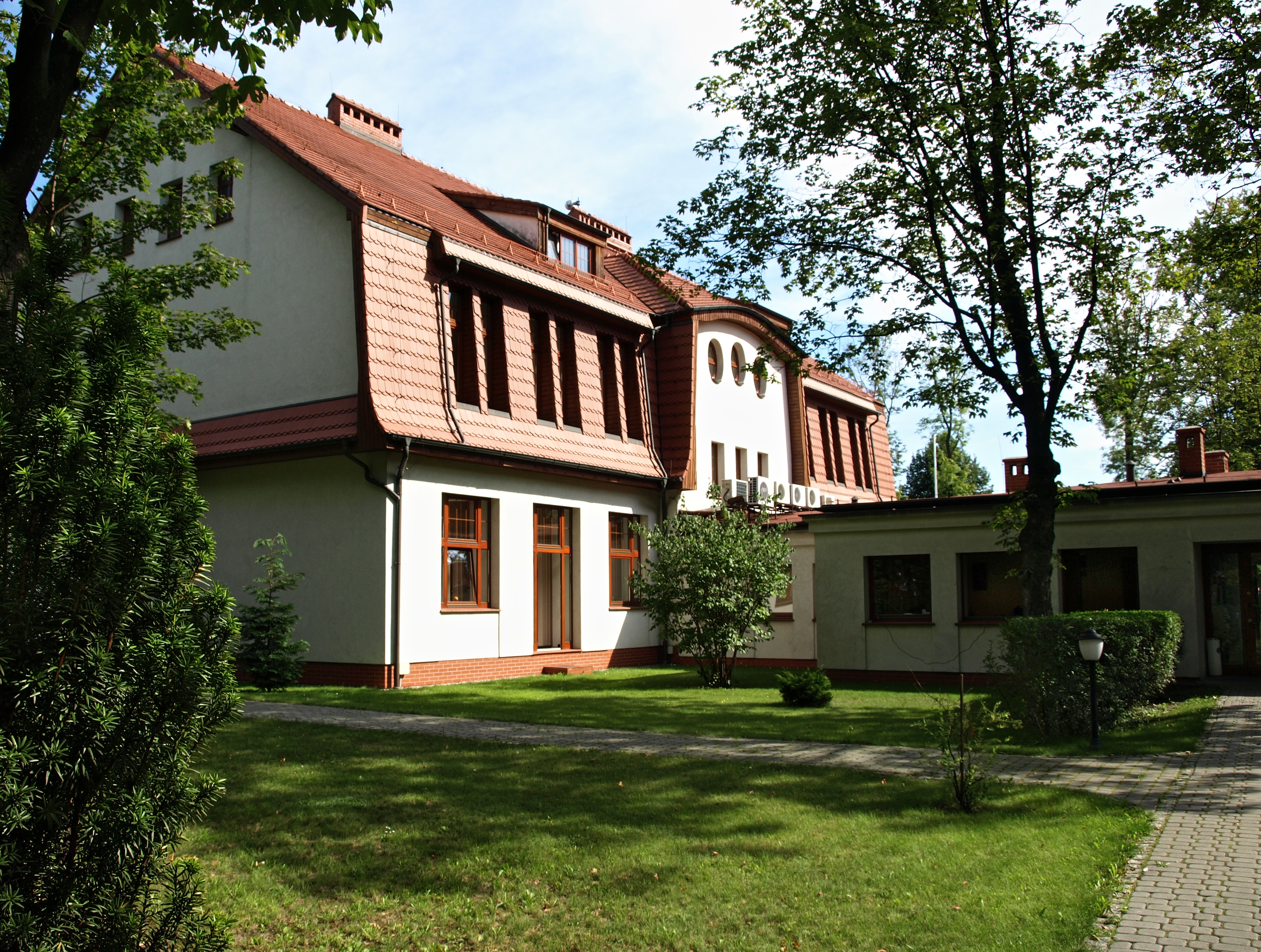
Budynek starej szkoły przy placu Pod Lipami 5

Pierwsza szkoła w Giszowcu rozpoczęła swoją działalność 19 października 1908 roku w budynku przy placu Pod Lipami. Była to katolicka szkoła powszechna – wówczas rozpoczęło naukę w jednym budynku 55 uczniów pod opieką dwóch nauczycieli. Pozostałe dwa budynki oddano do użytku w 1913 roku. Wówczas w dwóch budynkach zorganizowano 4 oddziały, a w trzecim 8 oddziałów. W 1910 roku powstała szkoła gospodarstwa domowego, a rok później rozpoczęto nauczanie w rzemieślniczej szkole dokształcającej. W dniu 1 kwietnia 1917 roku rozpoczęto naukę w wybudowanej przy obecnej ulicy Działkowej szkole ewangelickiej, a na parterze budynku zorganizowano salę przeznaczoną na cele kultu religijnego. Do 1922 roku zajęcia odbywały się jedynie w języku niemieckim, a młodzież wychowywano w duchu pruskim. Po przyłączeniu Giszowca do Polski w 1922 roku w budynkach tych znalazła się szkoła polska – patronem szkoły został św. Stanisław Kostka. W latach międzywojennych działała również szkoła dla dzieci niemieckich. W 1923 roku do polskiej szkoły w Giszowcu uczęszczało 863 uczniów, do niemieckiej 322. Dnia 4 lutego 1926 roku w budynku dawnej szkoły ewangelickiej zorganizowano ochronkę (przedszkole), które przeniesiono w późniejszym czasie do szkoły powszechnej. W 1928 roku do szkoły polskiej uczęszczało około 700 uczniów, natomiast do szkoły niemieckiej 170 uczniów. Na początku października 1935 roku szkołę polską podzielono na dwie placówki – powołano wówczas Szkołę Powszechną nr 6 im. św. Stanisława Kostki (szkoła męska) i Szkołę Powszechną nr 7 (żeńska). W 1937 roku zlikwidowano szkołę ewangelicką – do likwidacji istniały w tej szkole dwa oddziały: polski i niemiecki. W 1939 roku do polskiej szkoły uczęszczało 336 uczniów.

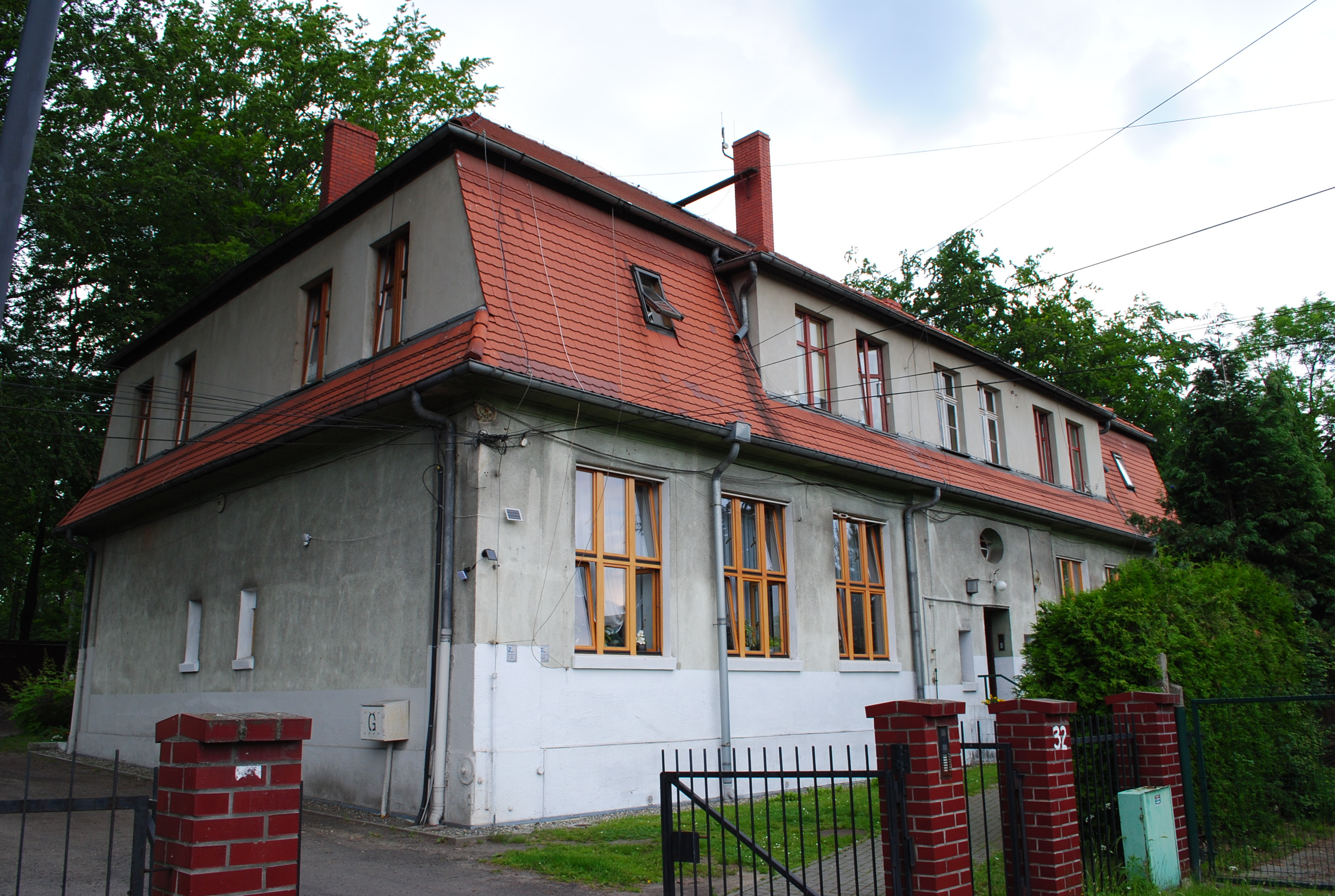
Budynek dawnej szkoły ewangelickiej przy ulicy Działkowej

Jesienią 1939 roku, w czasach okupacji niemieckiej Giszowca zlikwidowano polskie szkolnictwo. Niemiecką szkołę otwarto 1 lutego 1940 roku. Nadano jej imię Hermanna Göringa. Kierownikiem, a później rektorem szkoły został pochodzący z Dolnego Śląska Robert Porrmann. W dniu inauguracji zapisano do niej 70 dzieci, 9 kwietnia było już ich 580. W styczniu 1945 roku niemieccy nauczyciele opuścili Giszowiec.
Po II wojnie światowej, pod koniec lutego 1945 roku wznowiła działalność szkoła polska, która nosiła wówczas numer 5. W 1946 roku do szkoły uczęszczało 579 uczniów. Po przyłączeniu Giszowca do Szopienic zmieniono numer szkoły na 16, a w 1959 roku patrona szkoły na Marię Konopnicką. Po włączeniu do Katowic 31 grudnia 1959 roku zmieniono ponownie numer szkoły – na 54. Wraz z rozwojem budownictwa mieszkaniowego i wzrostem zapotrzebowania na edukację dzieci, w 1978 roku szkołę przeniesiono do nowej siedziby przy obecnej ulicy Wojciecha 9, lecz ze względu na dalszy niedobór miejsc we wrześniu 1981 roku ponownie powrócono do nauki w budynku starej szkoły znajdującej się przy placu Pod Lipami 5. Powstała wówczas Szkoła Podstawowa nr 51, której nadano imię Fryderyka Chopina. 1 września 1968 roku zainaugurowała działalność Szkoła Podstawowa nr 52 imienia Związku Walki Młodych. Swoją siedzibę nieistniejąca obecnie szkoła miała przy ulicy Karliczka.

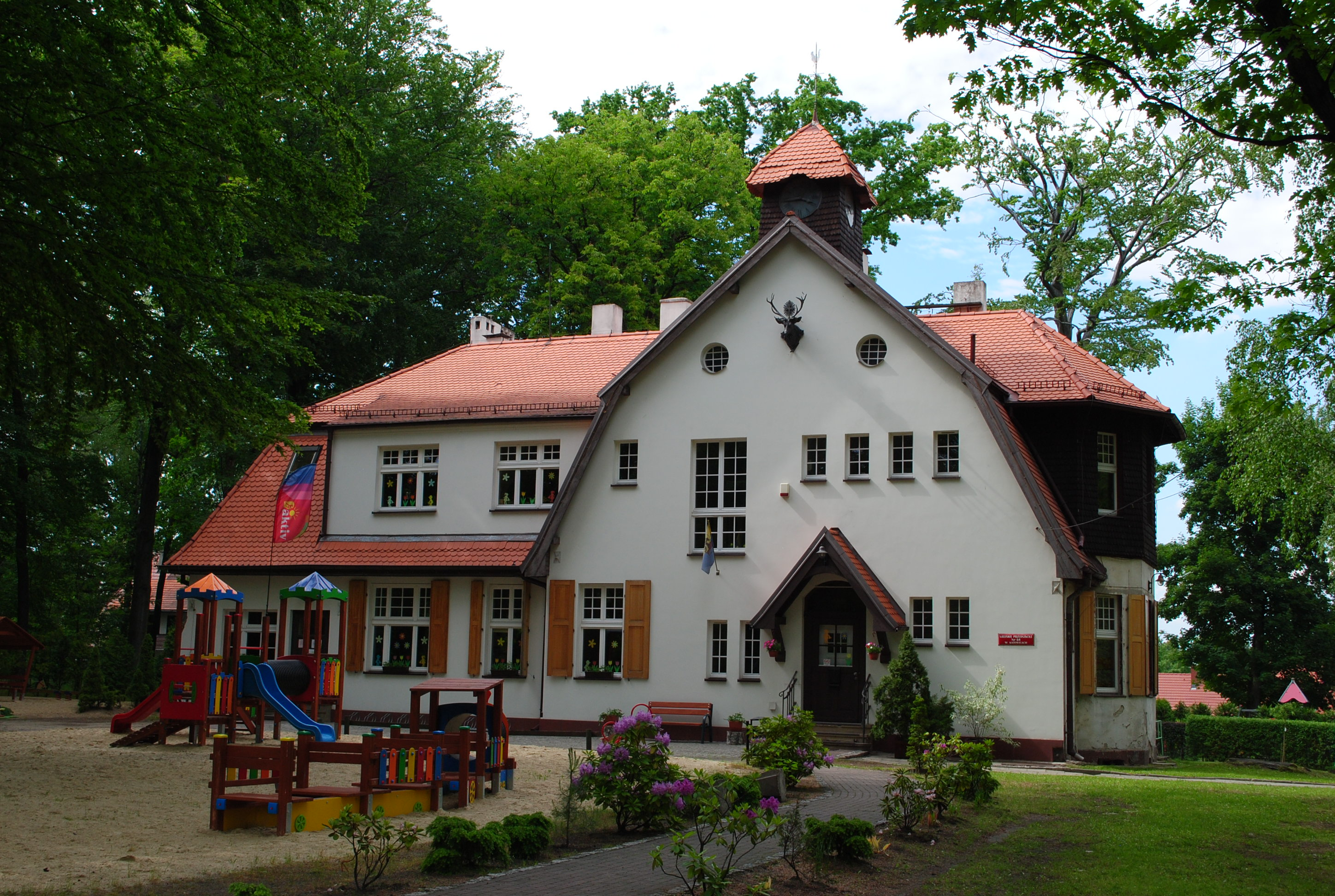
Miejskie Przedszkole nr 64, mieszczące się przy placu Pod Lipami 2 w budynku dawnej leśniczówki

Na nową siedzibę Szkoły Podstawowej nr 51 trzeba było czekać do 1993 roku, kiedy to oddano do użytku nowy budynek przy ulicy Przyjaznej 7a. Wówczas to 12 października tego roku w nowym budynku rozpoczęły edukację uczniowie klas młodszych. Autorami projektu szkoły byli: Stanisław Niemczyk oraz Marek i Anna Kuszewscy, którzy wygrali konkurs na projekt zagospodarowania tej części Giszowca. Dnia 1 września 2019 roku powołano Zespół Szkolno-Przedszkolny nr 13, powstały z połączenia Szkoły Podstawowej nr 51 z przedszkolami nr 61 i 91.
W latach powojennych, wraz ze wzrostem liczby mieszkańców, uruchamiano również nowe placówki przedszkolne. Pierwsza funkcjonowała zaraz po zakończeniu II wojny światowej w budynku dawnej szkoły ewangelickiej. Przedszkole to przeniesiono najpierw do dawnej willi dyrektora kopalni „Giesche”, a w latach 60. XX wieku do budynku dawnego nadleśnictwa przy placu Pod Lipami. W 1967 roku otwarto przedszkole nr 61, w 1981 roku nr 59, a w 1985 roku nr 91.
W Giszowcu powstał też pierwszy w Polsce Dzienny Dom Opieki dla Dzieci Specjalnej Troski, wybudowany przez kopalnię „Staszic” w latach 1984–1986. Ośrodek powstał z inicjatywy pediatry i neurolog dziecięcej – Marii Trzcińskiej-Fajfrowskiej, będącej też mieszkanką Giszowca. Na cześć zmarłej tragicznie twórczyni nosi obecnie nazwę „Ośrodek Rehabilitacyjno-Edukacyjno-Wychowawczy im. dr Marii Trzcińskiej-Fajfrowskiej”. Zapewnia on opiekę dzieciom i młodzieży w zakresie edukacyjnym, medycznym, rehabilitacyjnym i terapeutycznym.

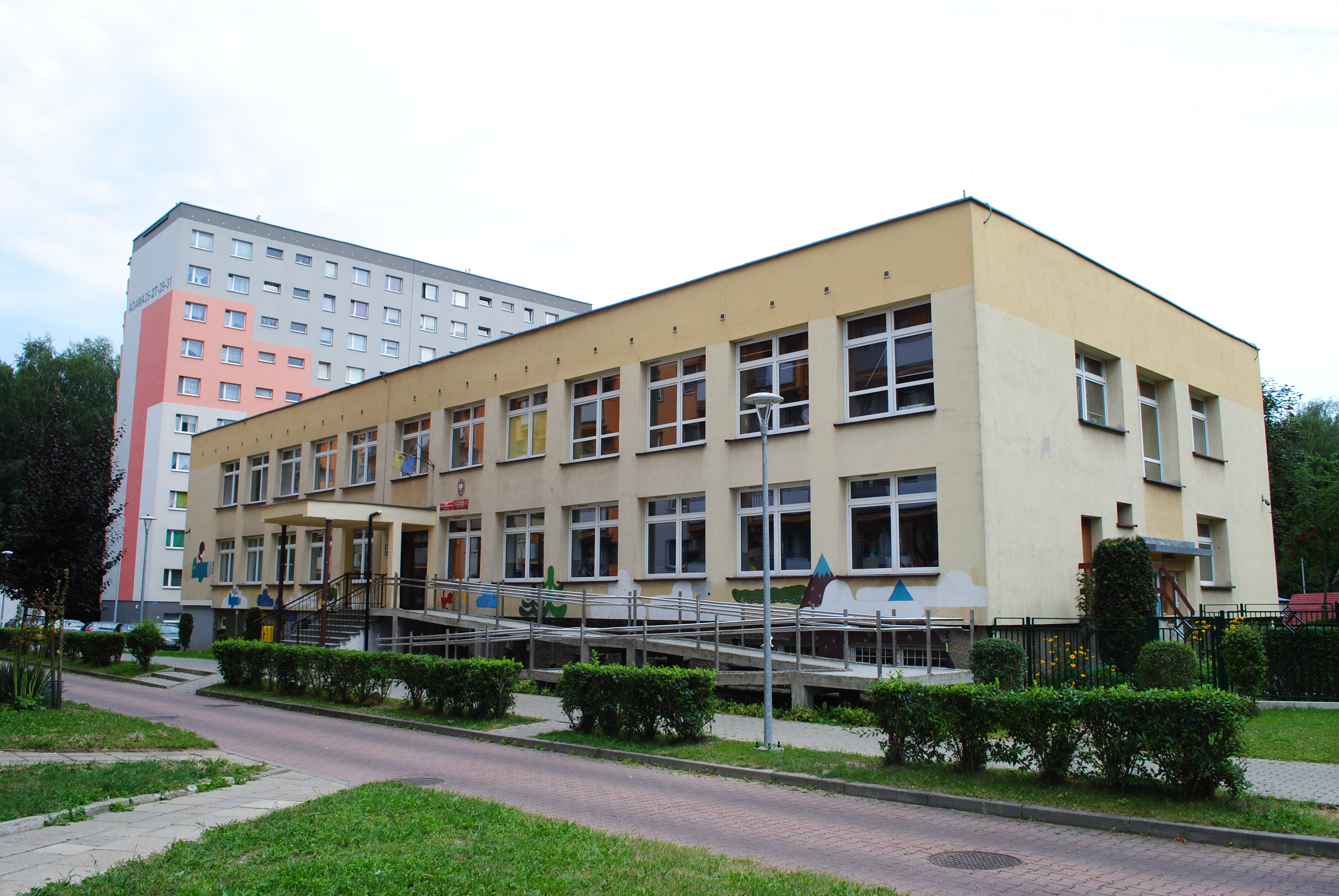
Przedszkole nr 91 (ul. Adama 33)

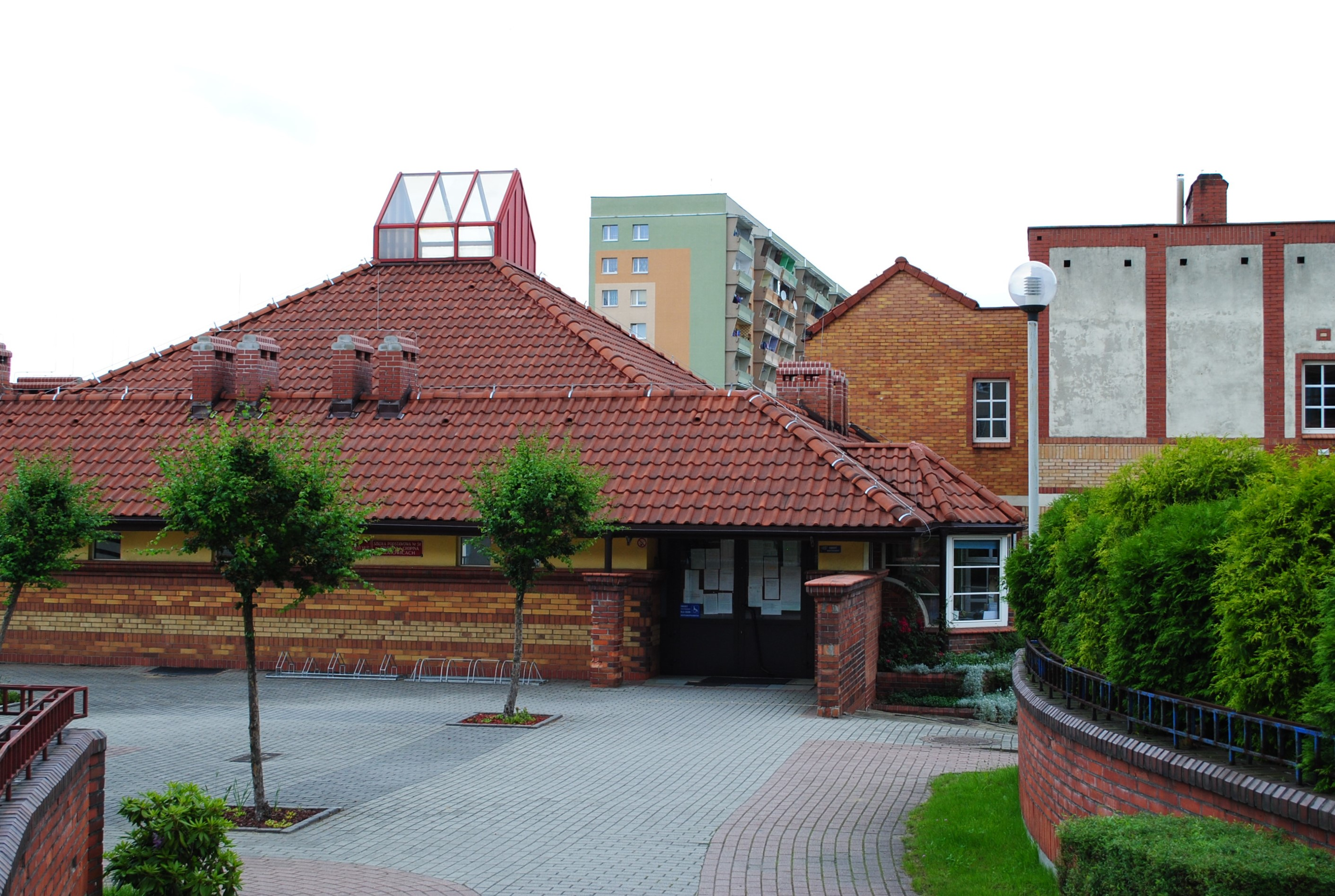
Szkoła Podstawowa nr 51 im. Fryderyka Chopina (ul. Przyjazna 7a)

W Giszowcu prócz wyżej wymienionego Ośrodka, według stanu z połowy listopada 2020 roku, funkcjonują następujące obiekty szkolno-wychowawcze:
- Żłobki:
  1. Żłobek Miejski w Katowicach. Oddział Żłobka Miejskiego (ul. Wojciecha 23)[293],
- Przedszkola:
  1. Miejskie Przedszkole nr 59 (ul. Wojciecha 49)[294],
  2. Miejskie Przedszkole nr 61 (Zespół Szkolno-Przedszkolny nr 13; ul. Karliczka 18)[295],
  3. Miejskie Przedszkole nr 64 (pl. Pod Lipami 2) – pierwsze powojenne przedszkole w Giszowcu; w 2018 roku przedszkole posiadało 3 oddziały, w którym wychowywano 71 dzieci[296].
  4. Miejskie Przedszkole nr 91 z Oddziałami Integracyjnymi (Zespół Szkolno-Przedszkolny nr 13; ul. Adama 33)[297],
  5. Niepubliczne Przedszkole i Klub Malucha Babaloo (ul. Mysłowicka 35a)[298],
- Szkoły podstawowe i zespoły szkół:
  1. Szkoła Podstawowa nr 51 z Oddziałami integracyjnymi im. Fryderyka Chopina (Zespół Szkolno-Przedszkolny nr 13; ul. Przyjazna 7a) – szkoła będąca częścią zespołu szkół, do którego łącznie w czerwcu 2019 roku uczęszczało 41 dzieci w wieku przedszkolnym, 853 uczniów w szkole podstawowej i 24 uczniów w 3. klasie gimnazjum; funkcjonowały wówczas 42 oddziały i 2 oddziały przedszkolne, 13 klas integracyjnych i 4 klasy sportowe, w których uczyło łącznie 119 nauczycieli[299],
  2. Szkoła Podstawowa nr 54 im. Marii Konopnickiej (ul. Wojciecha 9)[300][301],
  3. Szkoła Podstawowa dla Dziewcząt Płomień (ul. Karliczka 15) – szkoła prowadząca działalność od września 2012 roku; prowadzi zajęcia w duchu nauk kościoła rzymskokatolickiego przez Stowarzyszenie Na Rzecz Edukacji i Rodziny Węgielek[302].

## Bezpieczeństwo publiczne

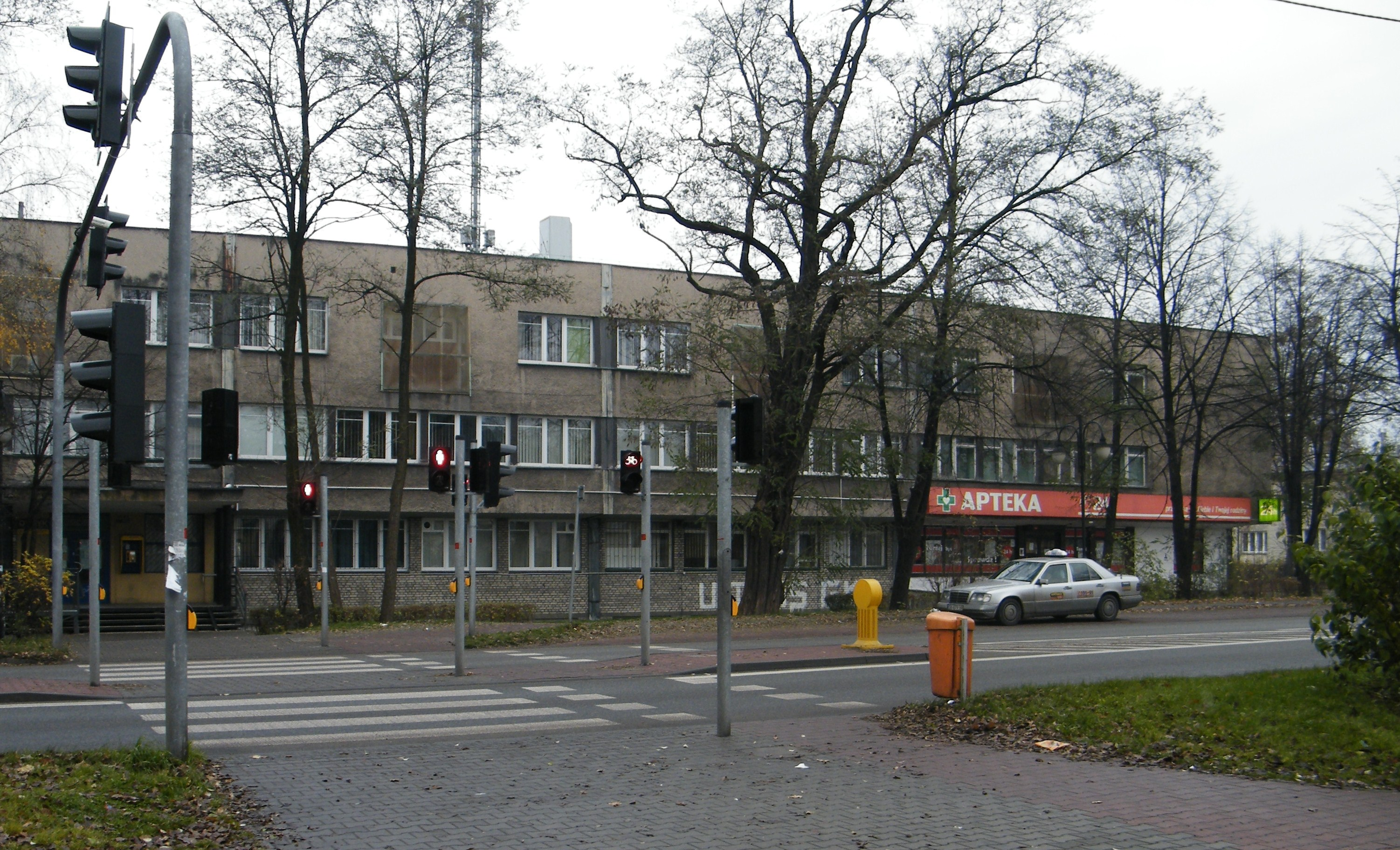
Przychodnia Bracka Staszic przy ulicy Mysłowicka 13 (przed remontem)

Podstawowe usługi związane z bezpieczeństwem publiczną musiały być zapewnione już wraz z budową Giszowca. W sierpniu 1910 roku podpisano umowę z lekarzem Górnośląskiej Spółki Brackiej, który otworzył praktykę lekarską w nieistniejącym obecnie budynku przy ulicy Gościnnej. W sąsiednim Nikiszowcu uruchomiono barak dla osób zakaźnie chorych, który był również leczono również mieszkańców Giszowca. Przy ul. Radosnej powstał budynek mieszczący areszt oraz remizę strażacką, a w pobliżu wybudowano wieżę strażacką. Opiekę strażacką zapewniała straż z kopalni „Giesche”, a także ochotnicy. Po I wojnie światowej gabinet lekarski działał nadal, a opiekę pielęgniarską zaczęły prowadzić siostry zakonne – jadwiżanki, które w 1928 roku otrzymały do dyspozycji pokój w dawnej ochronce przy obecnej ulicy Gościnnej. Od 1934 roku usługiwały łącznie trzy siostry zakonne, które działały na terenie Giszowca do 27 grudnia 1939 roku.
Wraz z budową po II wojnie światowej nowych budynków konieczne było zapewnienie lepszego dostępu do opieki zdrowotnej. Przy nowo wybudowanej kopalni „Staszic” powstał Zakład Leczniczo-Zapobiegawczy, który zapewniał opiekę zdrowotną pracowników kopalni. Początkowo warunki lokalowe placówki były skromne. W 1972 roku oddano do użytku ośrodek zdrowia przy ulicy Mysłowickiej 13, co doprowadziło do poprawy sytuacji. Budynek ten składał się z dwóch części: z przychodni przyzakładowej kopalni „Staszic” oraz przychodni dla mieszkańców dzielnicy. Przychodnię rejonową w późniejszym czasie podzielono na przychodnie dla dzieci oraz przychodnią ogólną i specjalistyczną. W połowie lat 80. XX wieku w Przychodni Międzyzakładowej KWK „Staszic” pracowało 6 lekarzy ogólnych, 4 lekarzy stomatologów, specjaliści: chirurg, radiolog i laryngolog, a także personel pomocniczy.

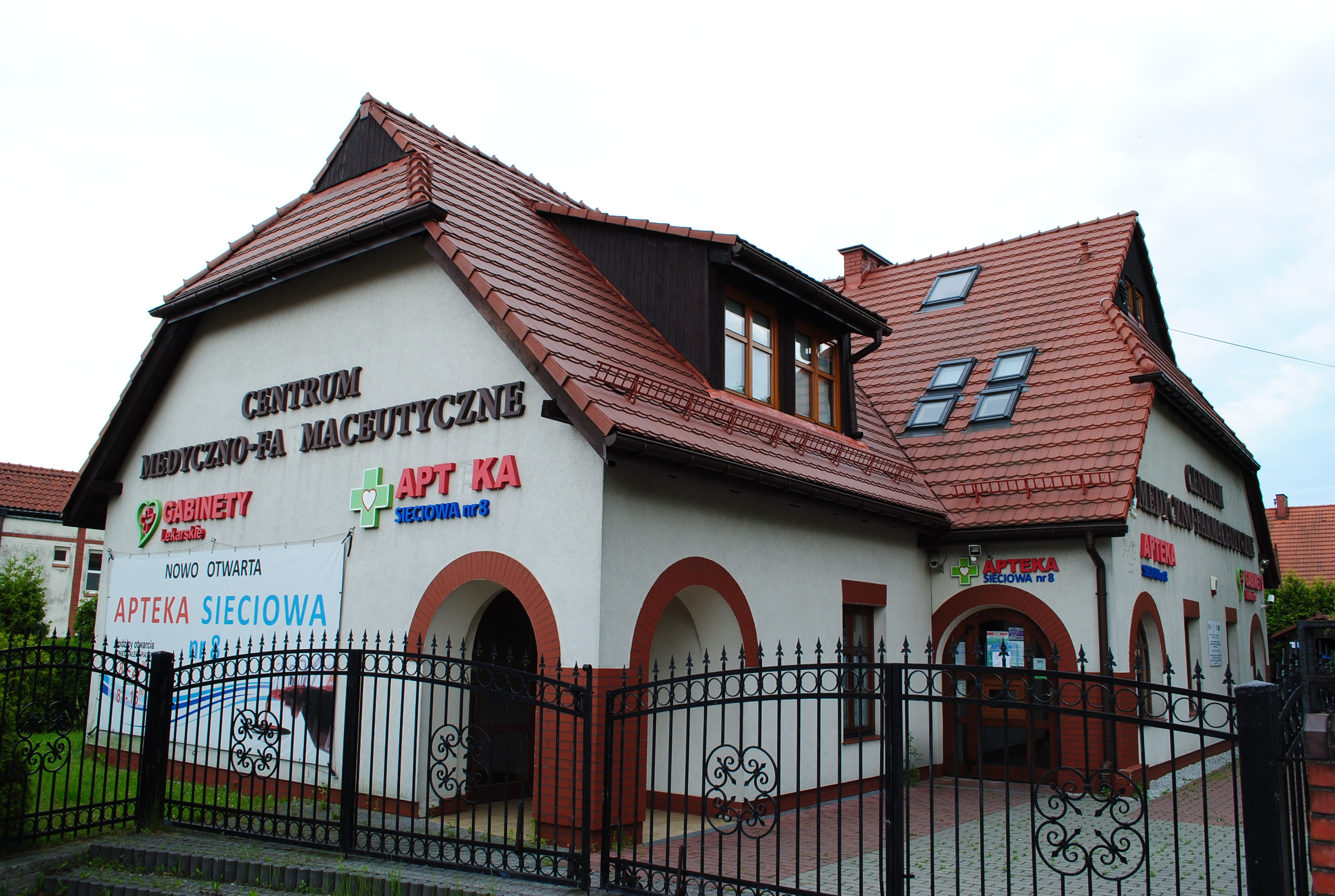
Budynek przychodni „Przyjazna” przy ulicy Przyjaznej 8

Na terenie Giszowca wg stanu z czerwca 2020 roku znajdują się następujące placówki ochrony zdrowia:
- Centrum Medyczne Giszowiec (ul. Gościnna 6) – posiada gabinet podstawowej opieki zdrowotnej, 4 gabinety specjalistyczne oraz pracownię USG w których pracuje łącznie 12 lekarzy[306];
- Delta-Med (pl. Pod Lipami 9) – posiada gabinet podstawowej opieki zdrowotnej oraz 9 poradni specjalistycznych[307];
- Przychodnia Bracka Staszic (ul. Mysłowicka 13) – posiada gabinet podstawowej opieki zdrowotnej, 8 poradni specjalistycznych, pracownie oraz Dzienny Dom Opieki Medycznej[308];
- Przychodnia „Przyjazna” (ul. Przyjazna 8) – posiada gabinet podstawowej opieki zdrowotnej, 13 poradni specjalistycznych, pracownie oraz gabinet fizjoterapii[309].

Ponadto na terenie dzielnicy mieści się też Klinika Weterynaryjna Giszowiec (przy ul. Mysłowickiej 65a), a także 5 aptek i około 10 gabinetów stomatologicznych.
Giszowiec pod względem bezpieczeństwa publicznego w 2007 roku był drugą najbezpieczniejszą dzielnicą w Katowicach według współczynnika przestępczości, który wówczas wynosił 1,13 przestępstw na 100 mieszkańców (niższy był wówczas tylko w Podlesiu – 1,01; średnia dla całych Katowic – 3,08). W latach 2004–2007 przestępczość w Giszowcu uległa znacznemu obniżeniu – w 2004 współczynnik przestępczości wynosił 2,75 przestępstw na 100 osób. W 2007 roku w Giszowcu doszło do 19 wypadków komunikacyjnych.
W Giszowcu nie znajduje się żaden posterunek policji oraz straży pożarnej – najbliższe znajdują się w dzielnicy Szopienice-Burowiec. Znajduje się tam Jednostka Ratowniczo-Gaśnicza nr I Państwowej Straży Pożarnej w Katowicach (ul. Krakowska 130), a także Komisariat V Policji w Katowicach (ul. Lwowska 7), która w swoim obszarze działania obejmuje m.in. teren Giszowca.

## Kultura

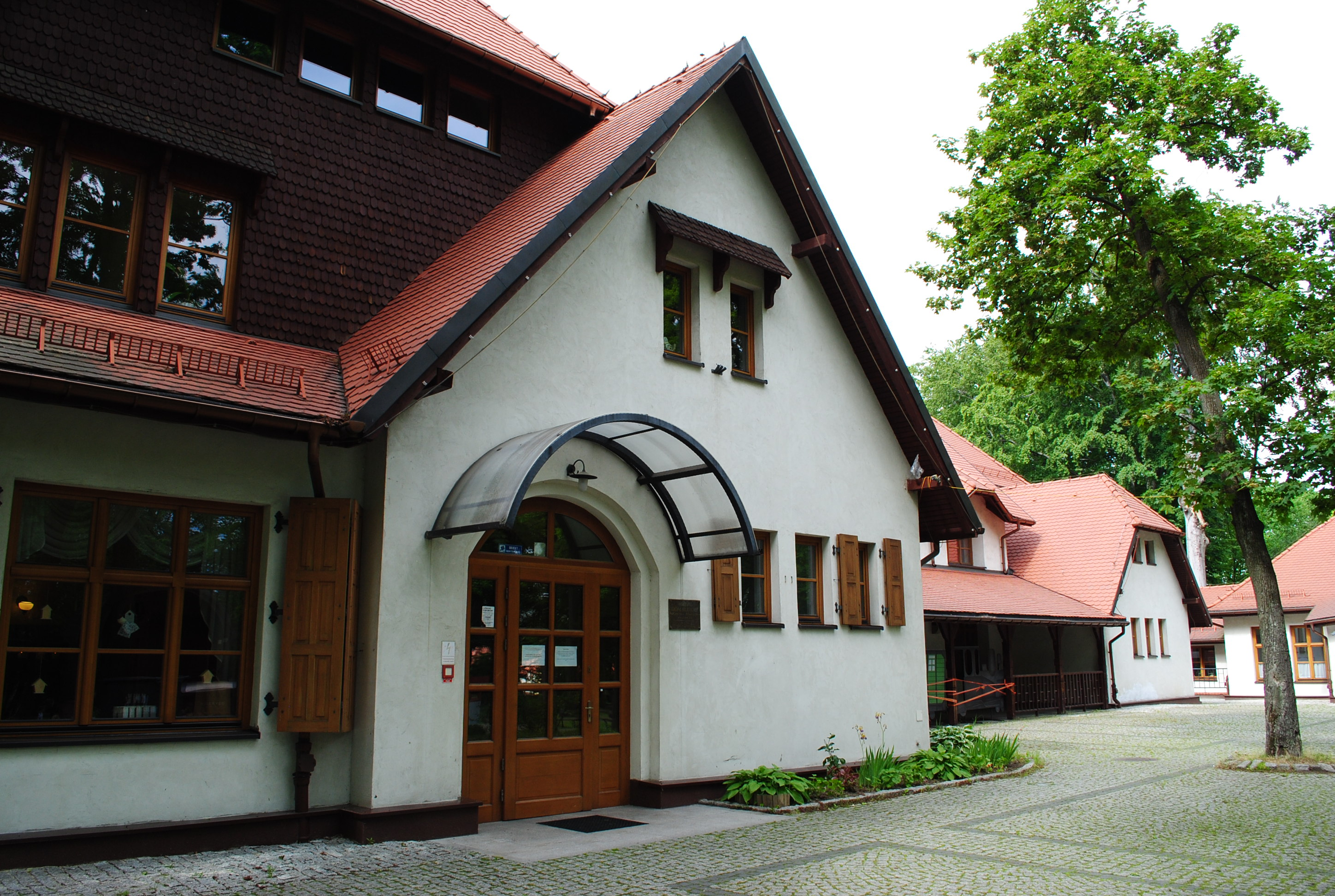
Filia nr 2 Miejskiego Domu Kultury „Szopienice-Giszowiec” w Katowicach, mieszcząca się w budynku gospody przy placu Pod Lipami 1

Działalność kulturalna w Giszowcu była prowadzona od początku powstania osiedla. W budynku gospody urządzono miejsca na salę teatralną, a w pobliskim parku muszlę koncertową. Pierwsze organizacje kulturalne powstały już w 1909 roku. Początkowo były to organizacje niemieckie, jak Arbeiter Gesangverein der Gieschegrube (pol. Robotnicze Towarzystwo Śpiewacze Kopalni Giesche) oraz Gartenbau-Verein (pol. Towarzystwo Ogrodnicze) założone w 1911 roku. Już przed I wojną światową w Giszowcu działały też polskie organizacje, jak Polskie Towarzystwo Ludowe, Towarzystwo Polek czy Polskie Towarzystwo Śpiewacze. Od 1920 roku działał na terenie Giszowca chór mieszany im. Fryderyka Chopina, który zrzeszał w tamtym okresie 85 członków. Jednym z czołowych dyrygentów był wówczas Henryk Bara. W styczniu 1930 roku dla pracowników kopalni „Giesche” otwarto bibliotekę w Nikiszowcu, a w tamtym czasie w budynku dawnej kantyny działało też Towarzystwo Czytelni Ludowych.
Po II wojnie światowej w budynku dawnej gospody urządzono dom kultury, prowadzący zajęcia z różnych dziedzin. W 1949 roku powstało tam kino „Muza”, które w 1966 roku przebudowano. Kino to funkcjonowało do 1978 roku. W 1966 roku rozpoczął swoją działalność klub zakładowy przy kopalni „Staszic” – początkowo w dawnej willi dyrektora kopalni „Giesche” przy ulicy Pszczyńskiej. W tym czasie wśród grup dorosłych działały dwa zespoły: grupa instrumentalno-wokalna „Futuryści” i zespół fotoamatorów, natomiast dla dzieci dwa zespoły modelarskie, zespół plastyczny i taneczno-teatralny. W 1984 roku przy ulicy Pszczyńskiej otwarto halę widowiskowo-sportową, a trzy lata później wyremontowano budynek obecnej „Gawlikówki” na Klub Seniora. Pod patronatem ZGG funkcjonowały również trzy biblioteki (w latach 60. dwa punkty w domach górnika, jeden w budynku administracyjnym kopalni), które w 1966 roku miały 280 stałych czytelników. W 1980 roku bibliotekę zlokalizowano w kompleksie domów górnika, a w 1982 roku przeszła pod zarząd kopalni „Staszic”. Ponadto na terenie Giszowca mieszkał i tworzył jeden z członków Grupy Janowskiej – Ewald Gawlik. Malował on m.in. pejzaże z Giszowca, Nikiszowca czy Janowa. Jego dzieła są prezentowane w Izbie Śląskiej (tzw. „Gawlikówka”). Drugim znaczącym artystą Grupy Janowskiej był urodziny w 1936 roku na terenie Giszowca Erwin Sówka.
W 1971 roku przy kopalni „Staszic” została założona z inicjatywy Anzelma Siwca i Bolesława Poloka Orkiestra Symfoniczna KWK „Staszic”. Swoją działalność orkiestra rozpoczęła po roku od jej założenia. Orkiestra koncertowała z okazji rocznic i świąt państwowych, a także uroczystości kopalnianych. Brała też udział w przeglądach orkiestr górniczych.

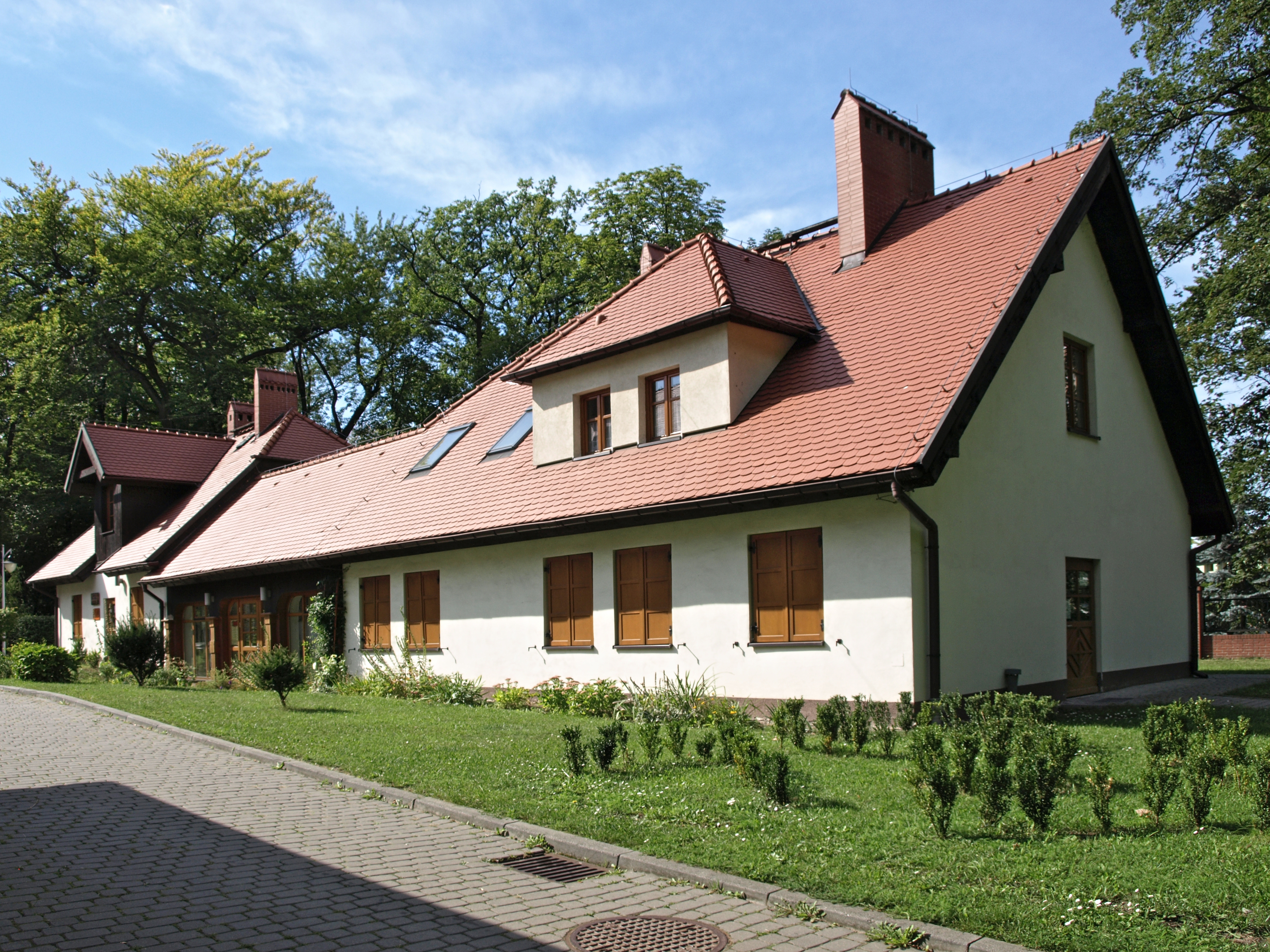
Izba Śląska przy placu Pod Lipami 3-3a (tzw. „Gawlikówka”)

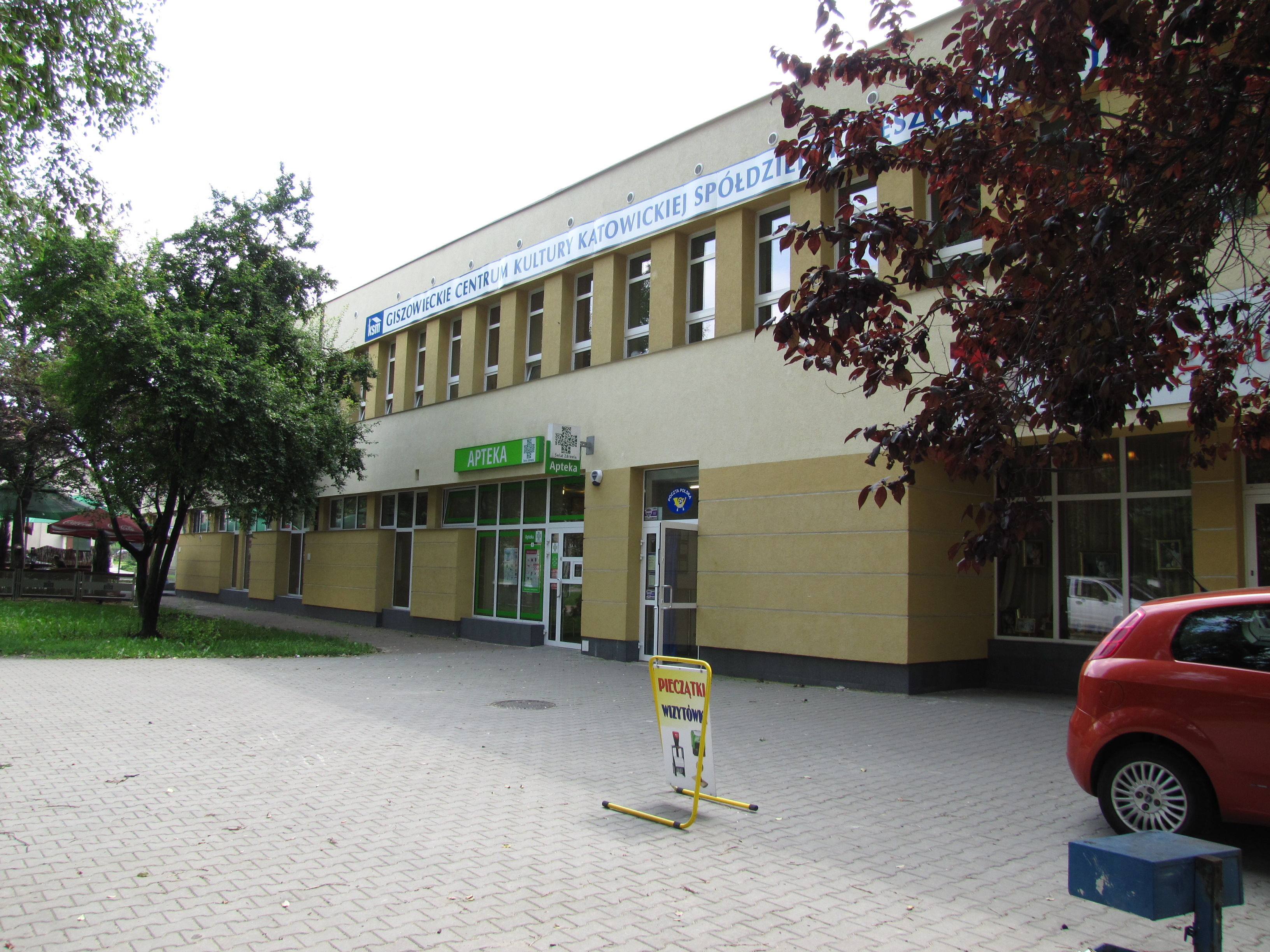
Giszowieckie Centrum Kultury przy ul. Mysłowickiej 28/4

Na terenie Giszowca zlokalizowane są następujące placówki kulturalne:
- Miejski Dom Kultury „Szopienice-Giszowiec” w Katowicach, Filia nr 2 – dom kultury, mieszczący się w budynku gospody przy placu Pod Lipami 1 i dawnej stajni (obecnie Izba Śląska) przy placu Pod Lipami 3–3a. W Domu Kultury prowadzone są zajęcia dla dzieci i dorosłych o różnej tematyce, w tym zajęcia wokalne, lekcje gry na instrumentach, zajęcia plastyczne, warsztaty naukowe dla dzieci, szkoła śląskiej godki, gimnastyka i aerobik, zumba, klub gry w boule i skata oraz kluby seniora. Swoje próby odbywa też zespół big-bandowy Milian Orkiestra, którego początki sięgają 1974 roku jako Orkiestra Rozrywkowa Polskiego Radia i Telewizji w Katowicach. Założycielem był muzyk jazzowy Jerzy Milian. Do MDK przynależy też Izba Śląska, która swoją działalność kulturalną pełni od 1987 roku. W 2006 roku budynek wyremontowano, a w nim zorganizowano muzeum prezentujący tradycyjną górnośląską izbę. Znajduje się tu też galeria obrazów Ewalda Gawlika[325].
- Giszowieckie Centrum Kultury – dom kultury, mieszczący się przy ulicy Mysłowickiej 28/4, zarządzany przez Katowicką Spółdzielnię Mieszkaniową. W domu prowadzone są zajęcia dla dzieci i dorosłych, w tym lekcje gry na instrumentach, zajęcia plastyczno-literackie, zajęcia ruchowe, spotkania towarzyskie oraz warsztaty wokalne[326].

### Giszowiec w literaturze
Giszowiec i Nikiszowiec zostały opisane w książce Czarny ogród przez laureatkę pierwszej edycji Nagrody Mediów Publicznych „Cogito” w dziedzinie literatury pięknej – Małgorzatę Szejnert. Opowieść była także nominowana do Nagrody Literackiej „Nike” 2008 oraz do Nagrody Literackiej Gdynia 2008. Jest to dokładnie udokumentowana, reporterska historia o losach wybranych rodów z tych miejscowości. Zawiera przykłady autentycznych dokumentów, fotografie i wiele niepublikowanych dotąd informacji na temat życia postaci zasłużonych dla osiedla m.in.: Józefa Wieczorka, Alfreda Gansińca, Ewalda Gawlika, Kazimierza Kutza, Erwina Sówki, Marii Trzcińskiej-Fajfrowskiej i Rozalii Kajzer-Piesiur.

### Giszowiec w filmie
Giszowiec na filmie był już prezentowany w latach 1925–1926. Wówczas to w ramach nakręconego przez Stefana Pierzchalskiego cyklu Wielki przemysł na Górnym Śląsku znajdowały się zdjęcia z kolonii robotniczej w Giszowcu. W filmie Kazimierza Kutza Paciorki jednego różańca znalazły się autentyczne, dokumentalne zdjęcia z burzenia starego osiedla górniczego w Giszowcu. Nawiązuje do tego zdarzenia także fabuła filmu, zwłaszcza wątek sporu zasłużonego powstańca i górnika Habryki z dyrektorem kopalni Klimczukiem. Habryka nie zgadza się na opuszczenie domu, w którym mieszka i na zamieszkanie w bloku. Film przyczynił się do zatrzymania akcji wyburzania, dzięki czemu ocalała część miasta ogrodu. Filmowy dom Habryki przetrwał akcję wyburzenia zabytkowej części Giszowca, a jego obecny adres to ulica Przyjazna 28/1.

## Religia

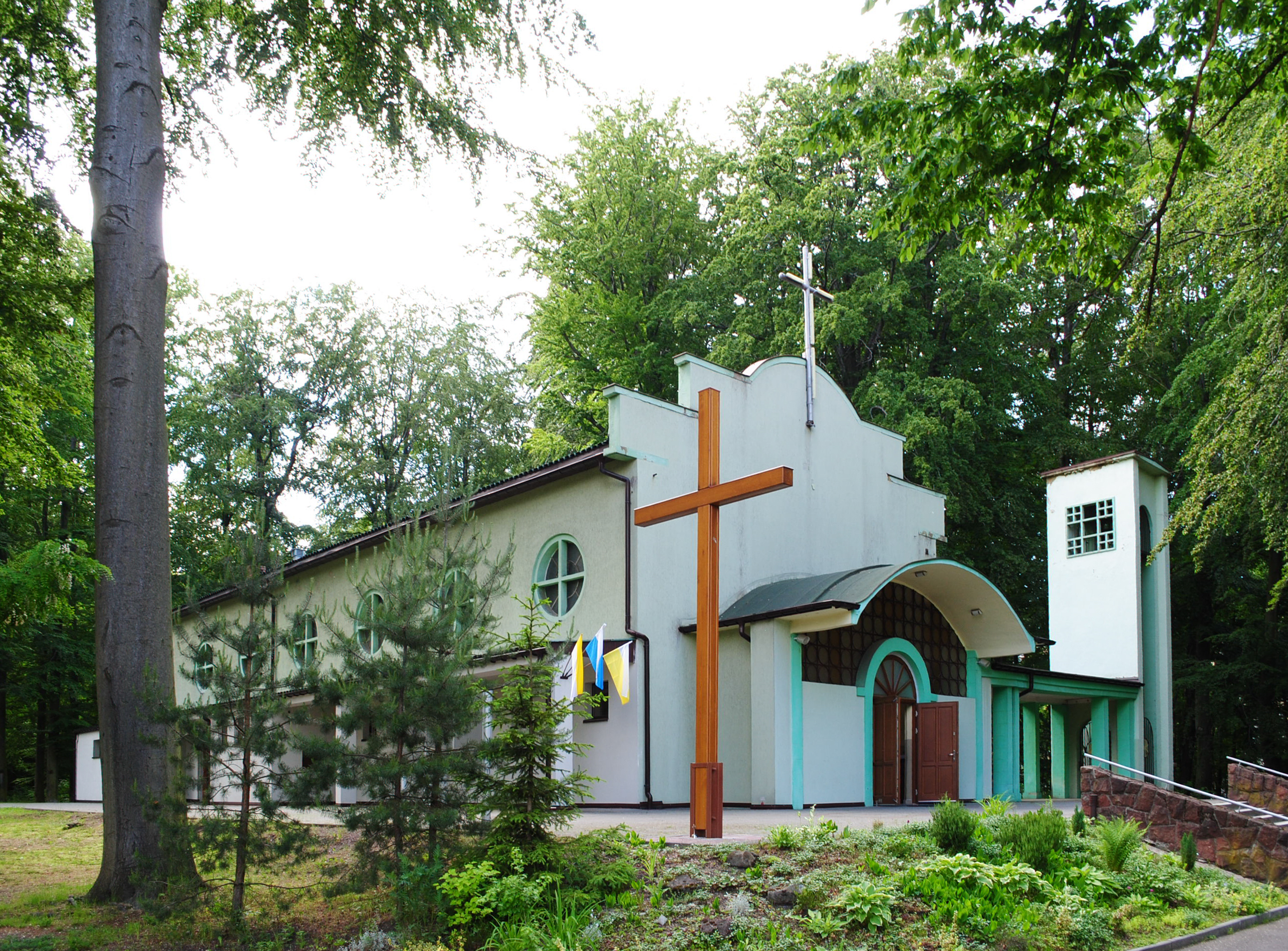
Kościół parafialny parafii św. Stanisława Kostki, poświęcony 17 marca 1948 roku

W Giszowcu dominującą wspólnotą religijną jest kościół rzymskokatolicki, lecz od początku istnienia osiedla prócz katolików mieszkali również ewangelicy. Początkowo katolicy z osiedla należeli do parafii w Mysłowicach, następnie do parafii św. Anny w Janowie, natomiast ewangelicy mieli swój dom modlitw w budynku szkoły ewangelickiej przy ulicy Działkowej. W 1947 roku powstała pierwsza w Giszowcu rzymskokatolicka parafia pw. św. Stanisława Kostki. Jej początki wiążą się z działalnością administratora parafii św. Anny ks. Alfonsa Tomaszewskiego, który w piśmie z dnia 24 września 1945 roku do Katowickiego Zjednoczenia Przemysłu Węglowego przedstawił trzy propozycje zorganizowania samodzielnego duszpasterstwa w Giszowcu: urządzenie kaplicy w dawnej szkole ewangelickiej, przeznaczenie na cele kultu religijnego dawnego domu kawalera lub wykup lub dzierżawę przez gminę działki pod budowę nowego kościoła. Pierwotnie propozycje zostały odrzucone, lecz ostatecznie w dniu 6 czerwca 1946 roku podpisano porozumienie na mocy którego parafia przejęła niezagospodarowany teren przy ulicy Górniczego Stanu. Dnia 12 maja tego samego roku zebrano komitet budowy kościoła, lecz nieprzychylne budowy były nowe władze gminy Janów. Poświęcenie kościoła św. Stanisława Kostki odbyło się w drugie święto Zesłania Ducha Świętego 17 maja 1948 roku.

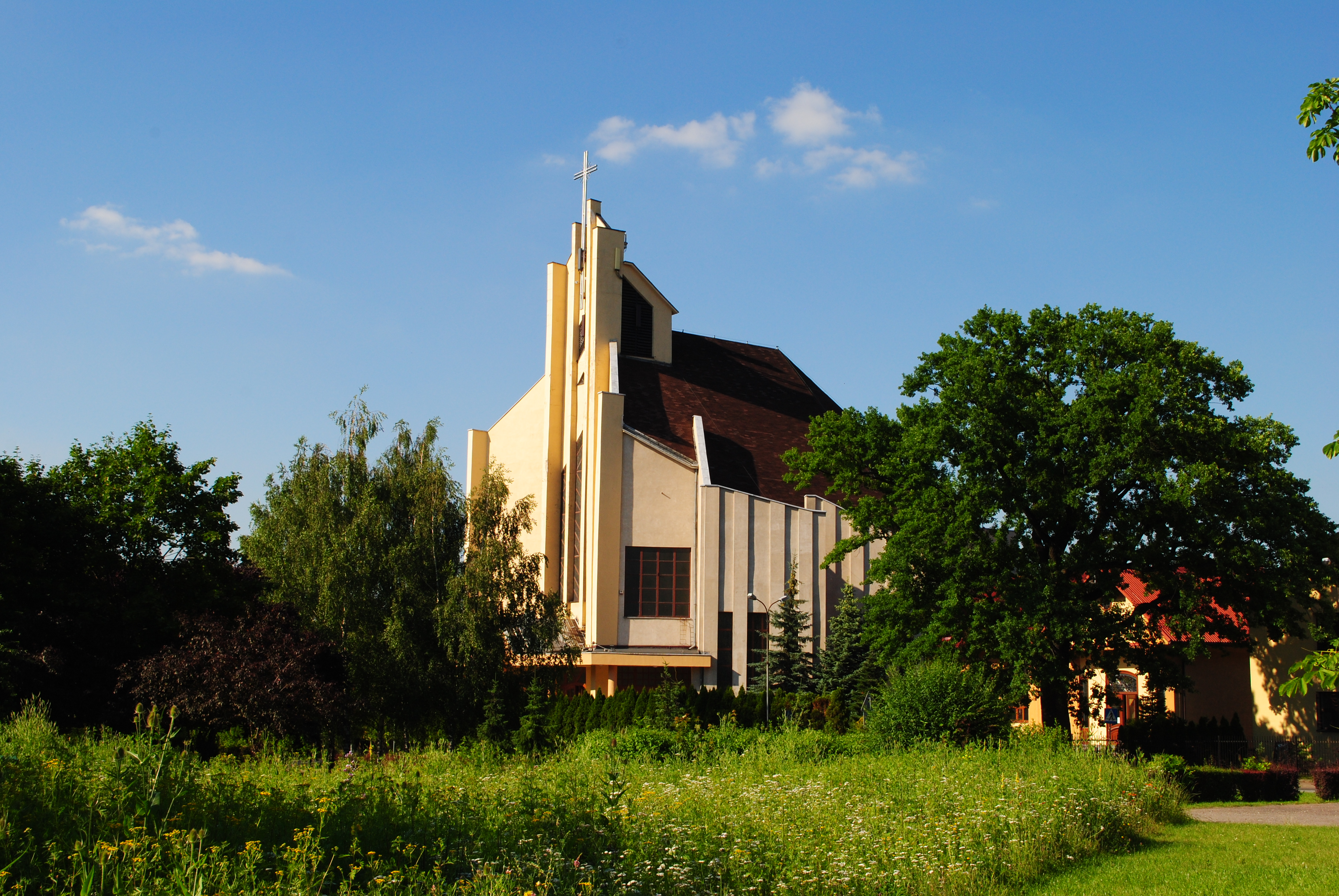
Kościół parafialny parafii św. Barbary, poświęcony w 1994 roku

Do parafii św. Stanisława Kostki przynależy jedyny na terenie Giszowca cmentarz, położony przy ulicy Górniczego Stanu, o powierzchni 0,73 ha. O jego założenie starano się już od 14 lipca 1948 roku w piśmie do Starostwa Powiatowego. Ostatecznie parafia zyskała teren pod cmentarz 26 października 1949 roku, kiedy to podpisano protokół zdawczo-odbiorczy z przedstawicielami Nadleśnictwa Imielin. Oficjalną decyzję pozwalającą na chowanie zmarłych na cmentarzu uzyskano 16 listopada 1950 roku.
Ze względu na rozbudowę osiedla i ciągle wzrastającą liczbę mieszkańców kościół św. Stanisława Kostki stał się za mały, dlatego też postanowiono wybudować nową świątynię. W dniu 20 czerwca 1983 roku papież Jan Paweł II podczas pobytu w Katowicach poświęcił kamień węgielny pod budowę nowego kościoła pw. św. Barbary. Budowniczym kościoła oraz jego późniejszym proboszczem został ks. Izydor Harazin, natomiast za projekt kościoła odpowiadał Zygmunt Fagas. Nową parafię św. Barbary erygowano 19 sierpnia 1984 roku, a pierwsze prace przy fundamentach nowego kościoła rozpoczęto w lipcu 1985 roku. Uroczystej konsekracji świątyni dokonano 23 października 1994 roku.

## Sport i rekreacja

### Sport

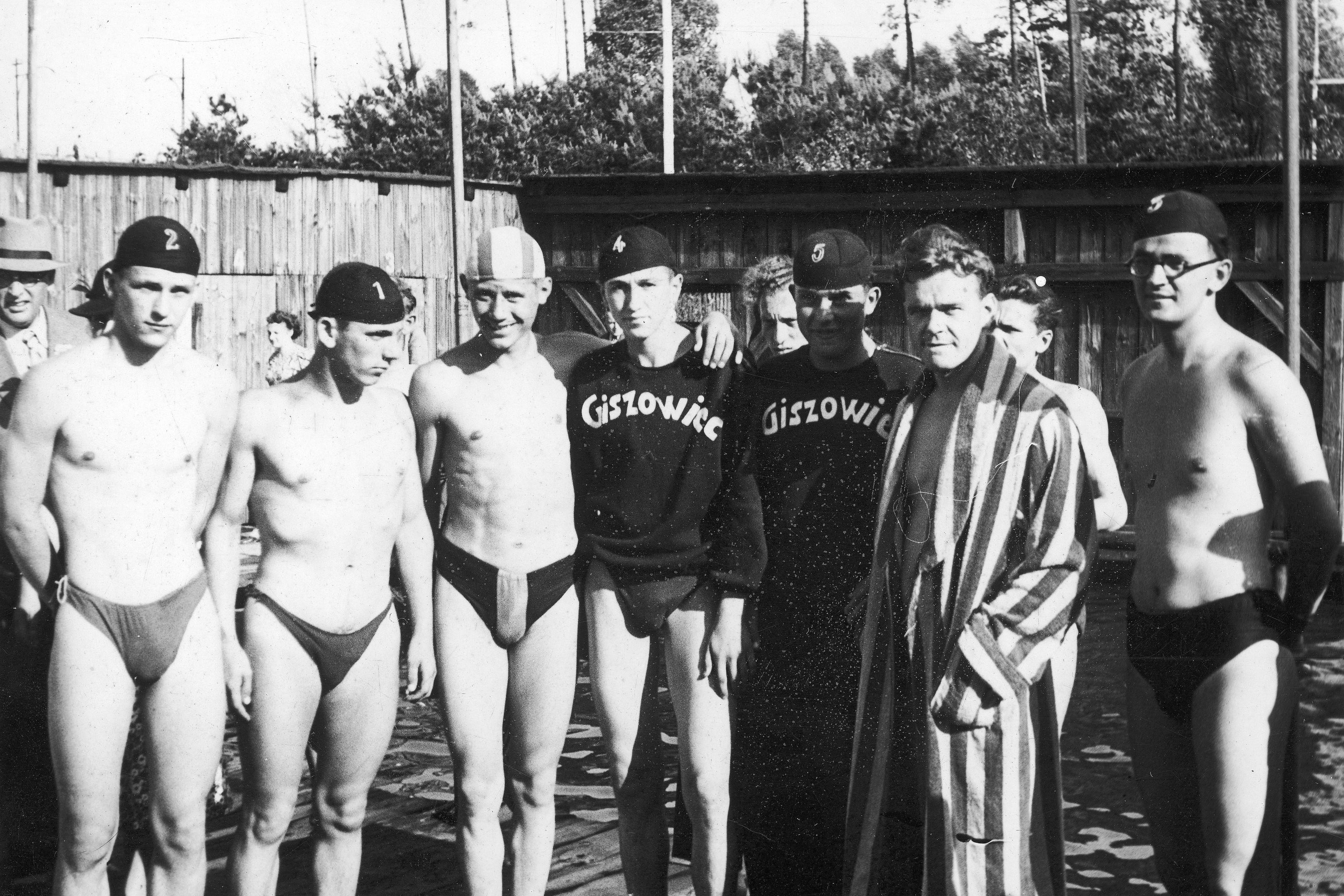
Zawodnicy TP „Giszowiec-Nikiszowiec 23” podczas Mistrzostw Polski w Piłce Wodnej odbywających się w sierpniu 1938 roku

Najstarszym klubem sportowym w Giszowcu było nieistniejące już Towarzystwo Pływackie „Giszowiec-Nikiszowiec 23” założone z inicjatywy Jana Skupiny. Staw Małgorzata był bazą tego klubu pływackiego. Największą popularność klub zyskał dzięki swojej zawodniczce Rozalii Kajzer-Piesiur. Była ona pierwszą olimpijką z Giszowca i uczestniczką igrzysk w Amsterdamie w 1928 roku. Poza tym na terenie Giszowca przy gospodzie funkcjonowała kręgielnia, a w pobliżu willi dyrektora pole golfowe oraz korty tenisowe.
W kwietniu 1945 roku TPGN zostało przejęte przez reaktywowany klub RKS „Siła” Giszowiec. Pierwsze walne zebranie klubu odbyło się 22 kwietnia 1945 roku. Uruchomiono wówczas sekcje hokeja na lodzie, piłki nożnej i siatkówki. W tym samym roku pierwszym powojennym mistrzem Polski w hokeju została „Cracovia”, a trzecie miejsce zajęła „Siła” Giszowiec. Alfred Gansiniec, zawodnik „Siły” Giszowiec, wziął udział w Zimowych Igrzyskach Olimpijskich w St. Moritz i w Zimowych Igrzyskach Olimpijskich 1952 roku w Oslo. Klub w 1948 roku doprowadził do modernizacji lodowiska, które znajdowało się na terenie dzisiejszego osiedla Adama. Rok później klub połączono z trzema innymi, tworząc „Górnik” Janów, które w późniejszym czasie przekształciło się w „Naprzód” Janów. Z Giszowca wywodziło się kilku wybitnych sportowców, w tym Jan Junger – taternik, alpinista i andysta, który w latach 60. i 70. XX wieku utworzył wiele nowych dróg wspinaczkowych w Andach, Alpach i Tatrach. W grudniu 1970 roku powstał Górniczy Klub Żeglarski, zrzeszający na początku 45 członków. Klub utworzył bazę żeglarską w Ogonkach w obecnym województwie warmińsko-mazurskim. Kopalnia „Staszic” co roku od 1965 roku organizowała spartakiady w różnych dyscyplinach, zarówno letnich, jak i zimowych. W 1966 roku w spartakiadzie uczestniczyło 617 osób w różnych dyscyplinach, natomiast w 1983 roku było ich prawie 900. Podczas tego wydarzenia największym zainteresowaniem cieszyły się rozgrywki piłki nożnej.

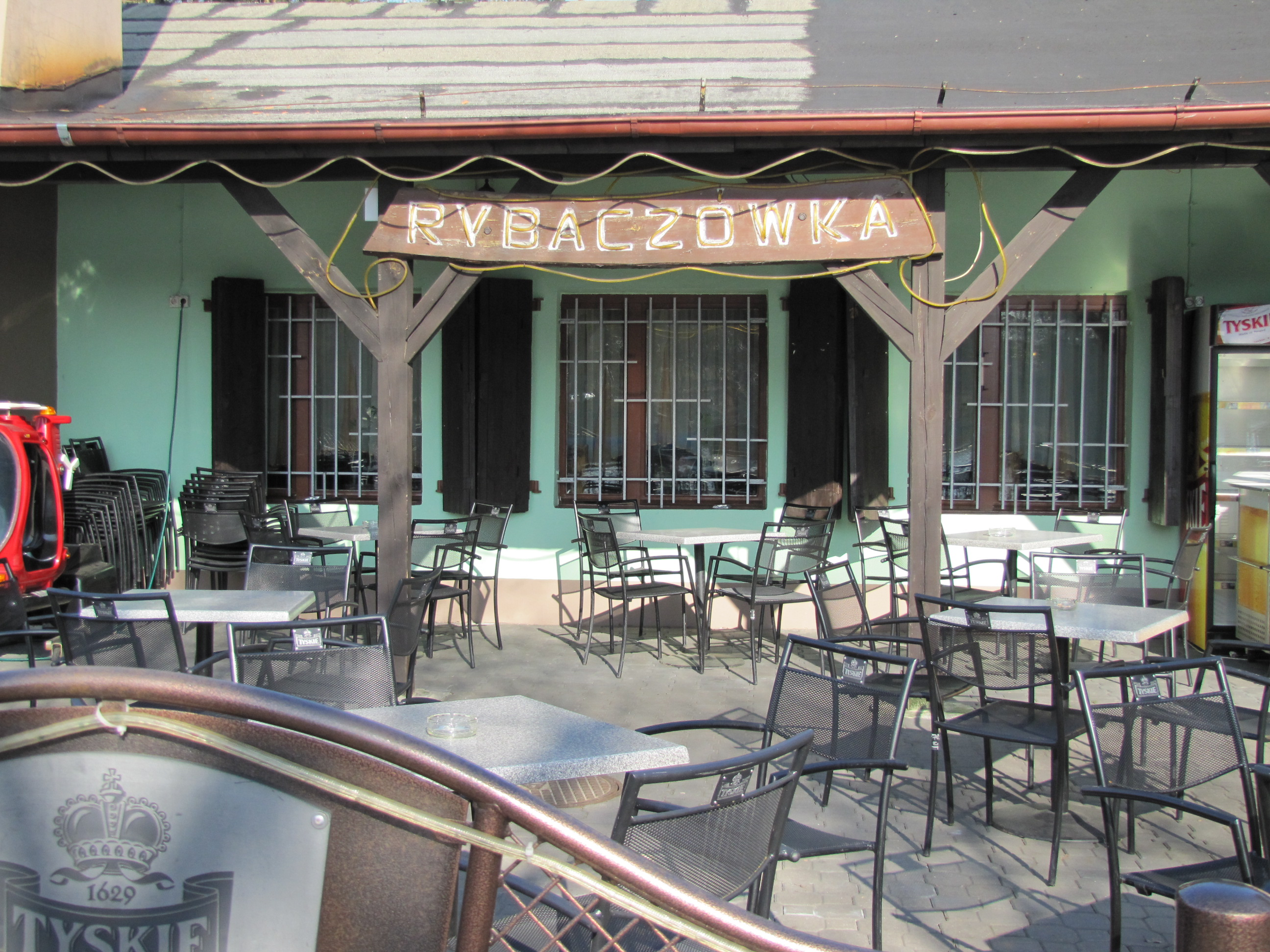
„Rybaczówka” przy stawie Janina

W latach 1999–2003 na kortach położonych przy ulicy Pszczyńskiej działało Giszowieckie Towarzystwo Tenisowe. Klub żeglarski kontynuował swoją działalność jako Stowarzyszenie Żeglarskie „Zwrot”, które przeniosło się z ośrodka w Ogonkach na Piękna Górę koło Giżycka. Na Giszowcu działa założony w 1992 roku Zapaśniczy Klub Sportowy Tytan 92 Katowice. Największym sukcesem w historii Tytana było drużynowe mistrzostwo Polski kadetów, wywalczone w 1997 roku w Kostrzynie. Działający na terenie osiedla Klub Sportowo-Rekreacyjny Amicus-Giszowiec prowadzi dwie sekcje: skata, a od 2012 roku pétanque.

### Ośrodek Barbara-Janina
Historia ośrodka leśnego Barbara-Janina w Giszowcu zaczyna się w roku 1977, kiedy to kopalnia „Staszic” rozpoczęła budowę ośrodka rekreacyjnego. Nazwa Barbara-Janina pochodzi od nazwy znajdujących się w pobliżu dwóch stawów, wokół których ośrodek został zlokalizowany. Stworzono w tym miejscu bazę wypoczynkową dla pracowników kopalni „Staszic” i mieszkańców Giszowca. Lokalizacja ośrodka na terenie lasów i w pobliżu stawów stwarzała idealne warunki do uprawiania sportów. Sprzyjała także wędkarstwu, spacerom pieszym i rowerowym na terenie parku leśnego. Cały ośrodek liczący około 50 ha został podzielony na kilka części: kąpielisko, teren spacerowo-wypoczynkowy i tereny sportowe. W lesie wytyczono również ścieżkę zdrowia. W 1971 roku grupa wędkarzy zorganizowała tu sekcję wędkarską.
W 1977 roku sekcja przejęła i zagospodarowała staw Górnik i rozpoczęła budowę „Rybaczówki” nad stawem Janina. Kilkakrotnie zarybiono stawy Górnik i Janina. W 1981 roku z koła miejskiego utworzono samodzielne koło Polskiego Związku Wędkarskiego. Obecnie w dawnej „Rybaczówce”, która była siedzibą wędkarzy, mieści się bar piwny. Jeden z budynków „Rybaczówki” spłonął w marcu 2020 roku.

## Turystyka

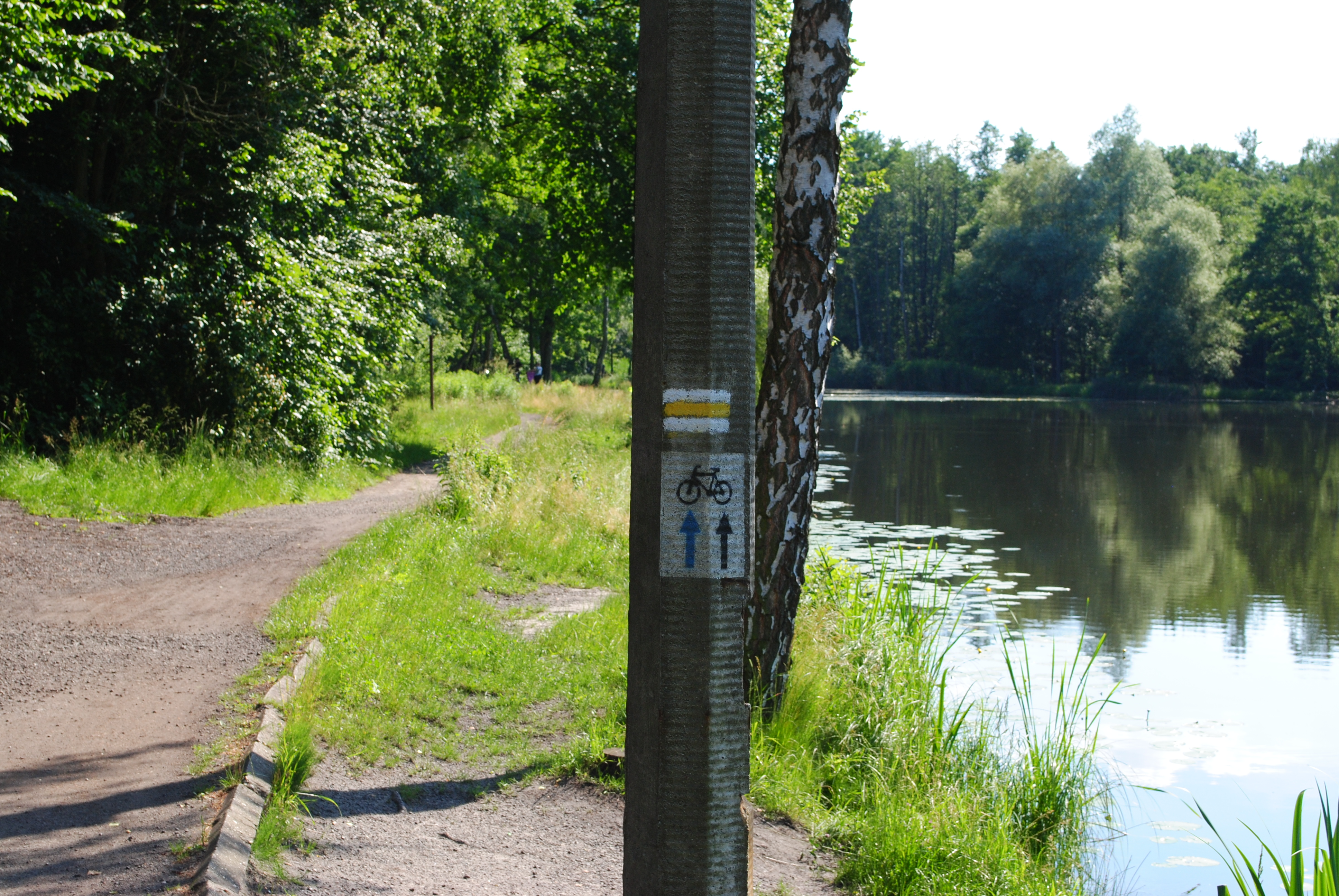
Fragment Szlaku Historii Górnictwa Górnośląskiego przy stawie Janina

Giszowiec z racji na swoją zabytkową architekturę (unikatowa w skali europejskiej kolonia robotnicza) stanowi jedną z największych atrakcji turystycznych Katowic. Osiedle to znajduje się ono na powstałym w 2006 roku szlaku Zabytków Techniki Województwa Śląskiego. Na samym Giszowcu do atrakcyjnych turystycznie miejsc zalicza się m.in. budynek gospody, która jest jednym z oddziałów Miejskiego Domu Kultury „Szopienice-Giszowiec” oraz Izbę Śląską, która zawiera galerię obrazów Ewalda Gawlika. Przez teren Giszowca przechodzą następujące szlaki turystyczne:
- Szlak Zabytków Techniki Częstochowa – Giszowiec – Żywiec[2];
- Szlak Dwudziestopięciolecia PTTK Giszowiec – Starganiec[353];
- Szlak Dolinki Murckowskiej Giszowiec – Stara Wesoła – Dolinka Murckowska[353];
- Szlak Historii Górnictwa Górnośląskiego Łubianki – Giszowiec – Ławki – Rybnik[353];
- Szlak Hołdunowski Giszowiec – Ławki – Jeleń[353];
- Szlak im. Mariana Kantora-Mirskiego Giszowiec – Mysłowice[353].